# Policía por país
En varios países, particularmente en los que tienen un sistema de gobierno federal, existen varias organizaciones policiales, con diferentes niveles y jurisdicciones. En este artículo se muestran los diferentes cuerpos policiales por país:

## Alemania

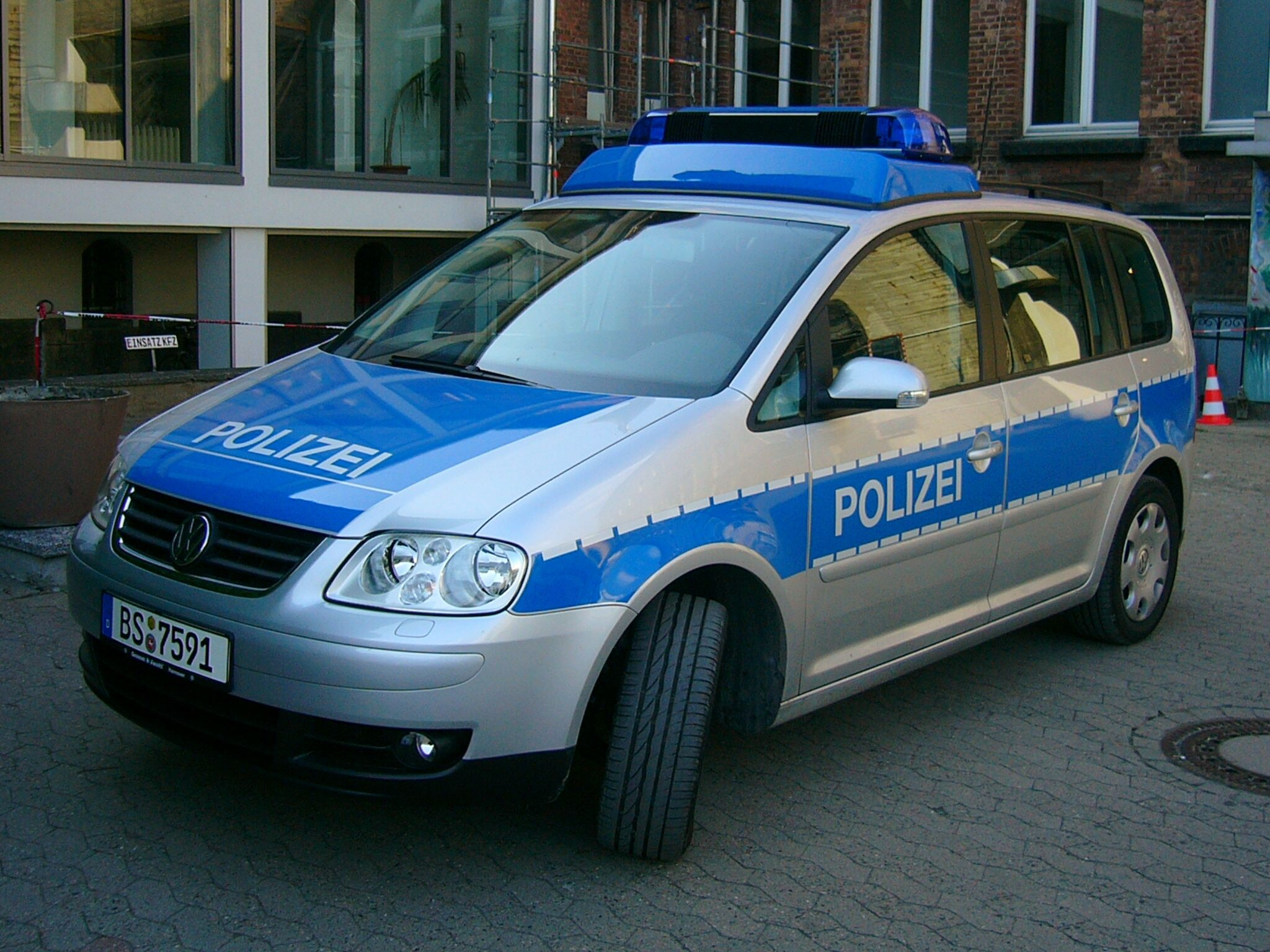
Furgón de policía de Baja Sajonia con los nuevos colores distintivos.

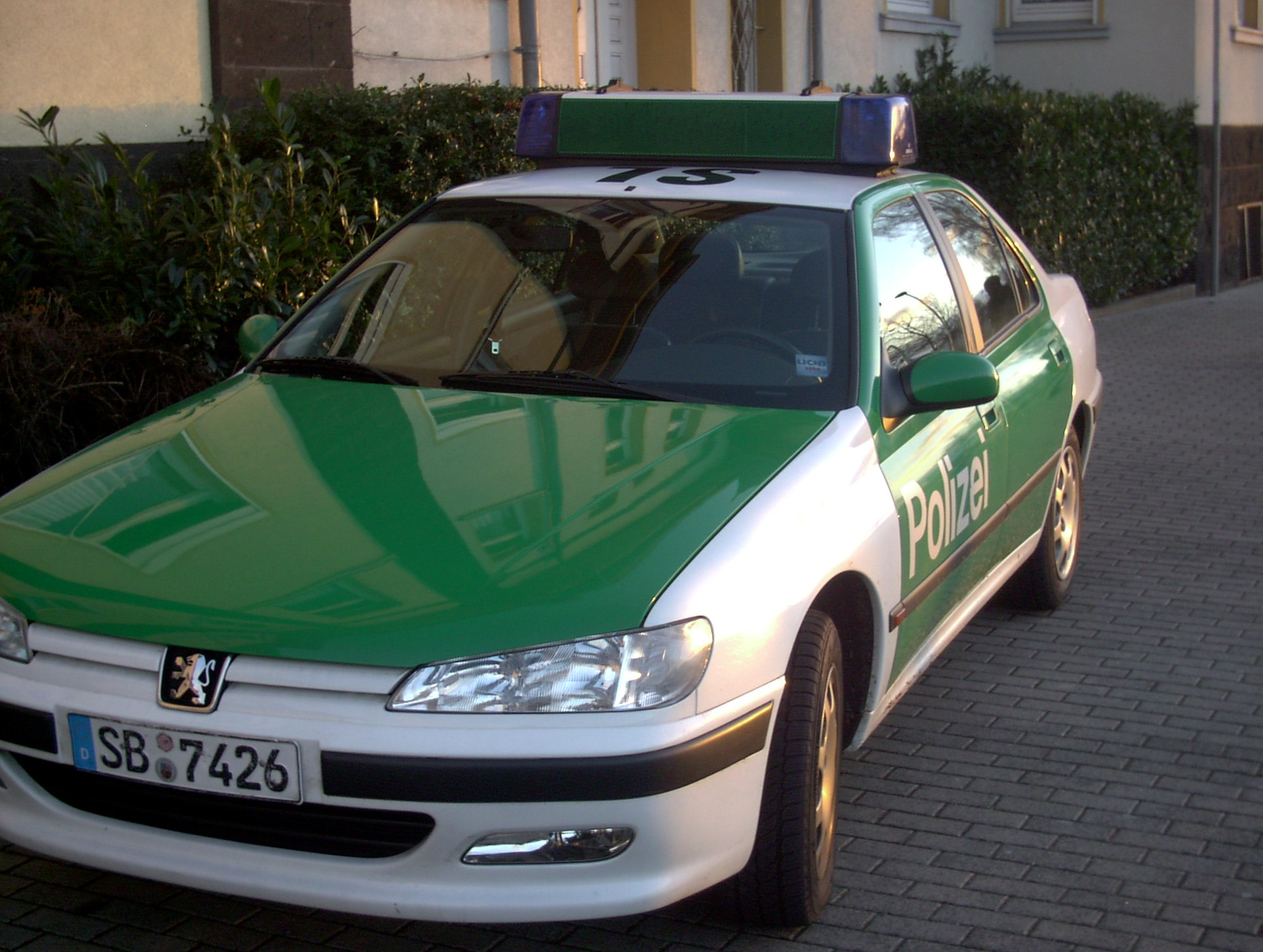
Un coche patrulla de la policía alemana del Sarre.

Alemania es una república federal dividida en dieciséis Estados federados. Cada uno de ellos posee su propia fuerza policial (Polizei en alemán); administrada por un ministro (o, en Bremen, Hamburgo y Berlín, un senador) de asuntos internos del Estado.
Aunque si bien el uniforme y el color de los vehículos es similar en toda Alemania, las fuerzas policiales tienen una estructura un poco diferente en cada Estado. Por ejemplo, la Kriminalpolizei (la división de investigaciones, también llamada Kripo) es parte de la fuerza policial ordinaria en algunos Estados y una organización separada en otros.
Además, el Gobierno Federal posee una Policía Federal, anteriormente llamada como Bundesgrenzschutz (Protección Federal de Fronteras), renombrada en 2005 como Bundespolizei (Policía Federal) y una Policía Estatal, la Landespolizei.
El Ferrocarril Federal Alemán también posee su propia fuerza policial, la Bahnpolizei, que cumple un rol similar a la de la Policía Británica del Transporte. Cuando los ferrocarriles fueron privatizados en la década de los 90, la Bahnpolizei fue integrada a la policía federal. Desde entonces el poder ejecutivo de Alemania por medio de una ley sólo permite fuerzas policiales bajo el control gubernamental. Por lo tanto, fuerzas policiales privadas no están permitidas en este país.
Debido a una idea de usar el mismo color de uniformes y vehículos en toda la Unión Europea, la policía alemana realizó en los últimos tiempos una pequeña modificación en el color, de verde a azul. Hamburgo fue el primer Estado federado en efectuar esta transición. Antes de la reunificación alemana del 3 de octubre de 1990, la República Democrática Alemana contaba con la Volkspolizei.

## Andorra

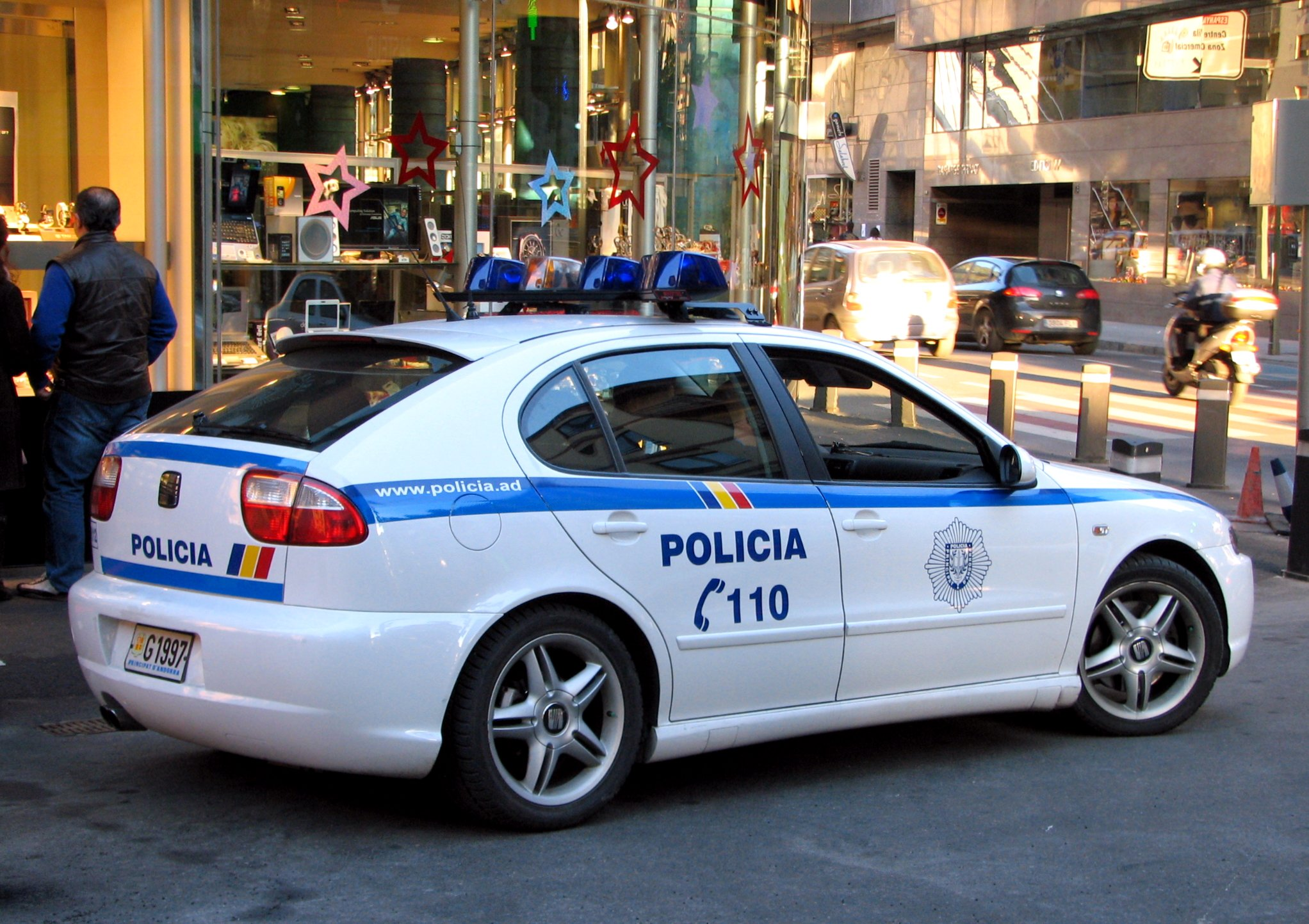
Vehículo patrulla del Cuerpo de Policía de Andorra.

Andorra cuenta con un solo cuerpo, el Cuerpo de Policía de Andorra (en catalán: Cos de Policia d’Andorra), que es su policía nacional. Depende del Ministerio de Asuntos Sociales, Justicia e Interior y cuenta con 237 agentes que sirven a una población de aproximadamente 80.000 habitantes. Fue creado en 1932 por los delegados con el nombre de "Servicio de Orden" y modificado en 1993 con la entrada en vigor de la nueva Constitución. Tiene jurisdicción en todo el territorio nacional.
Suele colaborar con otros cuerpos policiales extranjeros tales como la Gendarmería Nacional de Francia o los Mozos de Escuadra y la Guardia Civil y el Cuerpo Nacional de Policía de España y consta de diversas especialidades tales como protección de personalidades, artificieros, antidisturbios, situaciones de emergencia, antidroga y servicio de rescate en montaña.

## Argelia

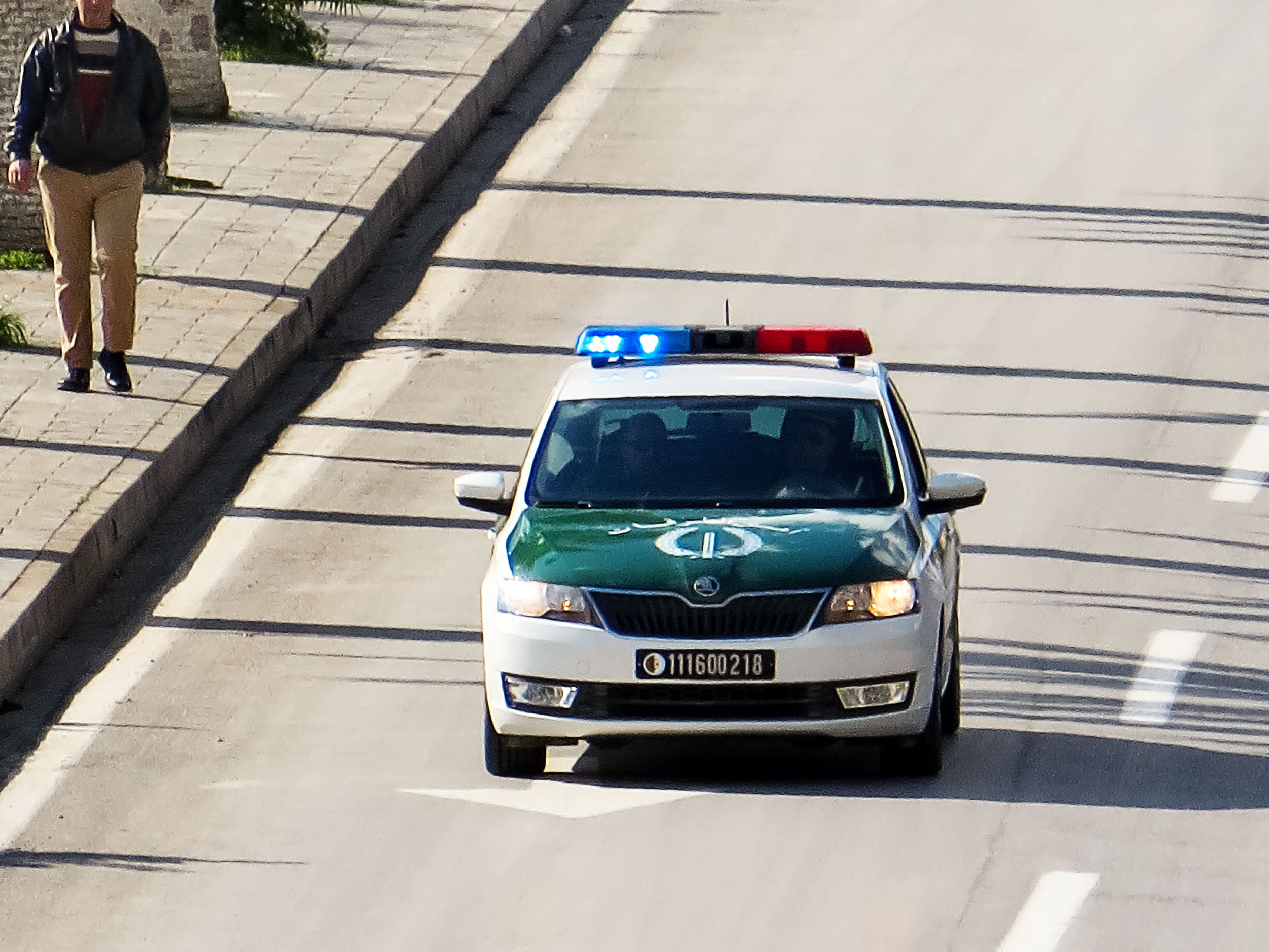
Un vehículo de la Gendarmería Nacional (Skoda Fabia).

- Policía de Argelia:

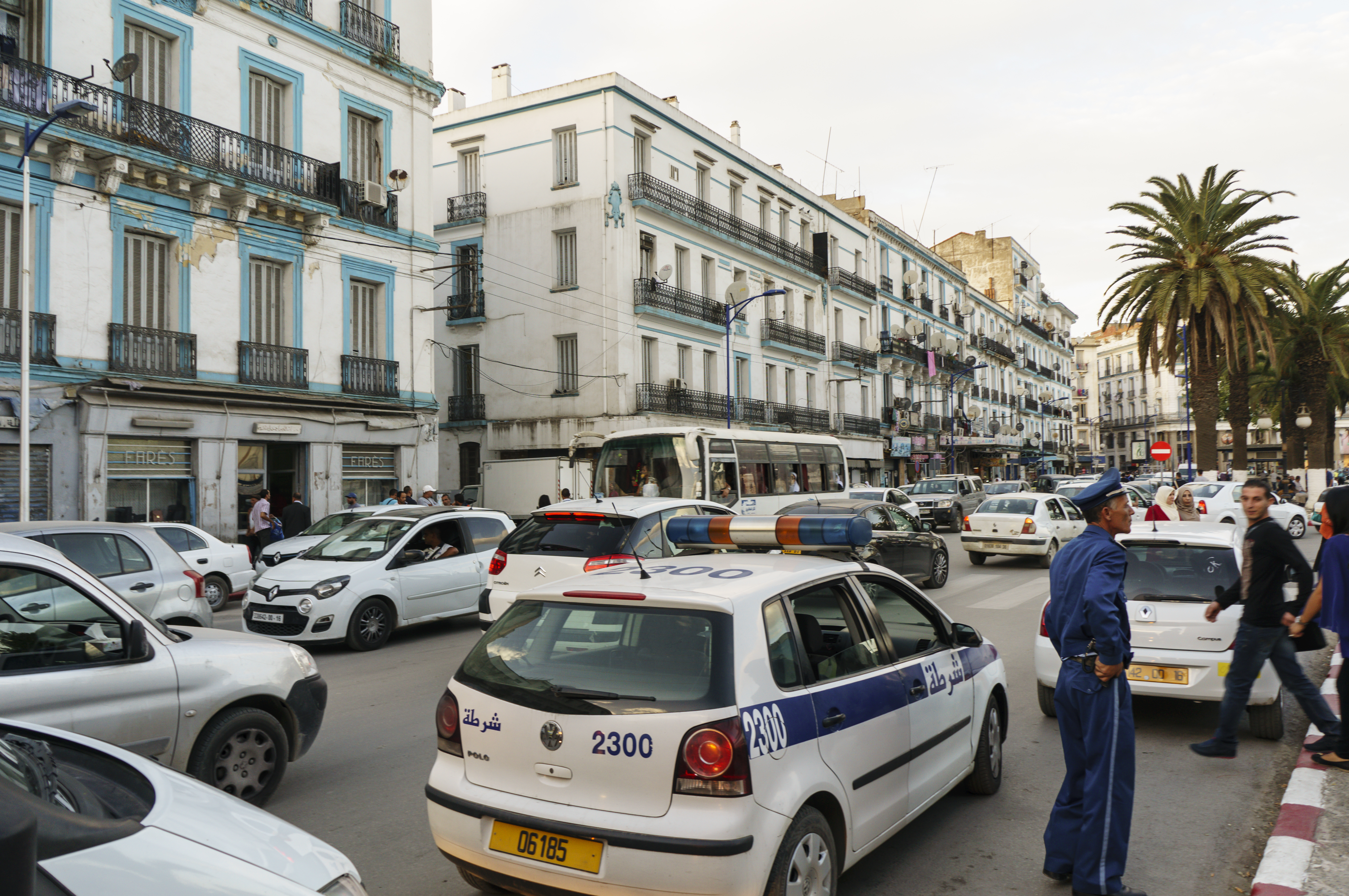
Policía Nacional de Argelia en Annaba.

La Policía de Argelia, también llamada Seguridad Nacional (SN) (en árabe argelino: شرطة الجزائر) (en francés: Police algérienne), es la fuerza nacional de policía civil de Argelia. La policía nacional vigila las ciudades, pueblos y áreas urbanas de Argelia. La policía es parte del Ministerio del Interior y se encarga de mantener la ley y el orden, proteger la vida y la propiedad, investigar los delitos y detener a los delincuentes, también realiza otras funciones policiales como el control de tráfico. La policía nacional es dirigida por un director general. En 2007 constaba de una fuerza de 130.000 agentes, incluidas las ramas operativas y de investigación especializadas y los servicios de apoyo. La rama de policía judicial es la responsable de llevar a cabo las investigaciones criminales, trabajando en estrecha coordinación con la oficina del fiscal público y el Ministerio de Justicia. Los policías que están asignados a las capitales de las provincias (wilayat), están bajo el control nominal de los gobernadores provinciales.
- Gendarmería Nacional de Argelia:

La Gendarmería Nacional de Argelia (en árabe argelino: الدرك الوطني), es la fuerza de Gendarmería nacional de la República Democrática Popular de Argelia, forma parte de las Fuerzas Armadas de Argelia, es comandada por un General de división que depende directamente del ministro de Defensa nacional, su cuartel general está en Chéraga.

## Argentina

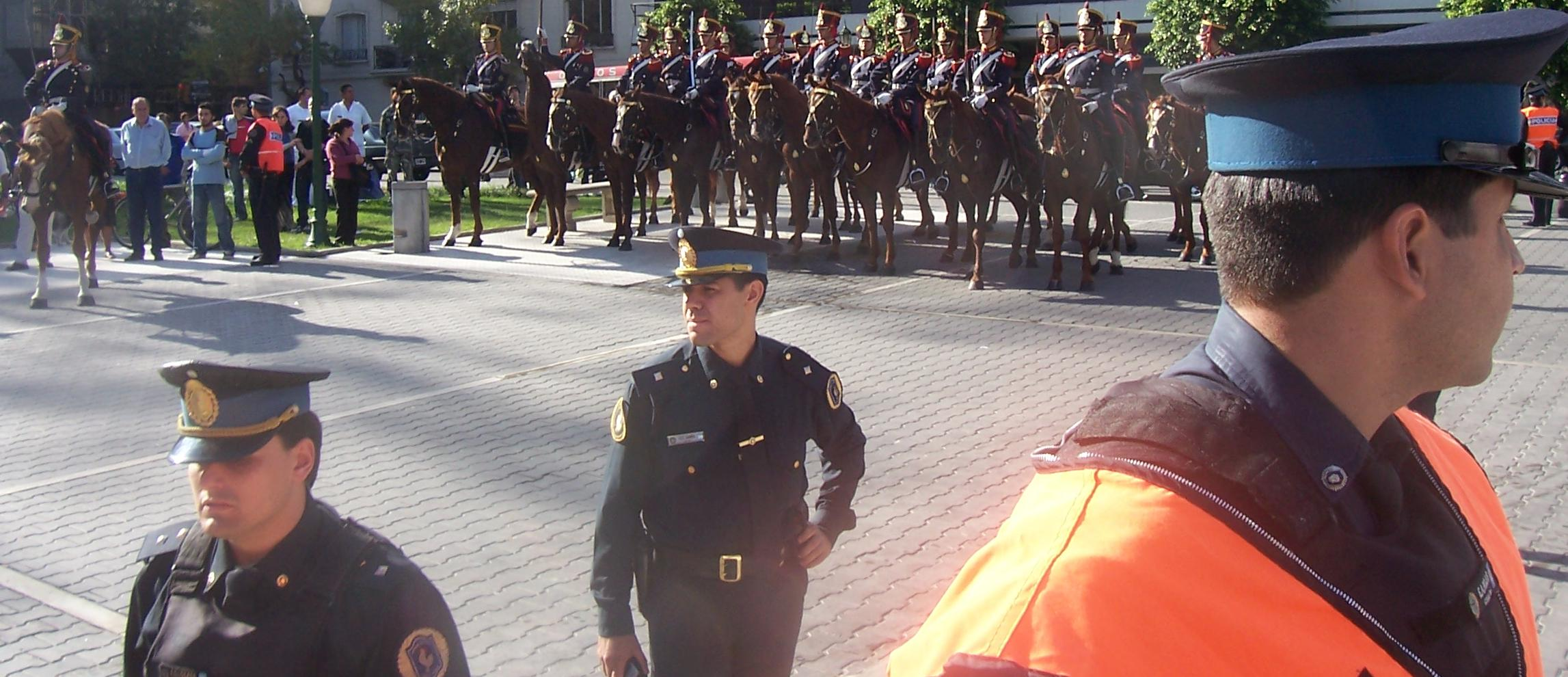
Policía Federal Argentina

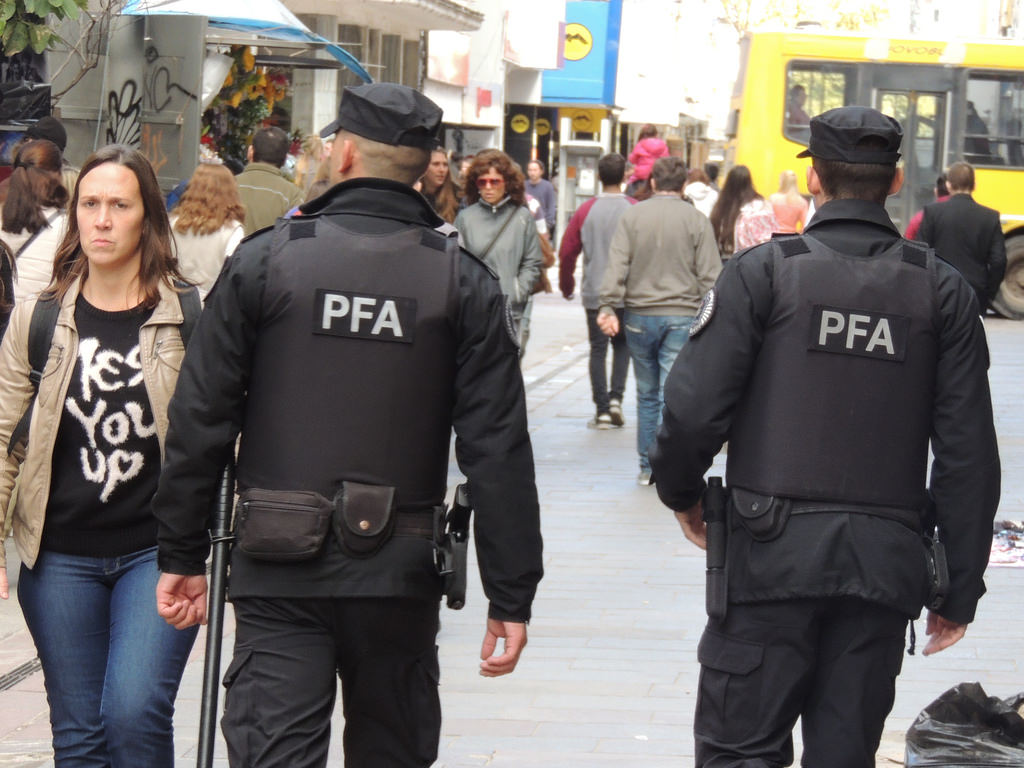
Policía Federal Argentina

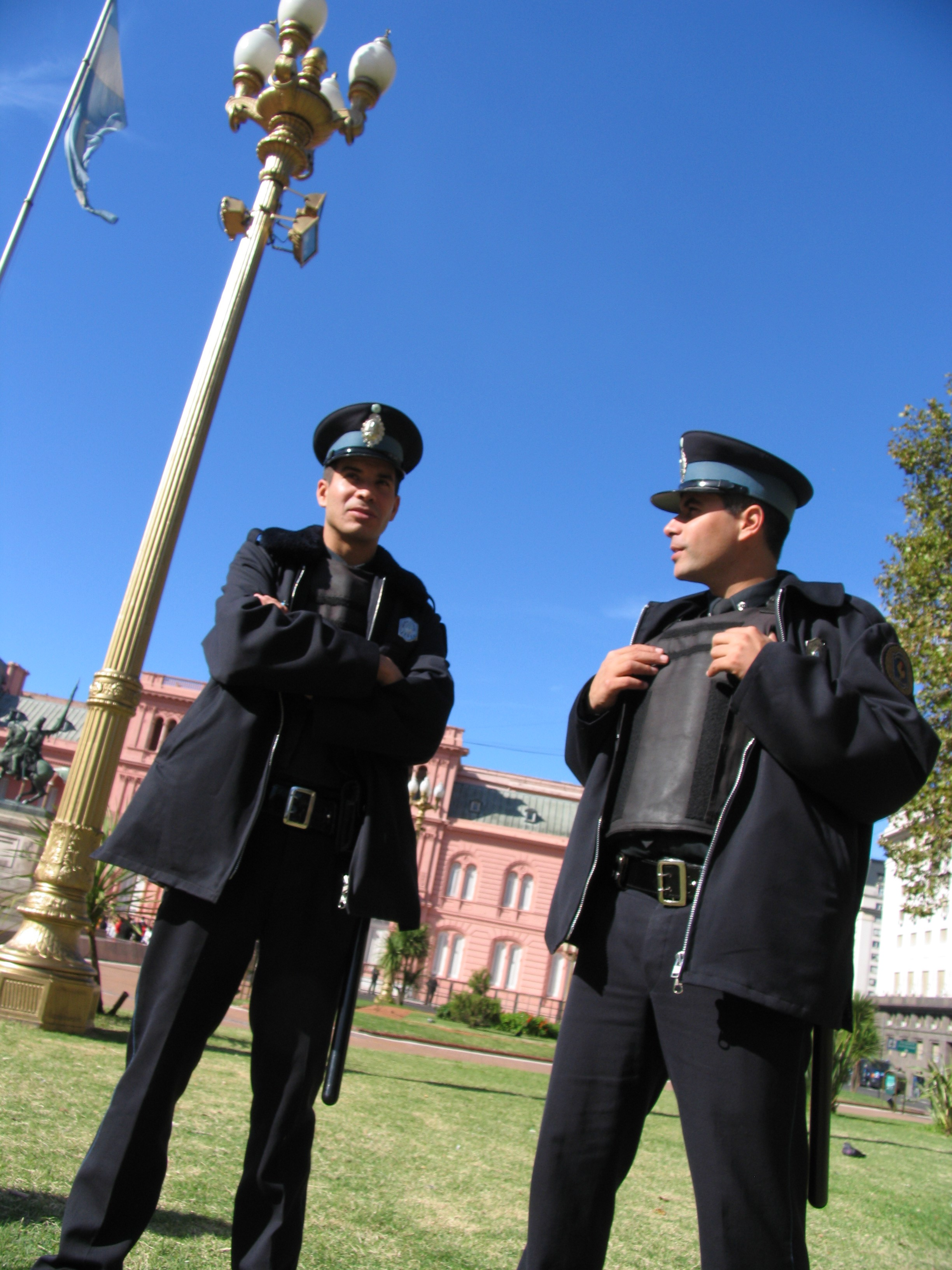
Policía Federal Argentina

En Argentina, existen dos niveles en cuanto a las fuerzas policiales: las de jurisdicción federal y las pertenecientes a cada una de las veintitrés provincias y la Ciudad Autónoma de Buenos Aires.

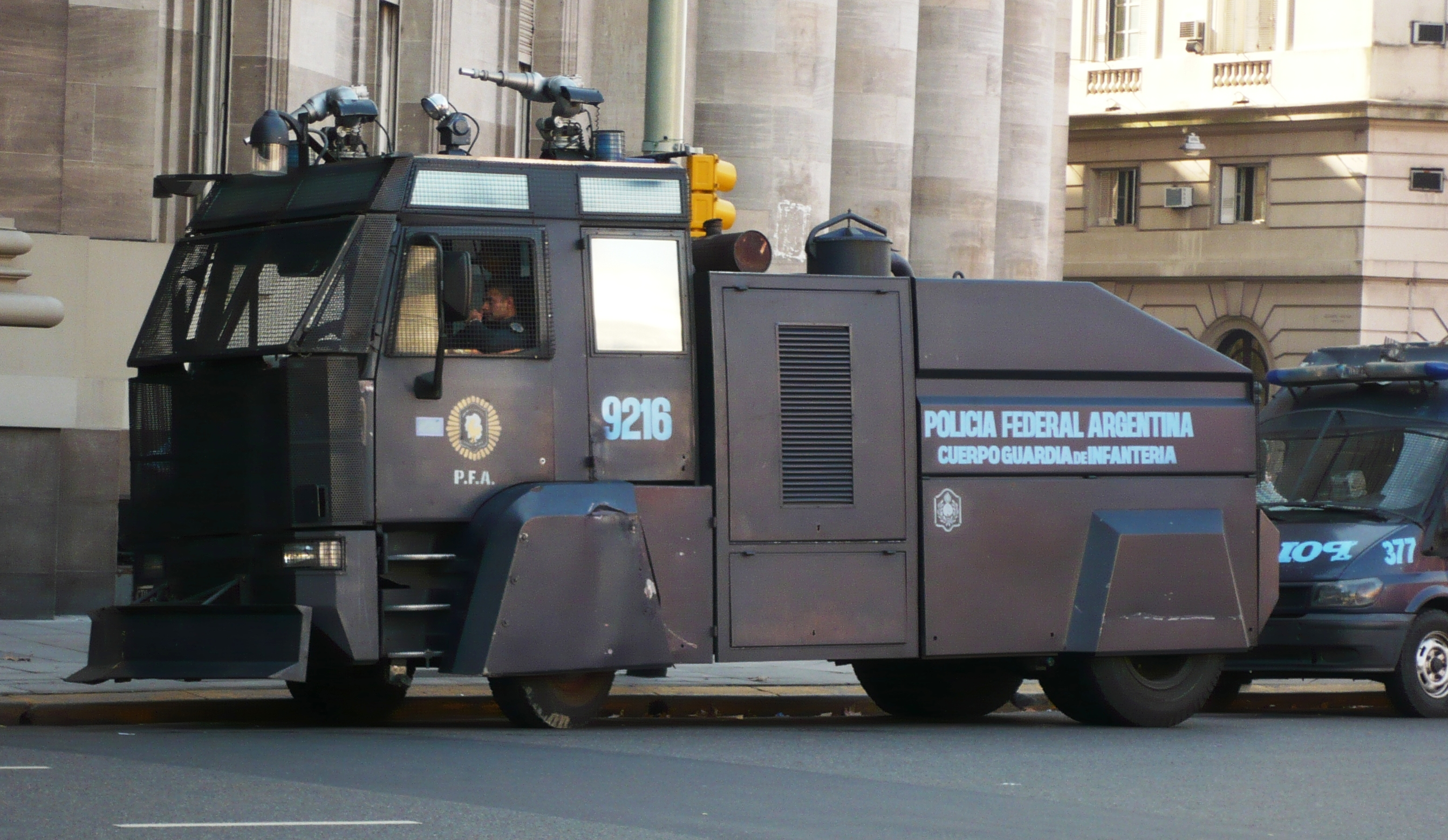
Vehículo blindado de combate de la Policía Federal Argentina.

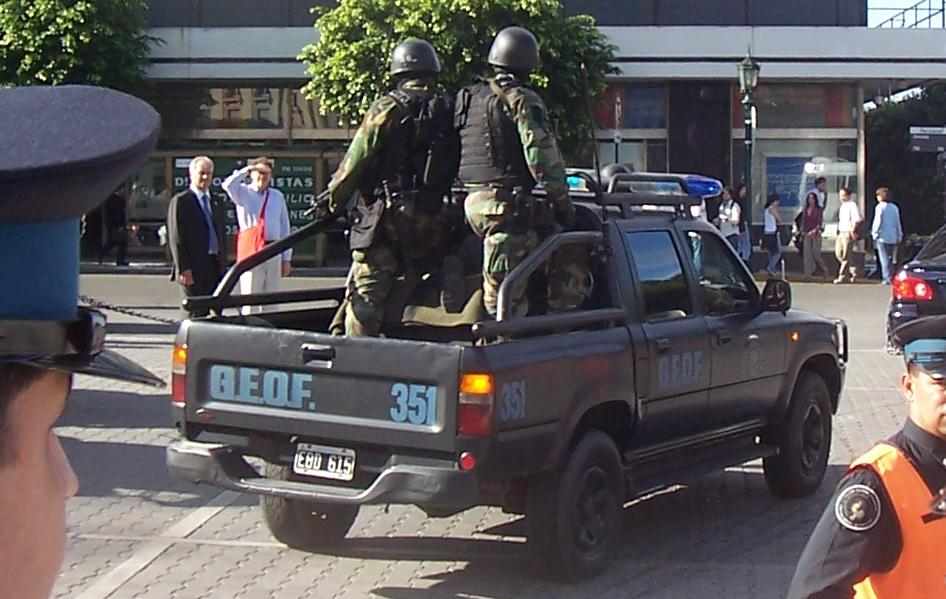
Vehículo del GEOF (Grupo Especial de Operaciones Federales).

Las fuerzas policiales de jurisdicción federal son:
- Policía Federal Argentina (PFA): es una institución armada que depende del Poder Ejecutivo Nacional a través del Ministerio de Seguridad. Cumple funciones en delitos Federales en todo el territorio del Gobierno de la Nación. Cuenta con destacamentos en todas las jurisdicciones de primer orden del país (23 provincias y la Ciudad Autónoma de Buenos Aires). En el pasado, hasta el último día de 2016, la Policía Federal tuvo el poder de policía local en la Ciudad Autónoma de Buenos Aires, pero debido a la creación de la Policía de la Ciudad que entró a funcionar el 1 de enero de 2017, ahora la Federal solo se dedica exclusivamente a los crímenes y asuntos federales a lo largo y ancho del país. Se encarga de investigar temas con respecto al crimen organizado, contrabando de drogas, lavado de dinero, contrabando de personas, engaños electrónicos y terrorismo. Cuenta también con una división de operaciones especiales, el Grupo Especial de Operaciones Federales (GEOF), encargado de llevar a cabo misiones antiterroristas y de antinarcóticos, así como del rescate de rehenes y de brindar protección a jefes de Estado que visiten el país. Cuenta con la Aviación Federal, que incluyen aviones y helicópteros para el uso policial. Aparte del GEOF, está el GE-1 (Grupo Especial 1) que es el grupo de la CGI especializada en acciones altas, medianas y bajas intensidades. La policía cuenta con un gran número de patrulleros, camionetas, motos, blindados, combis, cuatriciclos, camiones hidrantes, camionetas de asalto, etc. La PFA cuenta con su propia unidad de bomberos y equipo de rescate. Su uniforme, de color azul marino, se asemeja mucho a de la policía de Nueva York de EE. UU., con excepción de la banda azul alrededor del gorro. Es miembro de la Interpol desde el año 1962 y era la encargada de la emisión de pasaportes y cédulas de identidad hasta el año 2010 en el cual la cédula fue reemplazada por el nuevo DNI en formato tarjeta expedido por el Registro Nacional de las Personas, dependiente del Ministerio del Interior. El Comisario General de la PFA, Néstor Valleca, es el jefe de la sección América de la INTERPOL.

- Prefectura Naval Argentina (PNA): cumple la función de policía de seguridad en los mares, ríos y lagunas del territorio nacional, y es el equivalente a los servicios de guardacostas de otros países, sus funciones dependen del Ministerio de Seguridad.

Conforme a la Ley General 18.398 y la Ley de la Navegación 20.094 es la forma que tiene el Estado de ejercer de policía de seguridad de navegación y orden público en las aguas de jurisdicción nacional y puertos. Además cumple obligaciones de Estado de Abanderamiento y Estado Rector del Puerto, por lo que se encarga de la entrada y salida de buques; y el control de sus condiciones de seguridad. Tiene su sede central en el Edificio Guardacostas, en el barrio de Puerto Madero (donde ejerce el poder de policía a pesar de que en la actualidad pasó a ser un barrio residencial), en Buenos Aires y cuenta con dependencias en algunas provincias del país.
- Gendarmería Nacional Argentina (GNA): es una fuerza de seguridad con características militares que depende del Ministerio de Seguridad y brinda seguridad interior en todo el territorio. En el ámbito federal cumple la función de policía de seguridad y judicial; así como policía de prevención y represión de infracciones a leyes y decretos especiales. Es el órgano encargado de controlar y vigilar todas las fronteras del país y defender el territorio nacional. Participa en misiones de paz, acciones humanitarias y control en zonas en conflicto. Además, se encarga de custodiar a las personas y bienes del Estado argentino en el exterior. Interviene en temas como las migraciones clandestinas, contrabando, terrorismo, narcotráfico, narcoterrorismo, infracciones interjurisdiccionales del transporte de carga y pasajeros, medio ambiente, alteración del orden público, evasión fiscal, entre otras. Tiene su sede central en el Edificio Centinela en el barrio porteño de Retiro; y cuenta con escuadrones en diferentes ciudades del país.

- Policía de Seguridad Aeroportuaria (PSA): es una institución civil encargada de proteger y resguardar la seguridad en aeropuertos argentinos. Pertenece al Ministerio de Seguridad y fue creada en 2005 por decreto presidencial de Néstor Kirchner en reemplazo a la antigua y militarizada Policía Aeronáutica Nacional (PAN), cuya característica era ser una dependencia interna de la Fuerza Aérea Argentina, a través de su Comando de Regiones Aéreas, como Autoridad Aeronáutica de los aeropuertos.

- Agencia Federal de Investigaciones y Seguridad Interior (AFISI): La República Argentina es un Estado federal, y cada una de sus provincias goza de autonomía a modo de los Estados norteamericanos; de hecho las provincias y la Ciudad Autónoma de Buenos Aires tienen su propia Constitución, y las provincias tienen división tripartita de poderes. Cada jurisdicción de primer orden de Argentina (las 23 provincias y la Ciudad Autónoma de Buenos Aires) posee su propia fuerza de policía, responsable por el mantenimiento del orden público y la prevención del delito dentro de las respectivas jurisdicciones provinciales. A su vez la Policía de la Ciudad es responsable de las funciones policíacas en la Ciudad Autónoma de Buenos Aires. Tratándose de delitos de orden federal, las policías provinciales y de la Ciudad de Buenos Aires cooperan con las fuerzas federales de seguridad señaladas más arriba. La fuerza policial no federal más relevante en el país es la Policía de la Provincia de Buenos Aires que cuenta con casi 50 000 efectivos en actividad, y su unidad de operaciones especiales Grupo Halcón que tiene por misión primordial la recuperación de rehenes, e intervenir en toda situación en que la fuerza policial regular se vea superada, como: ataques terroristas, procedimientos de narcotráfico, recuperación de objetivos tomados, aeronave (piratería aérea) y toda otra situación de alto riesgo que requiera del empleo de esta unidad táctica. Además, es la principal garante de la seguridad del Presidente de la Nación, del Gobernador de la Provincia de Buenos Aires, y de todos aquellos dignatarios y altos funcionarios extranjeros que visiten el ámbito provincial. Otro factor importante en la Policía de la Provincia de Buenos Aires es la extensión territorial y demográfica que cubre.

## Australia

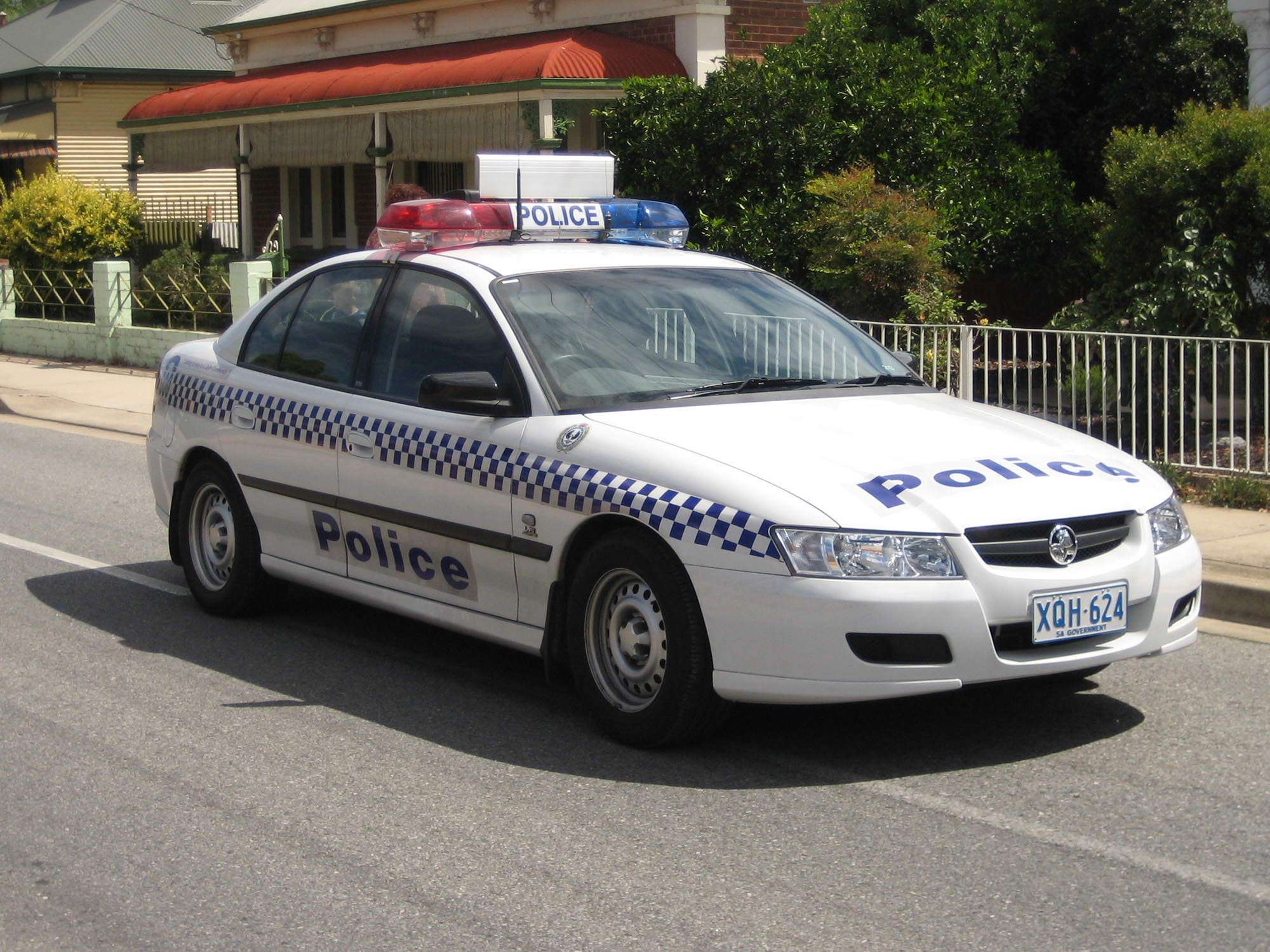
Un vehículo de la policía australiana

En Australia cada estado y cada territorio tiene su propia academia policial para el entrenamiento del personal que debe hacer efectivo el cumplimiento de la ley trabajando en las distintas agencias policiales que operan en un determinado estado o territorio. Las academias policiales, se aseguran de que los oficiales cumplan con los criterios básicos locales, estatales y federales. Es necesaria la graduación en un programa académico antes de que un nuevo agente entre oficialmente en el servicio activo.
En Australia existen dos niveles de fuerzas policiales, las estatales y la Policía Federal Australiana. Cada estado, como el Territorio del Norte, es responsable de mantener a su propia policía y así como la seguridad en su territorio. Esto incluye mantener la ley y el orden, vigilancia del tráfico, los grandes crímenes, división antiterrorismo, policía naval, búsqueda y rescate y en algunos estados, policía de tránsito. 
La vigilancia del Territorio de la Capital Australiana, el Territorio de la Bahía de Jervis y otros territorios externos son contratados por la Policía Federal Australiana. 
En algunos territorios, los gobiernos locales contratan a oficiales o rangers para hacer cumplir las ordenanzas con respecto a temas como el estacionamiento, propiedad canina, venta minorista. 
La Policía Federal Australiana opera con un nivel federal y se encarga de hacer cumplir las leyes federales como contrabando de drogas, lavado de dinero, contrabando de personas, engaño electrónico y antiterrorismo. Los oficiales federales también participan de misiones de paz en Chipre, Timor Oriental, Papúa Nueva Guinea y las Islas Salomón.

## Austria

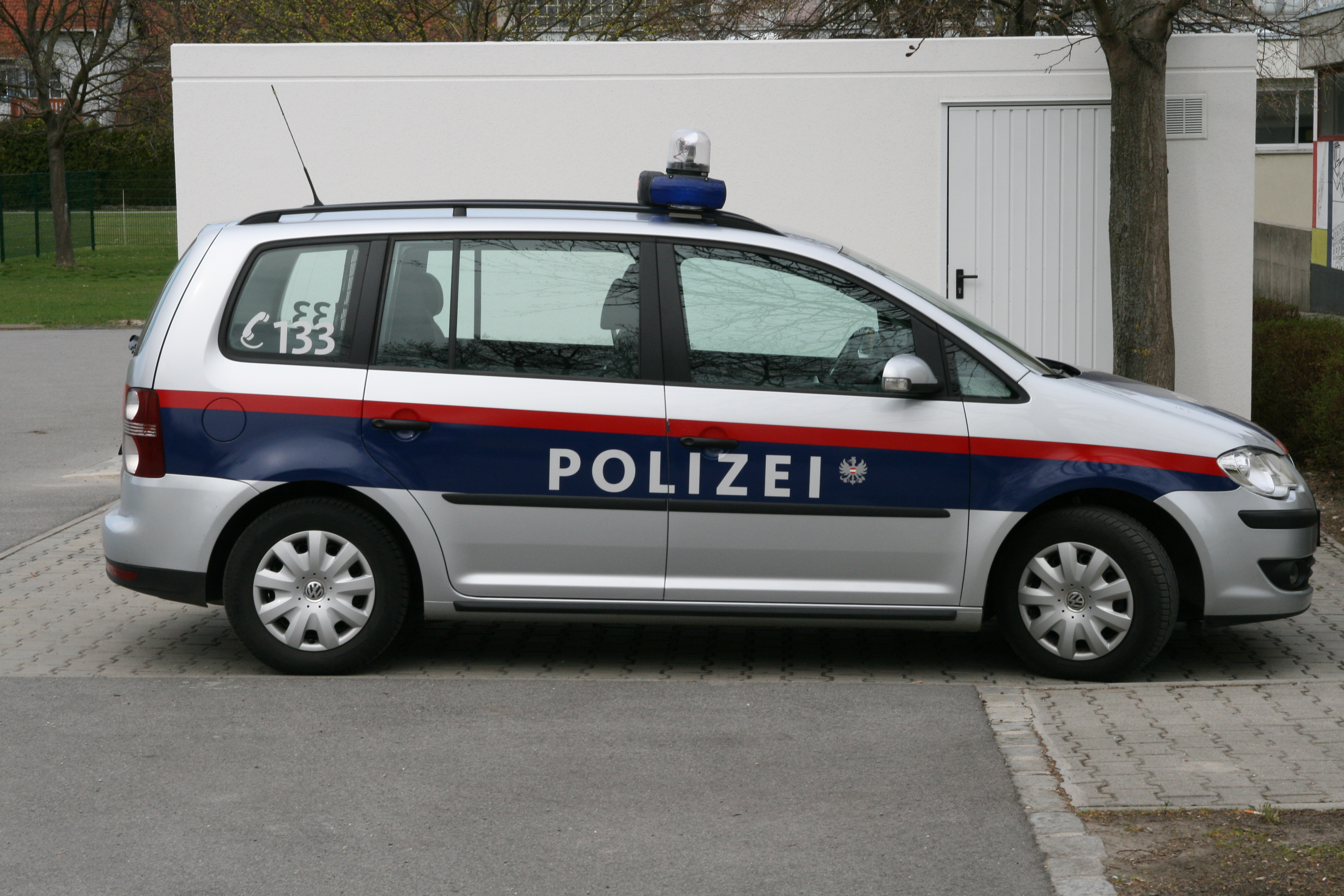
Vehículo patrulla de la Policía Federal Austríaca.

Austria cuenta con la Policía Federal Austríaca formada por 27 824 agentes, de los que 14.990 provienen de la Gendarmería, 10 408 de la Policía uniformada y 2027 de la Policía Criminal, ya que fue creada en 2005 debido a la unificación de los principales cuerpos de seguridad que hasta entonces habían existido. 
El Ministerio de Interior austríaco está dividido en cuatro departamentos. En el número II está ubicada la Dirección General de la Seguridad Pública de la que depende toda la organización policial. Dentro de esta dirección hay otras dos secciones: El Servicio federal de la Defensa de la Constitución y lucha contra el terrorismo, que informa directamente al gabinete del ministro del Interior, y el Servicio Federal Criminal, que canaliza la información y la investigación. 
Cada estado federal tiene una dirección policial con un mando policial único, responsable del orden público y la seguridad ciudadana. De él dependen las 13 Jefaturas Provinciales y 86 jefatura regionales con sus correspondientes comisarías (Polizeinnnspektionen).

## Bélgica

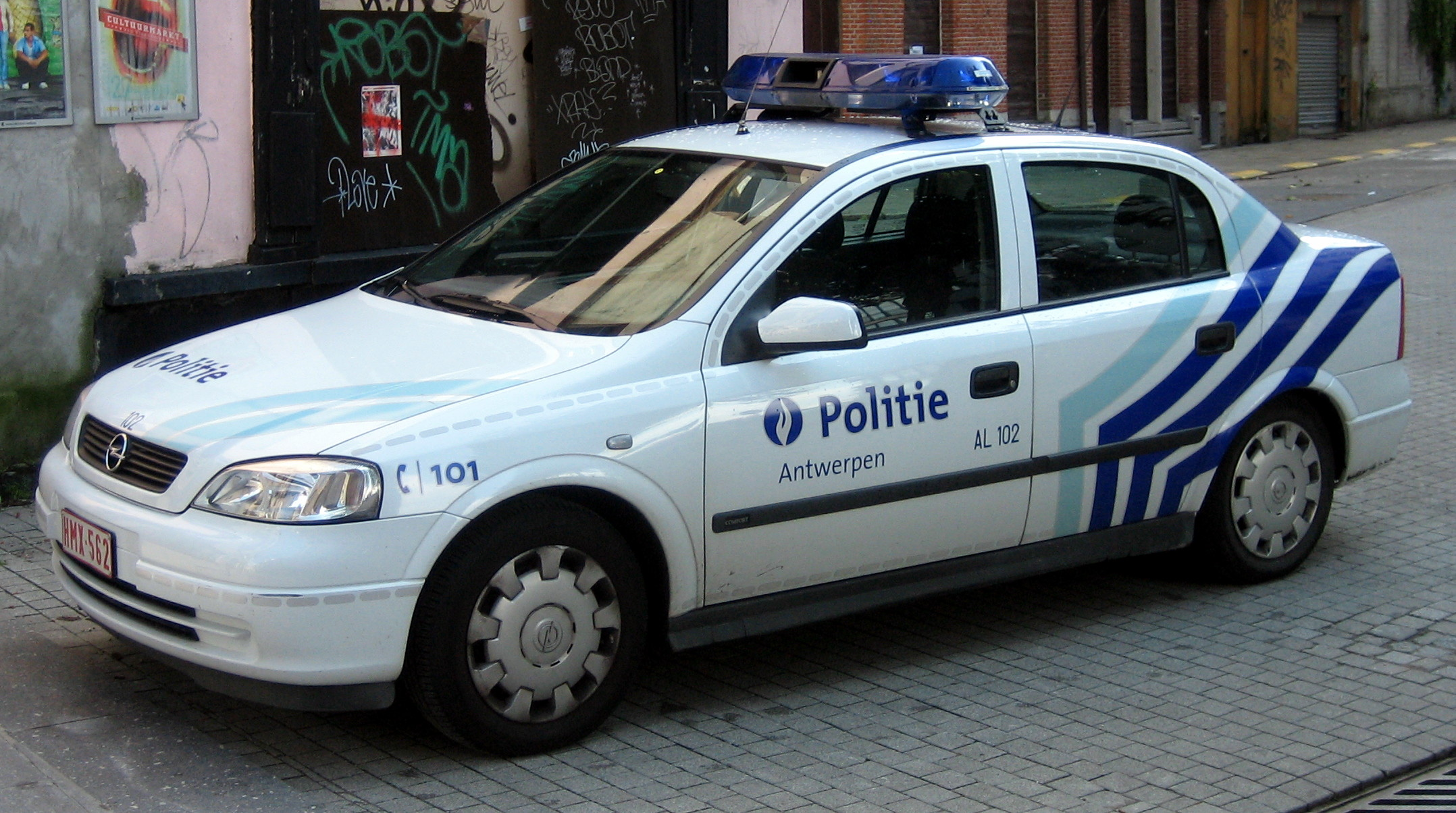
Un coche de la policía local de Amberes (Bélgica).

En Bélgica, está la Policía Federal de Bélgica (en neerlandés: Federale Politie; en francés: Police Fédérale; en alemán: BundesPolizei) que opera con un nivel federal y se encarga de mantener el orden, luchar contra el terrorismo, contrabando y proteger al país. Cuenta con aproximadamente 12 300 agentes y civiles.
Además, también está presente la Policía Local (en neerlandés: Lokale Politie; en francés: Police Locale; en alemán: Stadtpolizei) formada por 196 fuerzas policiales. 50 de ellas cubren un solo municipio y 146 más de uno.

## Bolivia
En Bolivia, al ser un Estado Unitario, existe una única Fuerza Policial. Ésta es la Policía Nacional Boliviana. Sin embargo, se subdivide en 9 Policías Departamentales para cada uno de los departamentos de Bolivia, los cuales usan el mismo uniforme y reglamento.

## Brasil

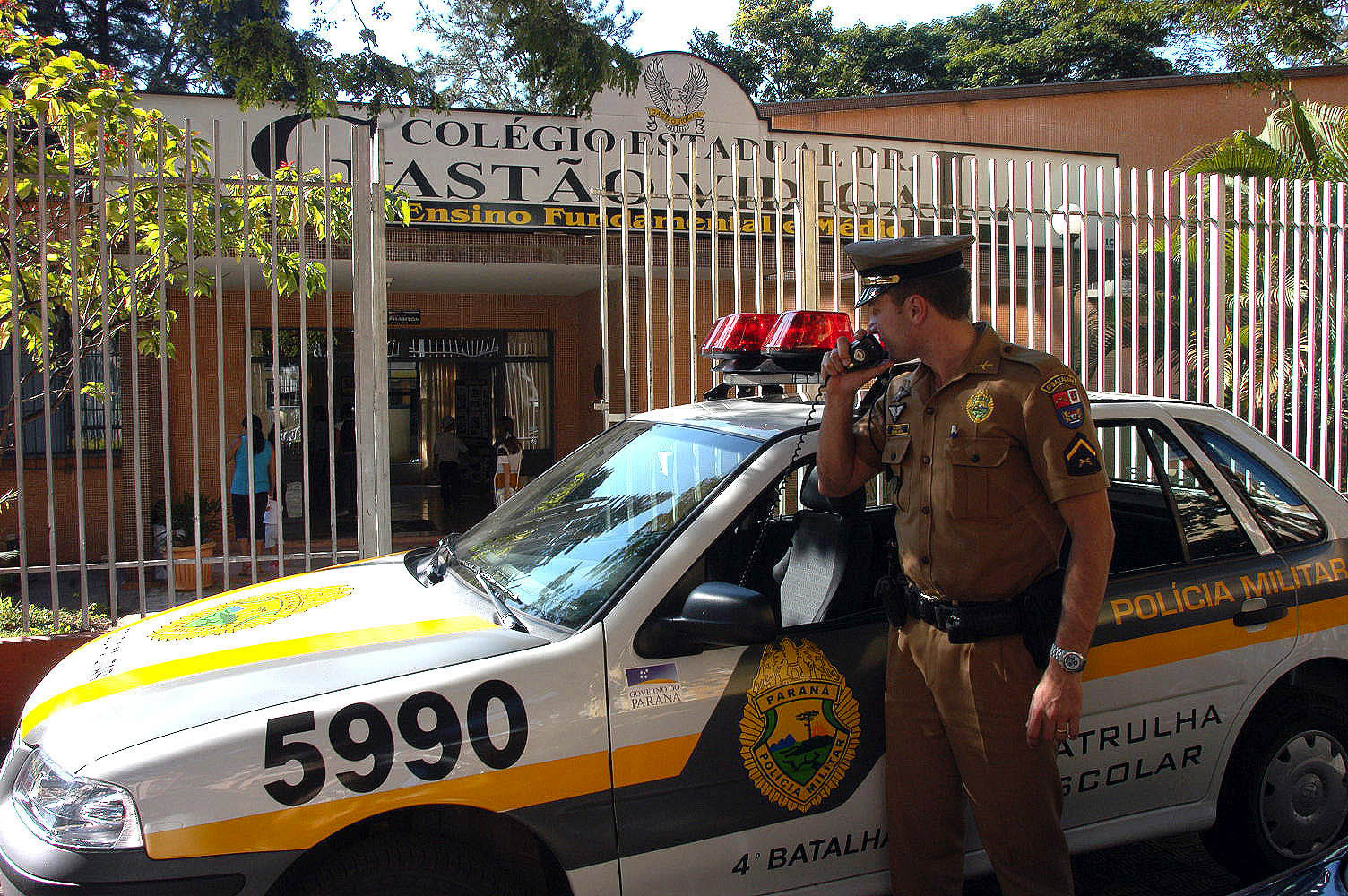
Patrulla de escuelas de la PMPR - 2008.

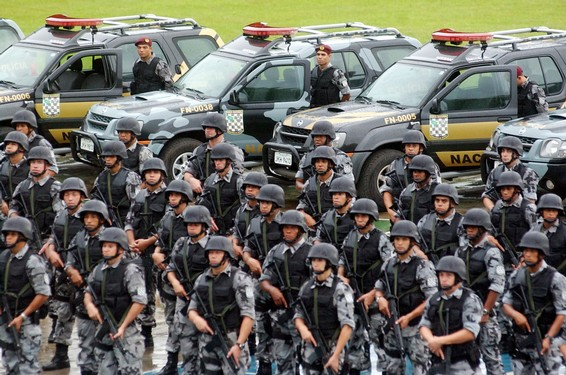
Personal de la Fuerza de Policía Nacional Pública (Policía Militar).

En Brasil, los órganos policiales son los siguientes:
- Policía Federal

Dependiente del Ministerio de Justicia, son responsables de actuar en crímenes juzgados por la Justicia Federal, donde también ejerce la función de Policía Judicial. Incluye a la Policía Marítima, responsable por el control en las fronteras, aduanas y emisión de pasaportes. La Policía federal también se encarga de investigar el crimen organizado, contrabando de drogas, lavado de dinero, contrabando de personas, engaños electrónicos y terrorismo.
- Policía Rodoviária Federal

Este órgano es el encargado del control de las carreteras federales y del transporte en las principales entradas y salidas del país.
- Policía Ferroviária Federal

Este órgano es el encargado del control de los ferrocarriles federales y del transporte en las principales entradas y salidas del país.
- Policía Civil

En 1808, se forma la Policía Civil en Río de Janeiro.
Perteneciente a cada Estado, es manejada por delegados, cuya unidad se llama delegacia; tiene la tarea de actuar de Policía Judicial, lo que significa, brinda auxilio al poder Judicial en la aplicación de la Ley, en crímenes de jurisdicción de la Justicia Estadual, siendo responsable de las investigaciones de algunos delitos (excepcionalmente podrá encargarse de infracciones penales de jurisdicción federal, en caso de que no exista una dependencia de Policía Federal en la zona), además de cumplir acciones de inteligencia policial.
- Policía Militar

Son fuerzas de seguridad pública, las cuales tienen por función primordial el servicio de policía ostensiva y la preservación de la orden pública en el ámbito de los Estados (y Distrito Federal). Están subordinadas a los gobernadores y son, para fines de organización, fuerzas auxiliares y reserva del Ejército Brasileño, y integran el sistema de seguridad pública y defensa social del Brasil. Sus integrantes son denominados militares de los Estados así como los integrantes de los cuerpos de bomberos militares.
Cada Estado tiene su propia Policía Militar (en portugués: Polícia Militar - PM), con diferentes estructuras, reglamentos y uniformes. Esta policía es diversa de las policías de las fuerzas armadas; las cuales tienen otros nombres en lengua portuguesa.
- Guardia Municipal

Son fuerzas de seguridad pública y institutos de naturaleza civil. El modelo de las Guardias Municipales Brasileñas son las Policías Locales de Estados Unidos Y Unión Europea.

## Canadá

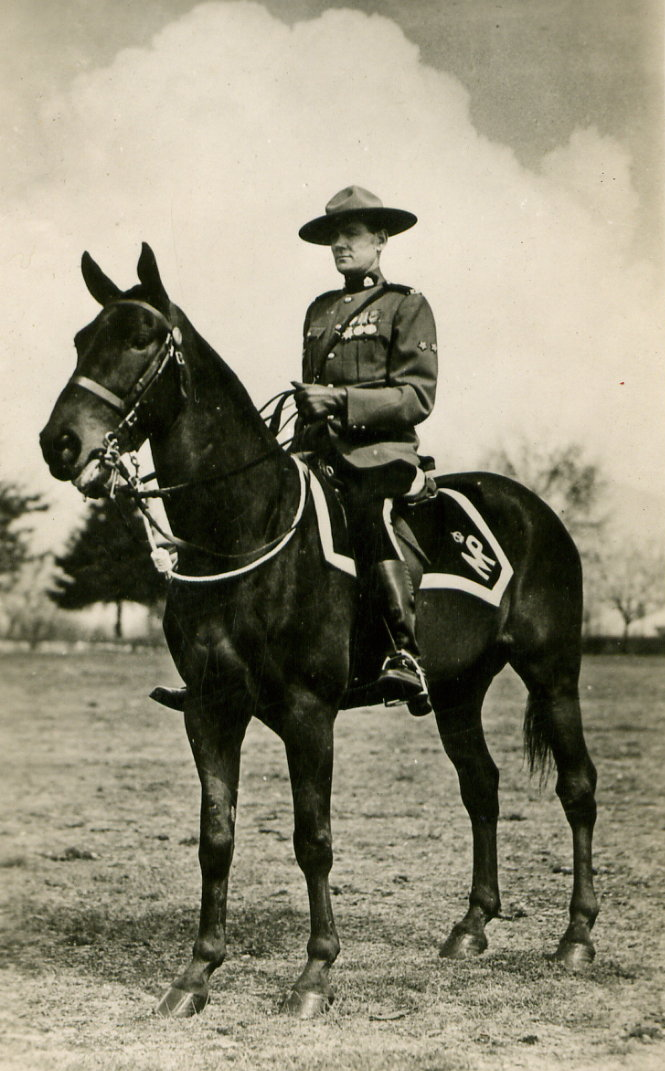
La Policía Montada del Canadá.

En Canadá, existen tres niveles de fuerzas policiales: municipal, provincial y federal.
Constitucionalmente, la aplicación de las leyes es responsabilidad provincial, aunque la mayoría de las áreas urbanas se han tomado la atribución de mantener sus propias fuerzas policiales. Los pequeños municipios dependen de las fuerzas provinciales, y todos a excepción de tres provincias contraen fuera de sus responsabilidades provinciales la aplicación de ley a la Royal Canadian Mounted Police (en español Real Policía Montada Canadiense), la fuerza nacional y federal, por lo tanto es la única fuerza policial que mantiene tres niveles distintos en el área.
Ontario, Quebec y Terranova mantienen sus propias fuerzas provinciales: La Policía Provincial de Ontario; la Sûreté du Québec (Policía Provincial de Quebec) y la Royal Newfoundland Constabulary (Constabulario Real Terranovense).
Existen pocas fuerzas policiales privadas, con las mismas atribuciones que las demás fuerzas gubernamentales. Los ferrocarriles Canadian National y Canadian Pacific tienen su propia fuerza policial, la cual debe de prevenir el hurto de objetos públicos, así como proteger al personal y a los pasajeros con sus pertenencias.

## Chile

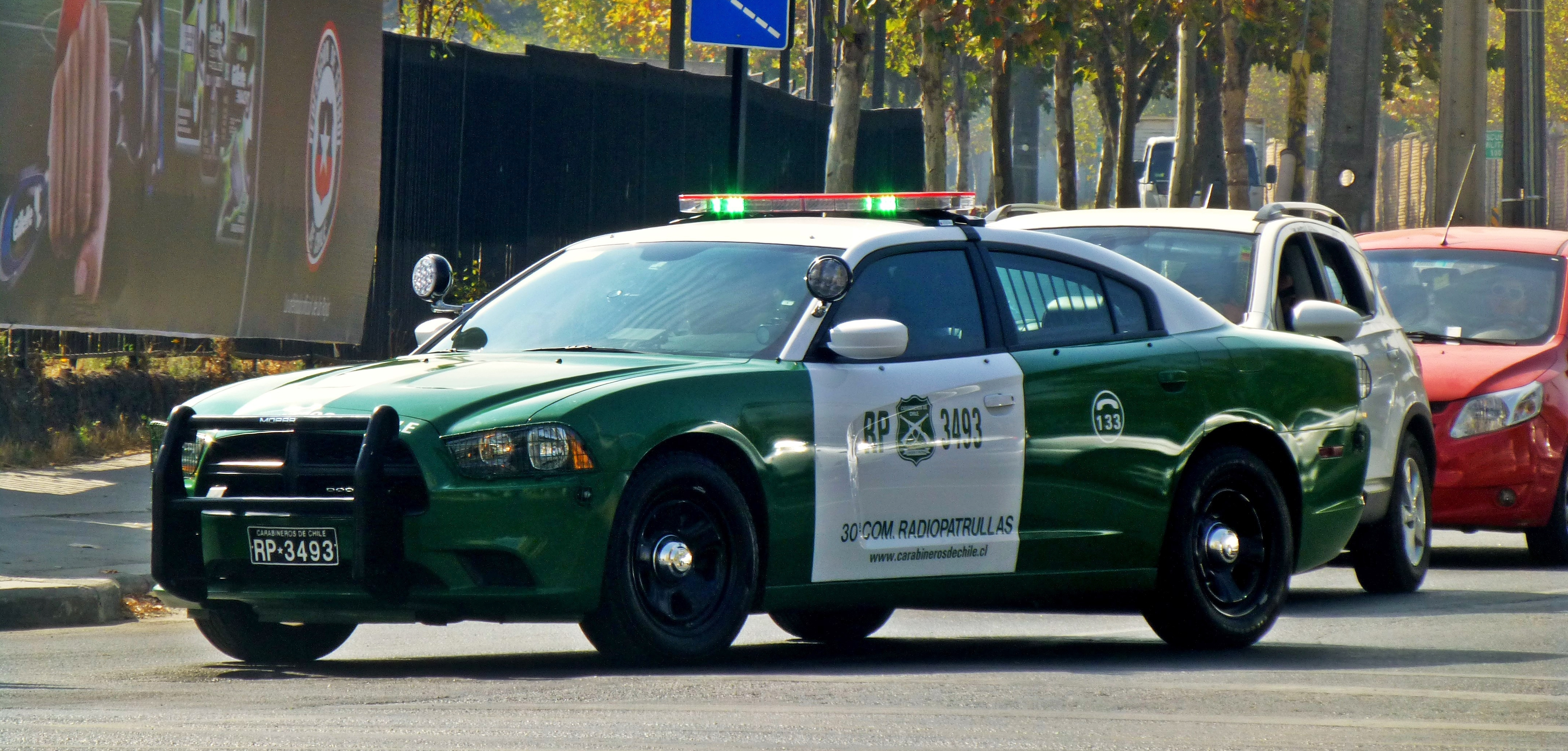
Vehículo dodge charger de Carabineros

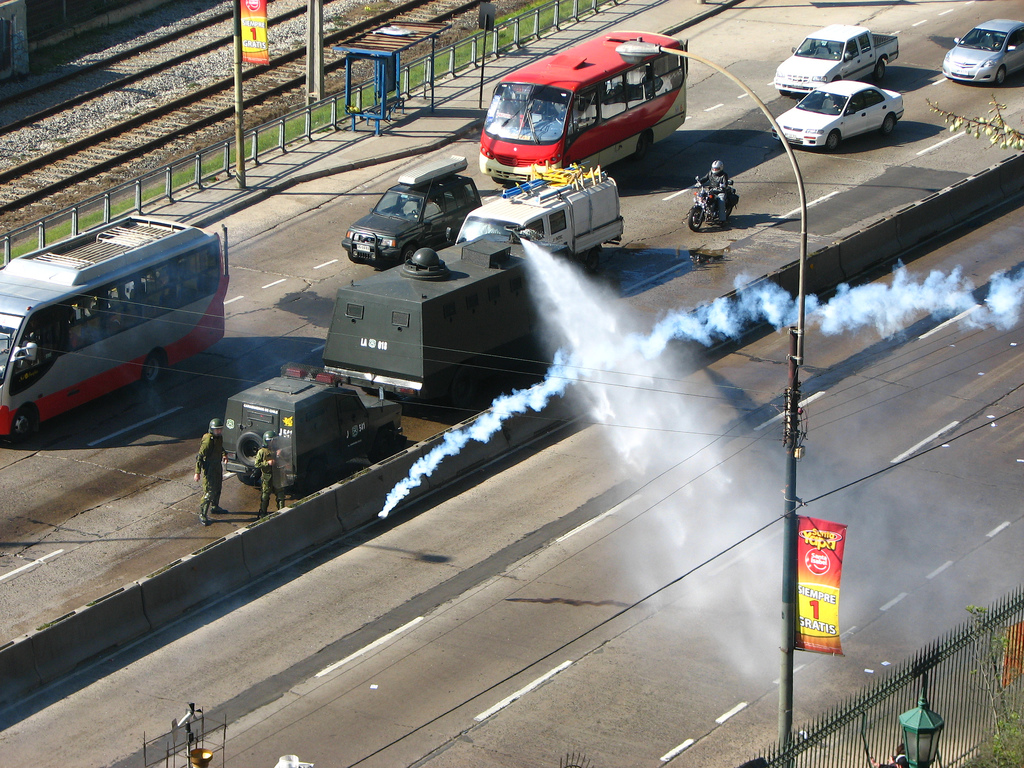
Carro lanzaaguas de los Carabineros.

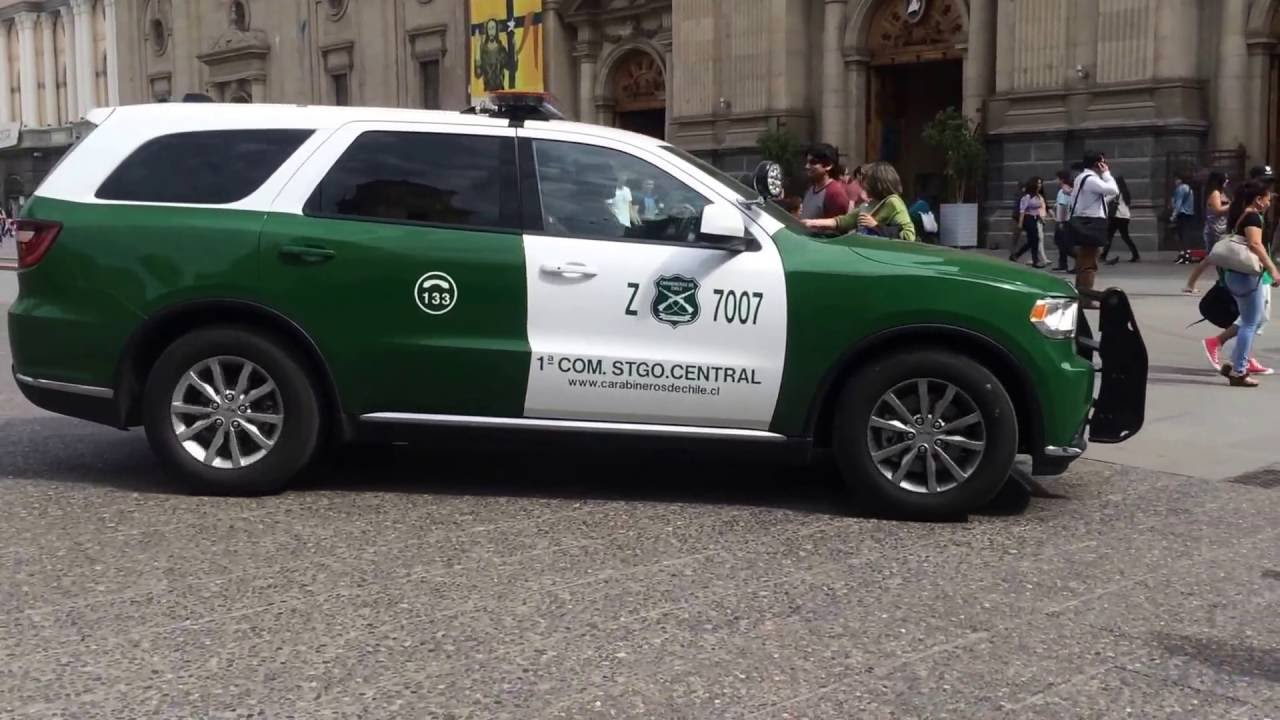
Dodge durango utilizado por Carabineros como patrulla

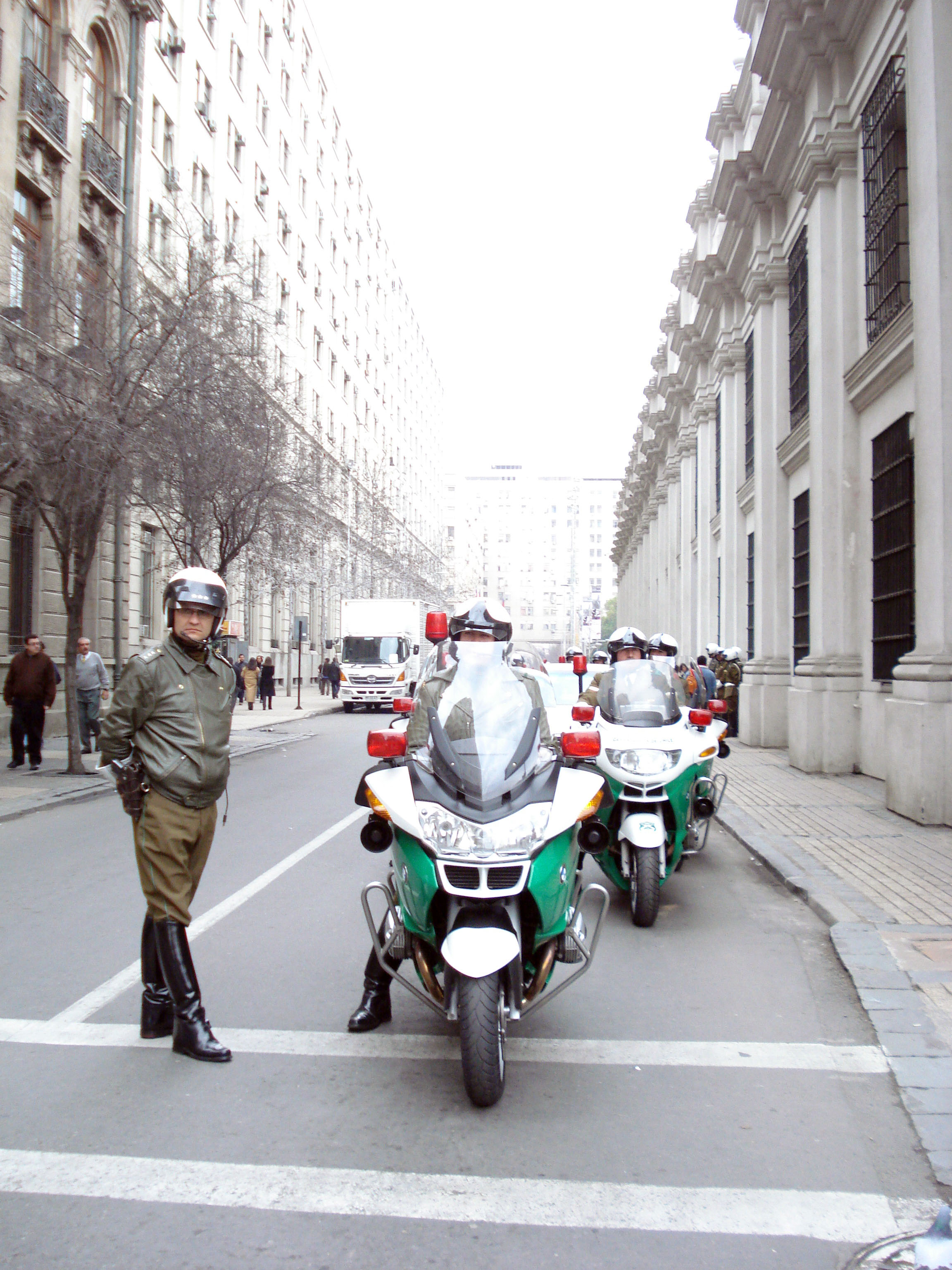
Motoristas de Carabineros.

En Chile hay dos policías reconocidas constitucionalmente: Carabineros de Chile y la Policía de Investigaciones de Chile (PDI). Sin embargo, también existen organismos policiales como la Gendarmería de Chile y Bomberos de Chile que también cumplen funciones policiales según su jurisdicción legal, pero sin que la constitución vigente los mencione. 
Carabineros y PDI desde principios del 2011, dependen del Ministerio del Interior y Seguridad Pública de Chile, nuevo nombre que adquirió el Ministerio del Interior, y tienen jurisdicción sobre todo el territorio nacional.
Carabineros de Chile es una institución policial, tiene jerarquías, grados y también es uniformada. También se le llama Policía Uniformada, y a sus miembros de se les llama simplemente Carabineros. La institución tiene por misión salvaguardar el orden público, la seguridad pública interior y hacer respetar las leyes. 
La Policía de Investigaciones de Chile (PDI) es civil, tiene grados jerárquicos especiales adecuados a sus funciones de policía, no usa uniformes del tipo militar estándar, pero si dispone de un tipo de casaquilla policial de color azul pantone con barras y estrellas con simbología de grado para ciertos operativos específicos. En la actualidad se le llama PDI, también se le conoce como Policía Civil y a sus miembros se les conoce generalmente como detectives y policías. La PDI tiene como principal tarea la investigación criminalística y aclaraciones policiales de los delitos, contribuir al mantenimiento de la tranquilidad pública, prevenir hechos delictuales y actos contra la estabilidad del Estado; tiene la exclusiva misión de controlar los ingresos migratorios al país, fiscalizar a los extranjeros residentes en Chile y a representar a esta nación en Interpol.
La Escuela de Investigaciones Policiales (ESCIPOL) es el plantel formador de nivel superior reconocido por el Ministerio de Educación de Chile encargado de la formación y perfeccionamiento de los futuros profesionales de la Policía de Investigaciones de Chile. Sus egresados pasan a formar parte del escalafón de oficiales y son investidos con el rango de detective en el caso de los aspirantes.
La Gendarmería de Chile es otra organización policial de Chile, siendo esta una institución penitenciaria de tipo castrense, por lo que tiene jerarquías, grados militares y es uniformada; a sus integrantes se les denomina gendarmes. Dependiente del Ministerio de Justicia es la institución encargada del orden, seguridad, cumplimiento de condenas en las prisiones del país y el resguardo de los Tribunales de Justicia, por lo que está a cargo de la custodia de cárceles y centros de privación de libertad, además de investigar e informar al Ministerio Público sobre delitos cometidos al interior de unidades penales, lo cual lo hace a través del Departamento de Investigación Criminal (DICRIM) para ejercer de policía penitenciaria. 
Bomberos de Chile es una institución policial bomberil que se encarga de combatir incendios, emergencias químicas y participa en el rescate de personas atrapadas tanto en inmuebles como en vehículos motorizados, siendo conocidos sus miembros simplemente como bomberos. A su vez, cuenta con el Departamento de Investigación de Incendios, el cual investiga mediante peritos bomberiles, el motivo y origen de los incendios, informa al Ministerio Público, y aporta los peritajes correspondientes a los Tribunales de Justicia. 
Existen diversas unidades especializadas en manejar situaciones de alto riesgo y tanto la Policía de Investigaciones como Carabineros y la Gendarmería las poseen, en donde se destacan las siguientes:
- GOPE: El Grupo de Operaciones Policiales Especiales (GOPE) de Carabineros de Chile, es una unidad especializada con armamento y equipamiento militar, que se encarga de resolver situaciones de alto riesgo; entre ellas, desactivación de bombas, ubicación y rastreo de bombas y explosivos, y rescate de personas o cadáveres desde lugares de difícil acceso. El GOPE no es considerado un equivalente del SWAT, ya que el GOPE, además de abarcar todas las funciones del SWAT, cumple otras funciones que la unidad especial estadounidense no realiza.

- ERTA: El Equipo de Reacción Táctica, es un equipo de Oficiales de la Policía de Investigaciones de Chile, seleccionados y entrenados, dotados con el equipamiento necesario para actuar en situaciones de alto riesgo o eventual peligro. Actúa como un equipo antinarcóticos, también en operaciones de entrada y registro de inmuebles, controles de vehículos en movimiento, detención de personas de alta peligrosidad, y enfrentamientos contra el crimen organizado. Está conformado por la Brigada Investigadora del Crimen Organizado, BRICO, y la Brigada Antinarcóticos, BRIANT. Las diferentes Prefecturas de la PDI poseen Equipos de Intervención Táctica, con similares características al ERTA, preparados para enfrentar situaciones de alto riesgo, como rescate de rehenes, captura de narcotraficantes armados, captura de delincuentes violentos del crimen organizado o posibles actos terroristas.

- SOT: Sección de Operaciones Tácticas, es una unidad especializada que actúa en situaciones de crisis con toma de rehenes, motines, fugas masivas, que entre otras eventualidades atenten contra la seguridad de los recintos penitenciarios. Cuenta con una fuerza de 12 hombres bajo el mando de un oficial, son funcionarios que poseen una reconocida experiencia en situaciones de alta complejidad, y que son elegidos por el mando operativo de la Gendarmería. Este grupo está encargado de impedir una posible fuga de reos en los penales del país, a fin de garantizar el orden y la seguridad siempre que se pueda sin resultados negativos. El SOT suele utilizar un uniforme más oscuro que el original, llegando a tener un tono negro.

La Agencia Nacional de Inteligencia de Chile
(ANI), tal como su nombre lo indica, es un organismo de inteligencia política que actúa como policía secreta, 
cuyo objetivo es indagar información y producir 
inteligencia para asesorar al presidente de la República, así como a otras autoridades superiores del Estado en el resguardo de las amenazas de terrorismo, narcotráfico y crimen organizado. 
Depende del Ministerio del Interior y Seguridad Pública, y el número de efectivos que posee es confidencial. 
La Dirección General del Territorio Marítimo y Marina Mercante (DIRECTEMAR), es un organismo de la Armada de Chile que ejerce de policía marítima, ya que mediante el cual, el Estado de Chile cautela el cumplimiento de las leyes y acuerdos internacionales vigentes en relación con el territorio marítimo nacional, para proteger la vida humana en el mar, el medio ambiente, los recursos naturales y regular las actividades que se desarrollan en el ámbito acuático de su jurisdicción, con el propósito de contribuir al desarrollo marítimo de la nación. Es el Equivalente hasta cierto punto a la Guardia Costera de Estados Unidos y la Prefectura Naval Argentina. 
La Dirección General de Aeronáutica Civil de Chile (DGAC), está encargada de la seguridad de los aeropuertos, como así también de la infraestructura aeroportuaria, y la seguridad aeronáutica. La DGAC es un organismo dependiente de la Fuerza Aérea de Chile (FACH), siendo el equivalente a la Policía de Seguridad Aeroportuaria Argentina (PSA). 
La Agrupación Antisecuestros Aéreos (ASA) de la Fuerza Aérea de Chile, es un grupo de élite que tiene como función principal el guardar e intervenir si fuese necesario cualquier tipo de secuestro aéreo en territorio chileno. Es otra organización de fuerzas especiales, por lo que este es otro caso singular, ya que depende de una de las ramas de las FF. AA. del país, sus integrantes son reconocidos por su profesionalismo y sigilo, uno de los más importantes requisitos para los integrantes de esta unidad es conocer todos y cada uno de los rincones del aeropuerto en donde estén custodiando, y su principal cuartel se ubica en el Grupo de Aviación Nº10 en el Aeropuerto Internacional Arturo Merino Benítez, en la ciudad de Santiago. La información respecto a esta unidad es muy poca, la único que se conoce es el desbaratamiento de un secuestro a un avión en el Aeropuerto Internacional Cerro Moreno en la ciudad de Antofagasta. 
Finalmente, existen unidades del Ejército de Chile que poseen la nomenclatura policía militar, las cuales tienen por misión resguardar el orden durante desfiles de la mencionada institución, así como también velar por la disciplina y orden al interior de determinados cuarteles. Un ejemplo de aquello es el Regimiento de Policía Militar n.º 1 Santiago.

## Colombia

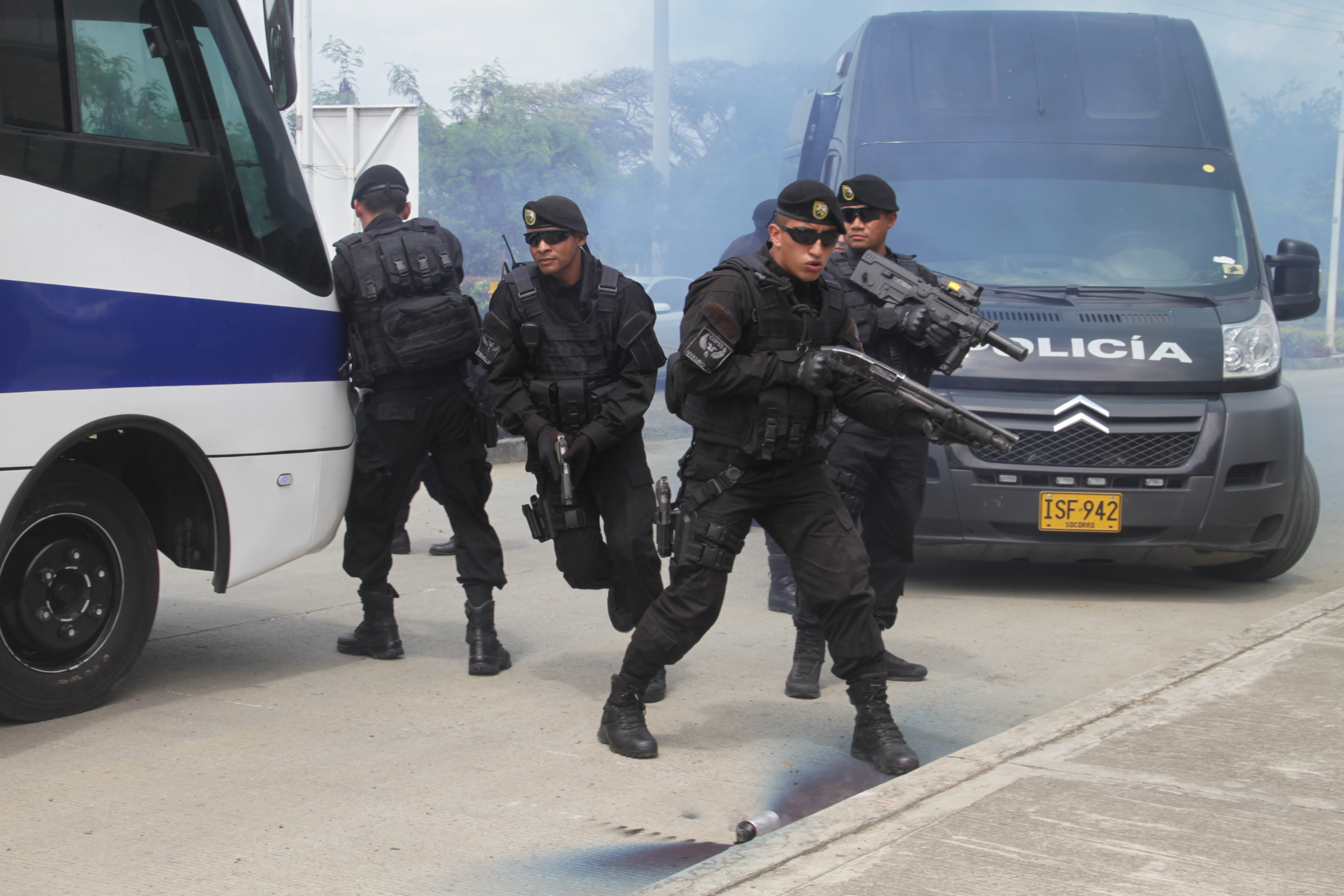
Comando de operaciones especiales de la Policía Nacional.

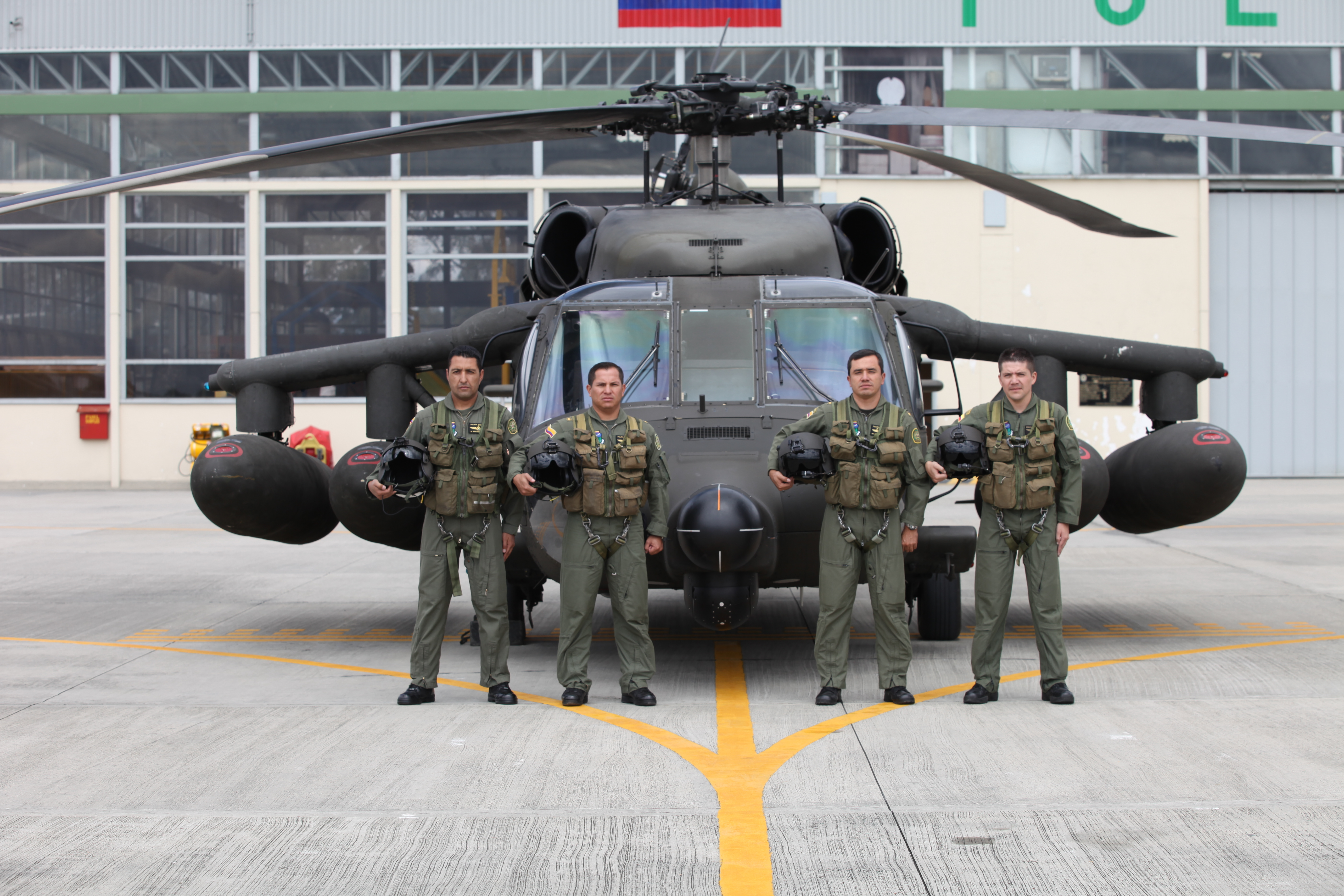
Helicóptero Blackhawk del comando de operaciones especiales.

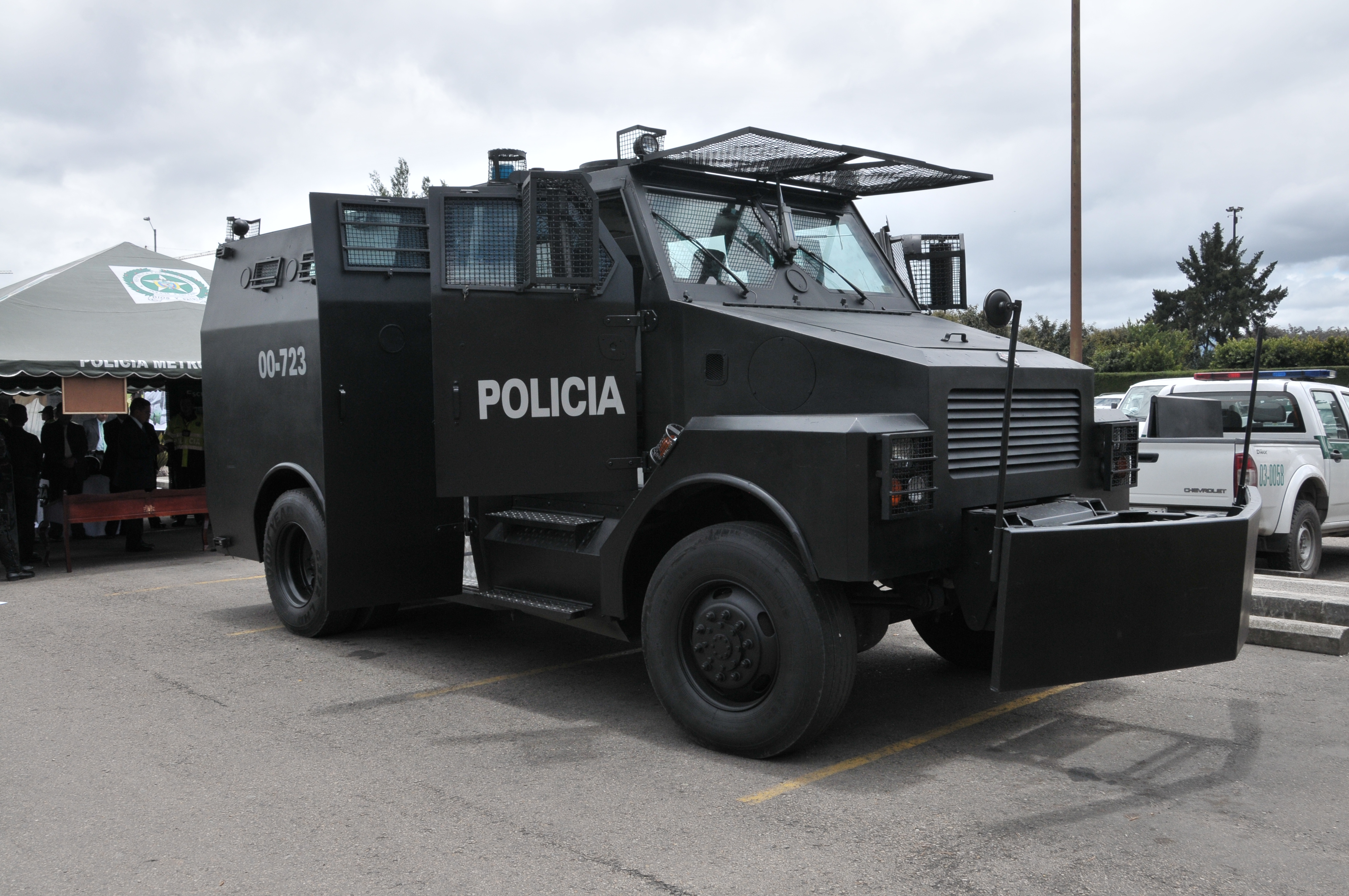
Tanqueta de la Policía Antidisturbios de Colombia.

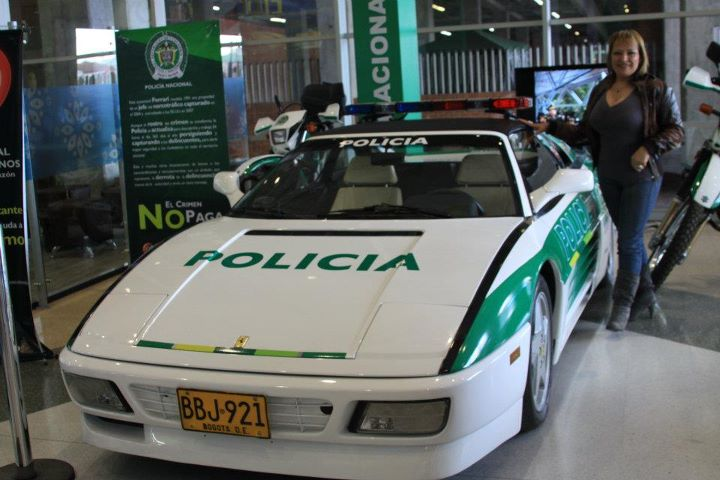
Ferrari patrulla de la Policía Nacional.

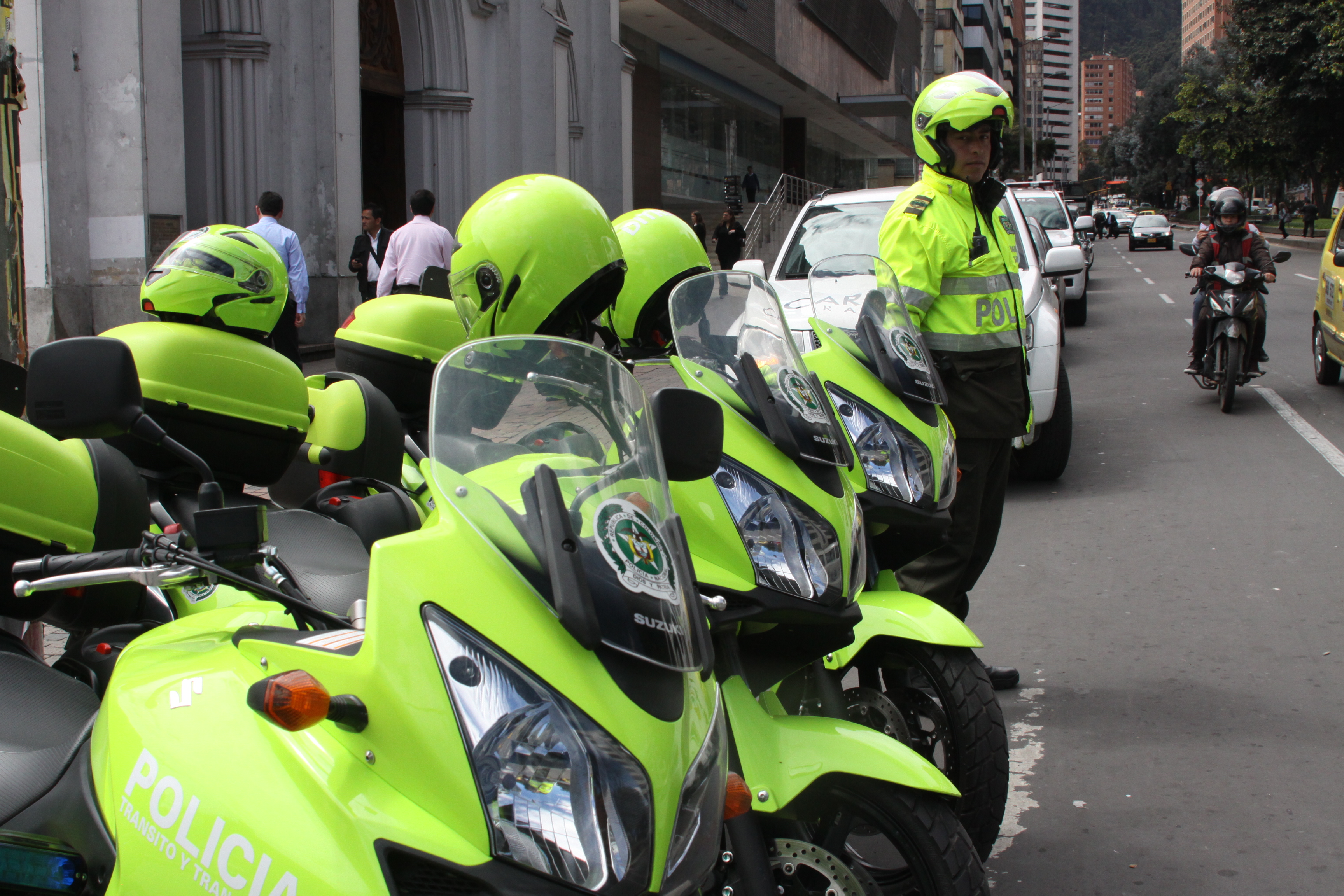
Patrulleros Motorizados de la Policía Nacional

En Colombia, la única fuerza de policía, y con jurisdicción nacional, es la Policía Nacional de Colombia, la cual se define como un cuerpo armado, permanente, de naturaleza civil, a cargo de la nación, cuyo fin primordial es el mantenimiento de las condiciones necesarias para el ejercicio de los derechos y libertades públicas, y para asegurar que todos los habitantes de Colombia convivan en paz; a la policía compete la conservación del orden público interno. Constitucionalmente hace parte de la Fuerza Pública, junto con las Fuerzas Militares (Ejército, Fuerza Aérea, y Armada), por tanto los delitos cometidos por los policiales en servicio activo y en relación con el mismo, son conocidos por las cortes marciales, o tribunales militares, con arreglo a las prescripciones del Código Penal Militar Colombiano; no es deliberante, no puede ejercer la función del sufragio, ni intervenir en actividades o debates de partidos o movimientos políticos. Desde 1953 depende del Ministerio de Defensa.

El Presidente de la República como suprema autoridad administrativa, es el Jefe Superior de la Policía Nacional, atribución que ejerce por conducto del ministro de Defensa Nacional, y el director general de la Policía Nacional, quien es un Oficial General de la institución. Está desconcentrada en (8) regionales de policía, (7) metropolitanas de policía y (34) Departamentos de policía; direccionada por la Dirección General (DIPON), que está dividida en (6) direcciones de apoyo al servicio (administrativas), (8) direcciones operativas, (1) dirección de nivel educativo y (5) oficinas asesoras.

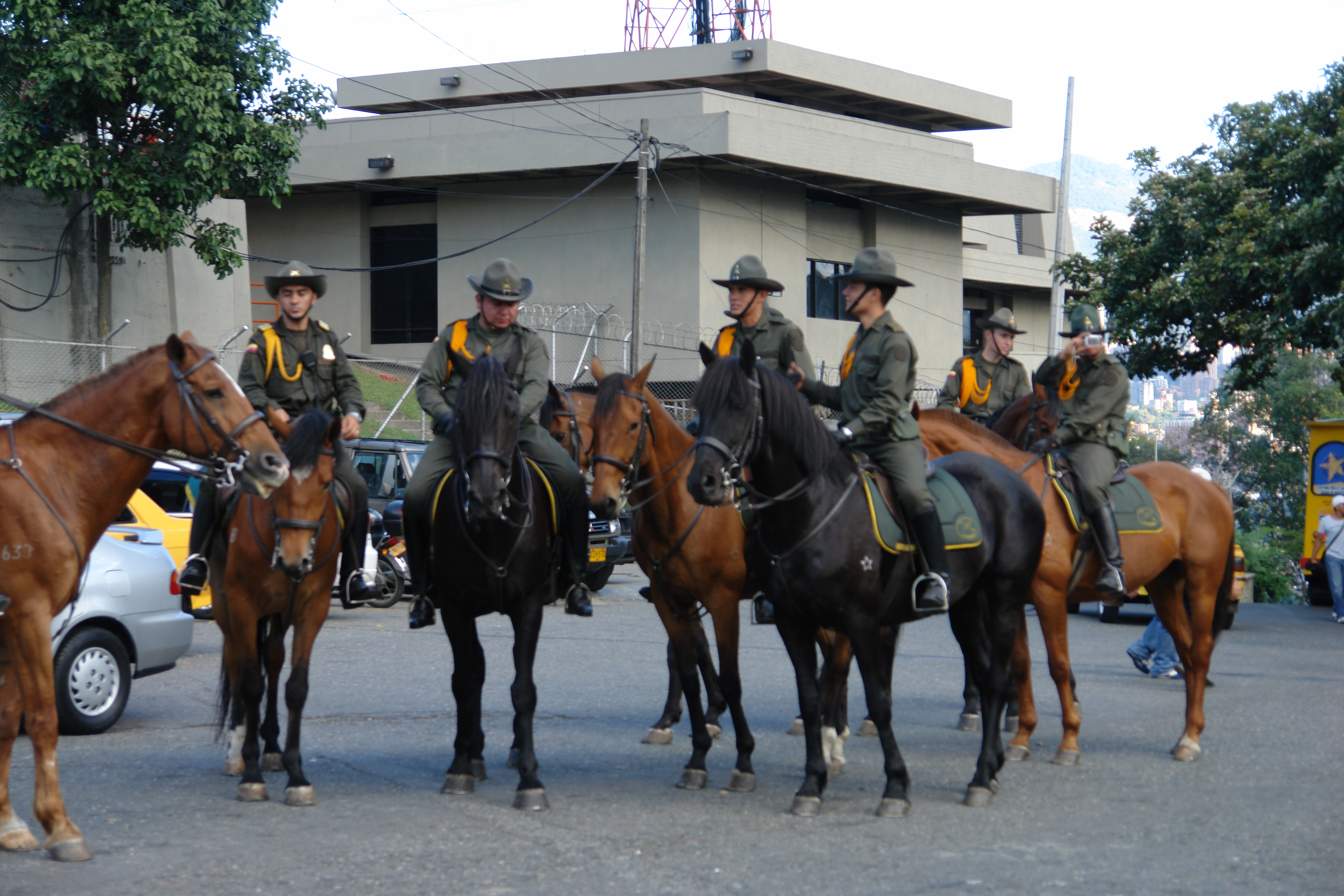
Carabineros de Colombia.

Su historia empieza casi inmediatamente después de la independencia cuando se constituyó una entidad llamada los Carabineros que sirvieron para mantener el orden en la nación. El primero que habló de la importancia de un cuerpo de policía para la nueva patria fue el general Francisco de Paula Santander de ahí el nombre del alma mater de su oficialidad. Actualmente los carabineros forman parte de la Dirección de Carabineros y Seguridad Rural (DICAR), encargada de la Vigilancia Rural, que cuenta con la especialidad de Carabineros, “policía montada” a caballo; los cuales portan armas livianas (revólver, pistola y/o carabina) y los "Escuadrones Móviles de Carabineros EMCAR" Carabineros, dotados con material de guerra bélico pesado, encargado de la seguridad policial rural, la seguridad para la erradicación de coca y amapola, defensa y protección de las poblaciones rurales más apartadas y operaciones contra el accionar delincuencial.

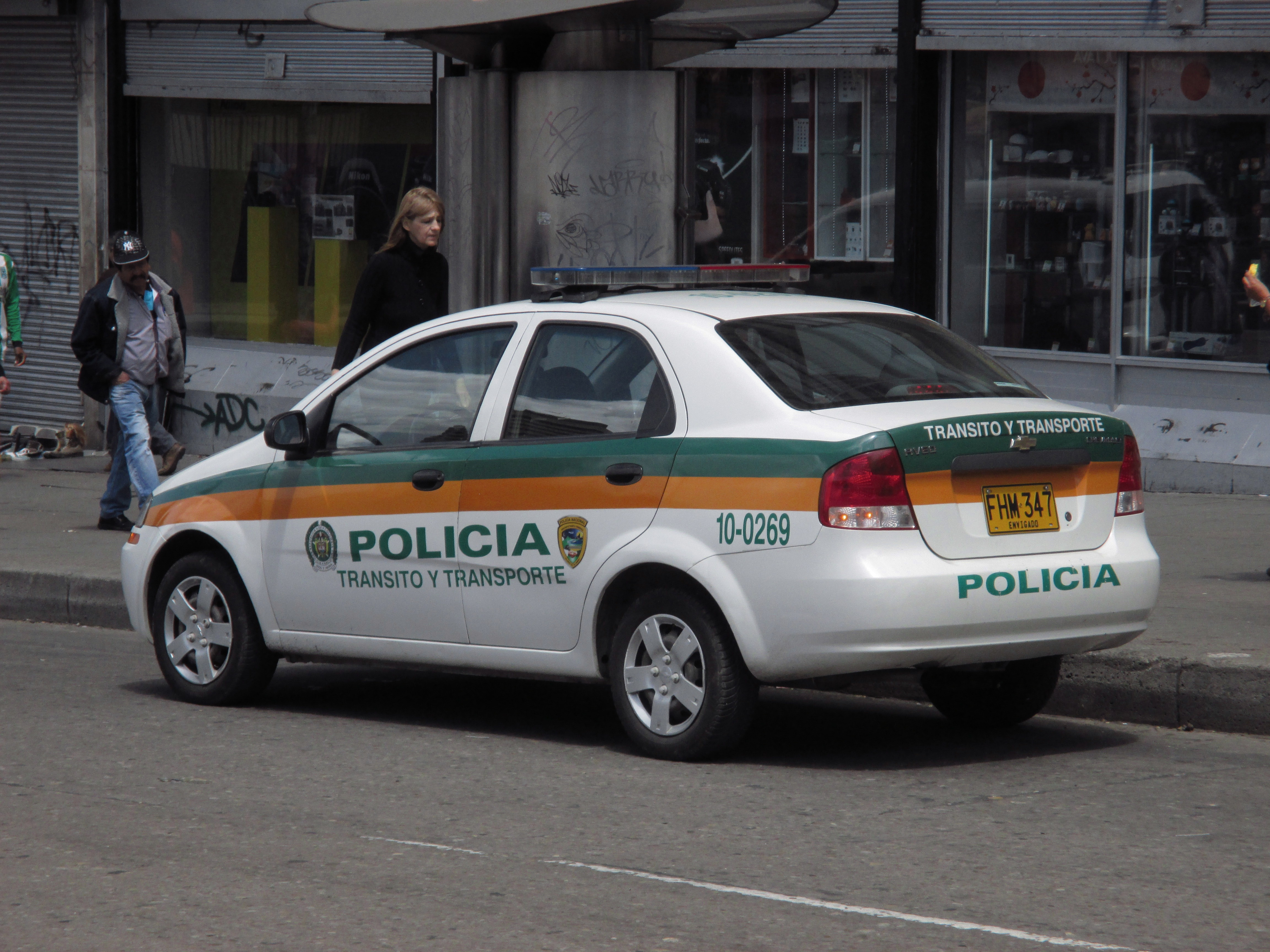
Chevrolet Aveo T200 de la Policía Nacional.

La Policía en Colombia tiene ciertas similitudes con las Fuerzas Militares, como en la clase de armamento, en el entrenamiento (aunque cada fuerza posee competencias y roles específicos); se diferencia particularmente de las Fuerzas Militares, en que su uniforme no es camuflado, sino que es de color verde aceituna y con chaleco o chaquetas reflectivas y una camisa color verde manzana en las ciudades. Sus rangos de mando, son iguales a los militares, partiendo desde el grado de subteniente hasta el de general; de cabo segundo a sargento mayor; de patrullero a comisario; y agentes; además de los que prestan su servicio militar obligatorio, auxiliares de policía y auxiliares de policía bachilleres. 
La Policía Nacional generalmente realiza operativos policiales individuales, en conjunto con las Fuerzas Militares y en unidades mixtas. Cuenta con Grupos de Operaciones Especiales "GOES", como son: Grupos de Acción Unificada por la Libertad Personal "GAULA", Escuadrones móviles de carabineros "EMCAR", (grupo con armamento bélico pesado, unidades contraguerrilleras Rurales y Urbanas), Compañía Jungla Antinarcóticos "JUNGLA", Comandos de operaciones especiales "COPES", Comando de Operaciones Rurales “C.O.R”, y Granaderos.
La Policía Nacional de Colombia es una de las más complejas del mundo, sobre todo por la cantidad de contrastes que en ella se pueden encontrar, desde las acciones más cívicas, como la protección de la infancia y la adolescencia, la mujer, adultos mayores, la protección de la fauna y flora, turismo, socorro y atención de desastres; hasta las de choque, como las operaciones antinarcóticos, antisubversivas, antiterroristas; de hecho es característico que es la única Policía en el mundo que patrulla los aires de su país en aviones y helicópteros artillados como los Black Hawks, que poseen ametralladoras, e incluso misiles; para responder a los ataques de las guerrillas proliferantes y equipos de aspersión de plantaciones de coca y amapola. Se observan casos en donde su híbrido civil y militar se conjugan en complemento para el desarrollo de su misión, como el caso de la Policía de Tránsito y Transporte que desarrolla funciones de control, educación, prevención, atención de accidentes en las ciudades, vías urbanas y rurales, pero a la vez debe enfrentar bélicamente con armas pesadas los grupos armados ilegales, que buscan incinerar vehículos, bloquear o destruir las obras de infraestructura vial (puentes, viaductos), especialmente en las vías nacionales rurales, en las Unidades de Intervención y Reacción (UNIR) de la Dirección de Tránsito y Transporte (DITRA).
La actuación de la mujer en la institución, le ha asegurado éxito en todos los ámbitos, desde su participación en las funciones más sensibles y humanas hasta las más riesgosas del conflicto armado interno.
La Policía Nacional de Colombia es la única Policía en Latinoamérica y una de las pocas en el mundo que presta servicios sin armamento, como la seguridad en algunos sistemas de transporte como TransMilenio (Bogotá), Megabús (Pereira), MIO (Cali) y aeropuertos, además de protección al turismo y ecología, entre otras; por parte de sus Auxiliares de Policía Bachilleres; situación que resalta en contraste al estado del orden público imperante en su nación.
Su función es preventiva, educativa, social, disuasiva, reactiva, de inteligencia e investigativa; pero dadas las condiciones del medio en que se desempeña y en cumplimiento de su función de preservar el orden público interno, garantizar libertades y derechos; cuenta con grupos preventivos, disuasivos; que usan la fuerza, ejerciendo función de reacción, ante desórdenes sociales; como ejemplo están los Escuadrones móviles antidisturbios ESMAD, que contrarrestan las agresiones en los motines y manifestaciones públicas violentas en masa, situación que le ha dado un aire de respeto entre unos sectores de la población, pero impopularidad entre otros y mucha atención por parte de las organizaciones activistas de derechos humanos.
La Policía en Colombia tiene varias Modalidades, así: Seguridad Ciudadana, Investigación Criminal, Inteligencia Policial, Administrativa y logística, Docente, Justicia. Y las siguientes especialidades, así: Carabineros, Guías Caninos, Ambiental y Ecológica, Tránsito y Transporte, Antiexplosivos, Turismo, Infancia y Adolescencia, Policía Fiscal y Aduanera, Antinarcóticos, Antisecuestro, Antiextorsión, Aeroportuaria, Protección a Personas e instalaciones, Servicio Aéreo, Antidisturbios, Logística, Justicia Penal Militar, y Operaciones Especiales.
Aglutina en dos cuerpos separados la investigación criminal en la Dirección de Investigación Criminal e INTERPOL (DIJIN), y la inteligencia en la Dirección de Inteligencia Policial (DIPOL); cuyo accionar coordinado entre estas dos especialidades ha dado buenos resultados en la lucha contra la delincuencia. Dentro de su estructura actual se contempla que cada comando departamental o metropolitano tenga seccionales (SIJIN y SIPOL) de estas dos direcciones. Aunque en un principio la "Dirección Central de Policía Judicial e Inteligencia" (anterior DIJIN) agrupaba las dos funciones, estas fueron separadas para lograr mejores resultados, dando como consecuencia las nuevas direcciones de Investigación Criminal (DIJIN) y de Inteligencia Policial (DIPOL). 
Cuenta con una Dirección Nacional de Educación con programas dentro de proceso educativos de capacitación (seminarios, diplomados, talleres cursos etc) formación (programas de pregrado (técnico profesional, tecnólogo profesional y profesional y postgrado especializaciones y maestrías) Sus Escuelas de Formación, son de las más calificadas en el continente y se les considerada como una de las mejores fuerzas policiales del mundo es fácil encontrar en la calle policías con formación postgradual, debido a sus resultados y poca corruptibilidad; por esta razón es frecuentemente visitada por comisiones de otros países para analizar sus procedimientos. Actualmente los varones mayores de 18 años cumplen el servicio militar obligatorio en la Policía Nacional en dos formas: como Auxiliares de Policía Bachilleres, de carácter más educativo, social y cultural, no armados; y como auxiliares de Policía (“Regulares”) con funciones de seguridad urbana y rural, armados (de carácter más disuasivo, similar e incluso en condiciones más adversas que en el ejército). Su actual director general es el general Jorge Hernando Nieto.

## Costa Rica
En Costa Rica existen diversos cuerpos de policía, la Fuerza Pública de Costa Rica, es el principal cuerpo policial, permanente y de naturaleza civil, que por mandato constitucional, debe velar por la seguridad y el ejercicio de los derechos y libertades de todo ser humano ubicado dentro del territorio costarricense, en alianza con la comunidad, es una dependencia del Ministerio de Seguridad Pública. Adscrito a este se encuentran servicios especializados como el de Vigilancia Aérea (SVA), el de Guardacostas y el de Fronteras.
Existe un cuerpo policial encargado exclusivamente de labores de tránsito, adscrito al Ministerio de Transportes y Obras Públicas (MOPT). Solo los oficiales de este cuerpo, o de algún otro cuerpo con la investidura del MOPT, pueden realizar sanciones designadas en la ley de tránsito.
Cada municipalidad del país posee la potestad de crear su propio cuerpo policial (Policía Municipal) que se encarga de labores similares a las de la Fuerza Pública, pero solo dentro del límite municipal. En ocasiones también poseen una división para labores de tránsito (Policía Municipal de Tránsito) o solo los conocidos “parquimetristas”, encargados de velar por el uso de boletas de estacionamiento.
Las universidades públicas del país poseen debido a su autonomía, cuerpos o secciones de seguridad. Estas aunque poseen oficiales con rango de policía, no suelen denominarse así. A diferencia de la Policía Municipal, su jurisdicción no esta limitada a los espacios de la Universidad respectiva. En el caso de la Universidad de Costa Rica, posee la Sección de Seguridad y Tránsito con Inspectores Universitarios de Tránsito que velan por el cumplimiento de la ley de tránsito también en las cercanías de la UCR.
El Organismo de Investigación Judicial (OIJ) es la policía judicial del país. Este pertenece al Poder Judicial de la República, y es el único cuerpo que puede realizar investigación. Dispone de una unidad especial para su labor: Servicio Especial de Respuesta Táctica (SERT).
Otras policías que podemos encontrar en Costa Rica son la PCF (Policía de Control Fiscal) del Ministerio de Hacienda y la Policía Penitenciaria del Ministerio de Justicia y Paz.
La Unidad Especial de Intervención (UEI) es una unidad de fuerzas especiales del ministerio de la presidencia. La unidad policial está bajo la jurisdicción del Ministerio de la presidencia de Costa Rica.

## Cuba
La Policía Nacional Revolucionaria, PNR, actualmente parte del Ministerio del Interior, MININT, fue fundada el 5 de enero de 1959, solo 5 días después del triunfo de la Revolución liderada por Fidel Castro Ruz. 
Es la responsable de la tranquilidad ciudadana y el orden público en todo el territorio de la República de Cuba.
En su estructura interna, la PNR comprende la Policía Especializada (labora en zonas turísticas en La Habana) y la Policía Ferroviaria.
Otras fuerzas internas son las Patrullas de Carretera, la Policía de Tránsito, etc.
La mayoría del armamento y técnica de la PNR es de origen soviético o ruso, desde las patrullas que utilizan aún mayormente autos Ladas 2107 o aunque también se han introducido elementos como autos Peugeot para las unidades de patrulla en La Habana o todoterrenos chinos BAW para las patrullas de carretera. El uniforme diario de los oficiales de la PNR es de color azul.
La Brigada Especial Nacional, es la fuerza especial de la PNR para enfrentar actividades como secuestros, captura de prófugos de alta peligrosidad, custodia de eventos masivos de gran importancia, entre otros. En los últimos años su armamento y técnicas de enfrentamiento han sido mejoradas notablemente. Su uniforme puede ser del color azul propio de la PNR o verdeolivo propio del MININT, con una boina negra como distintivo. Tiene presencia en cada provincia cubana con al menos 1 compañía de efectivos.

## Dinamarca

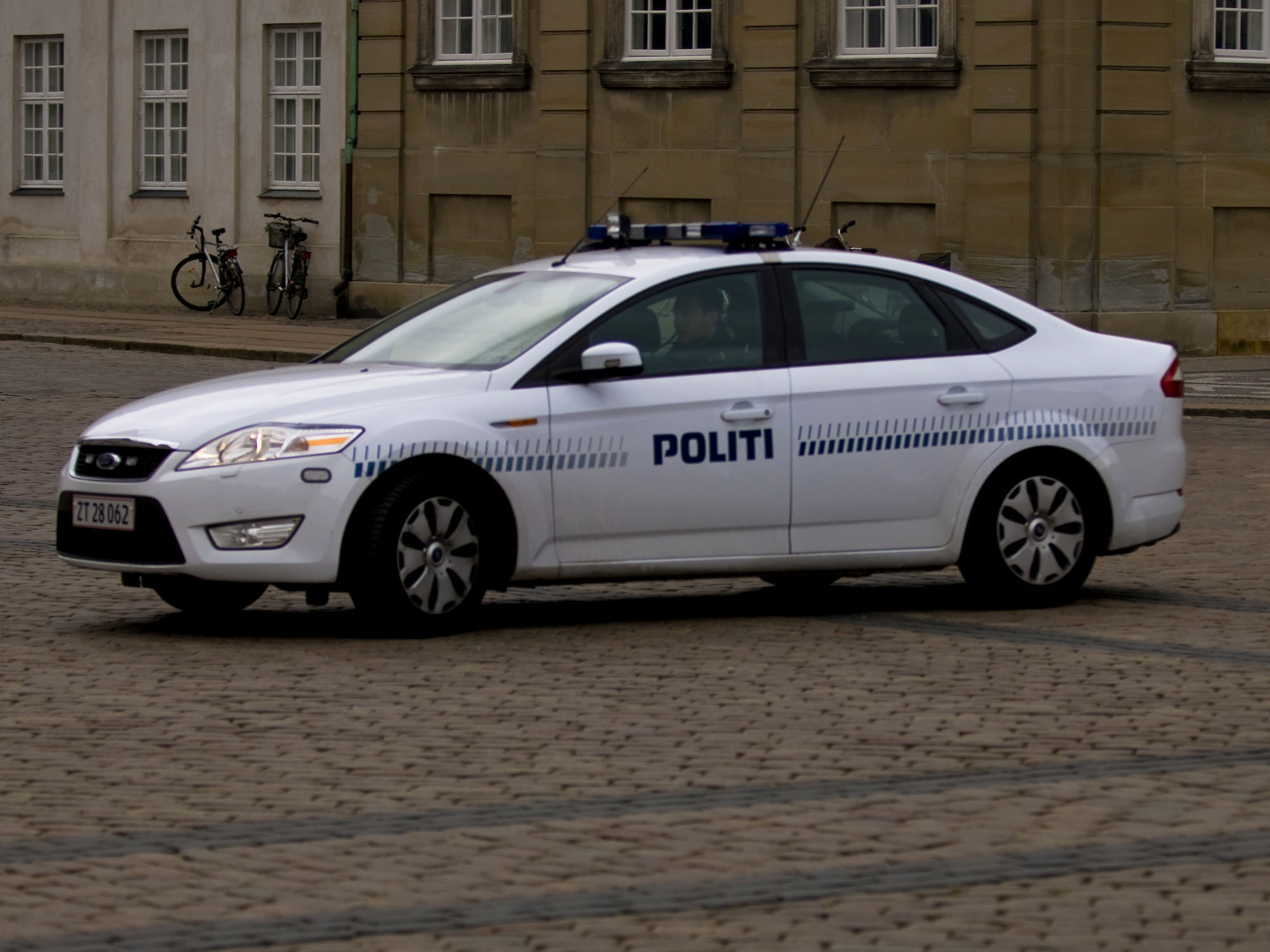
Vehículo de la Policía de Dinamarca.

En Dinamarca existen varios cuerpos policiales. El cuerpo principal es la Policía de Dinamarca (en danés Politiet) que depende del Ministerio de Justicia y que se divide en 12 distritos en la propia Dinamarca y dos en Groenlandia y las Islas Feroe.  Se encarga de la seguridad ciudadana, mantener el orden social y el control de las fronteras. A su vez posee a la Unidad Especial de Intervención (en danés Politiets Aktionsstyrke) especializada en operaciones especiales y lucha antiterrorista. También hay otro cuerpo, la Policía Nacional de Dinamarca (en danés Rigspolitiet) que depende tanto del Ministerio de Justicia como del propio Parlamento y que es más especializada. Por último está el Servicio de Inteligencia y Seguridad Danés (en danés Politiets Efterretningstjeneste) encargado de la seguridad e inteligencia del país.

## Ecuador

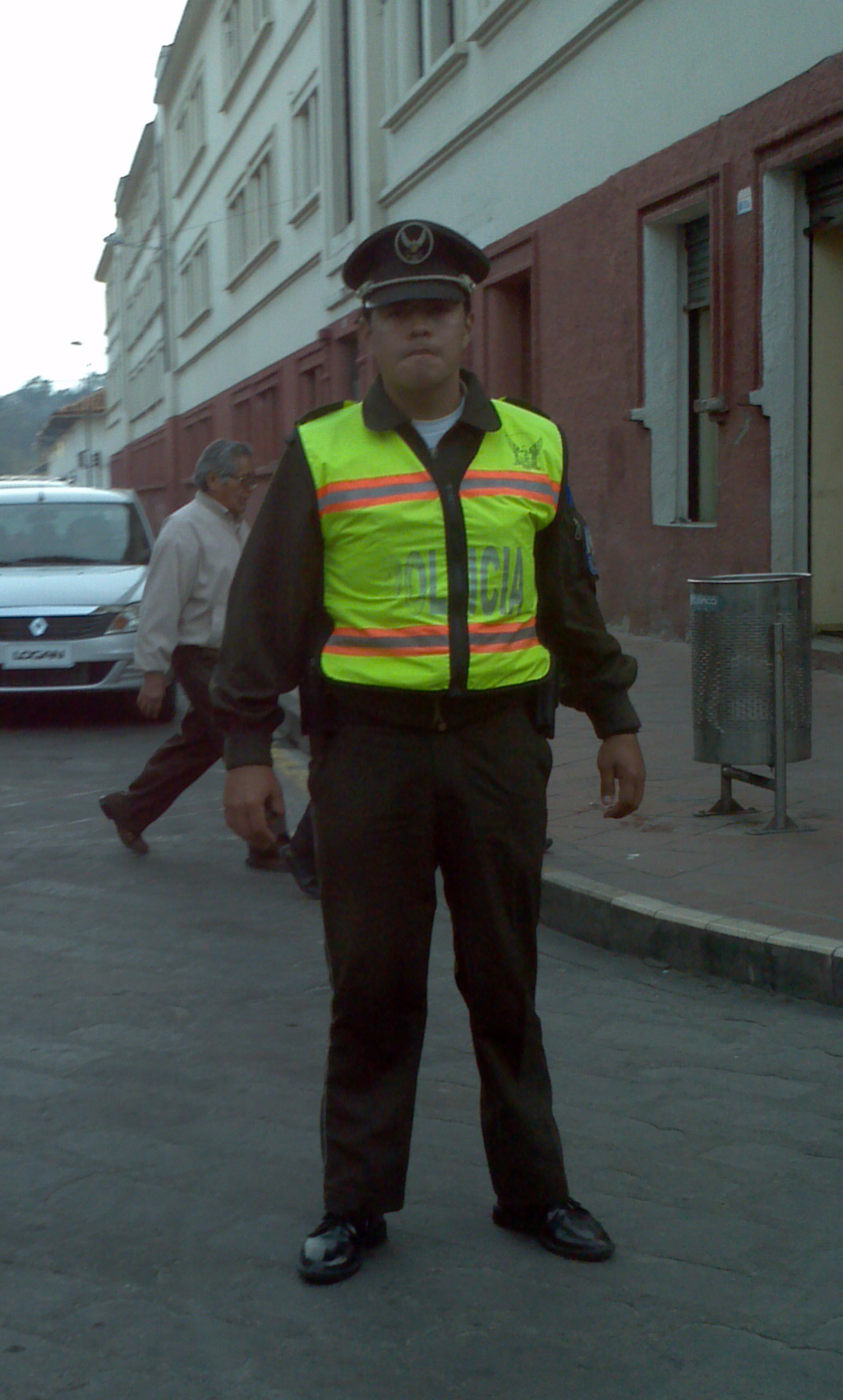
Oficial de policía en Cuenca, Ecuador.

La Policía Nacional del Ecuador es una entidad pública encargada de la seguridad ciudadana nacional de la República del Ecuador, dicha organización está a cargo del Ministerio del Interior del Ecuador.
Los objetivo de la Policía Nacional Ecuatoriana es defender la soberanía Nacional, garantizar el orden interno, la seguridad individual y social a través de la prevención disuasión y represión; cumpliendo y haciendo cumplir las leyes y normas jurídicas y coadyuvar al desarrollo de la Nación.
Además cumple con un conjunto de tareas y responsabilidades relativas al mantenimiento del orden público, la seguridad de las personas y de los bienes, la conservación de la moralidad pública, la prevención e investigación de los delitos, la aprehensión de los delincuentes, el control del tránsito, transporte terrestre y movimiento migratorio en el País; y, otras funciones de carácter general que deben cumplirse veinticuatro horas al día en todo el País.
Los medios de transporte que utiliza la Policía Nacional del Ecuador son camionetas tipo doble cabina, las cuales son las Chevrolet Luv D-Max, otros vehículos más pequeños como Suzuki Grand Vitara, Chevrolet Aveo y equipo motorizado para el control de áreas urbanas y rurales de las diferentes ciudades del país.
El armamento de la entidad policial ecuatoriana es muy bueno, pero el armamento más pesado lo poseen los grupos especiales como el GOE, que es el Grupo de Operaciones Especiales, o el GIR, Grupo de Intervención y Rescate, cuya labor es más peligrosa y fuerte.
La Constitución Política de la República del Ecuador establece:

“Art. 163.- La Policía Nacional es una institución estatal de carácter civil, armada, técnica, jerarquizada, disciplinada, profesional y altamente especializada, cuya misión es atender la seguridad ciudadana y el orden público, y proteger el libre ejercicio de los derechos y la seguridad de las personas dentro del territorio nacional.

Los miembros de la Policía Nacional tendrán una formación basada en derechos humanos, investigación especializada, prevención, control y prevención del delito y utilización de medios de disuasión y conciliación como alternativas al uso de la fuerza.

Para el desarrollo de sus tareas la Policía Nacional coordinará sus funciones con los diferentes niveles de gobiernos autónomos descentralizados.”

## El Salvador

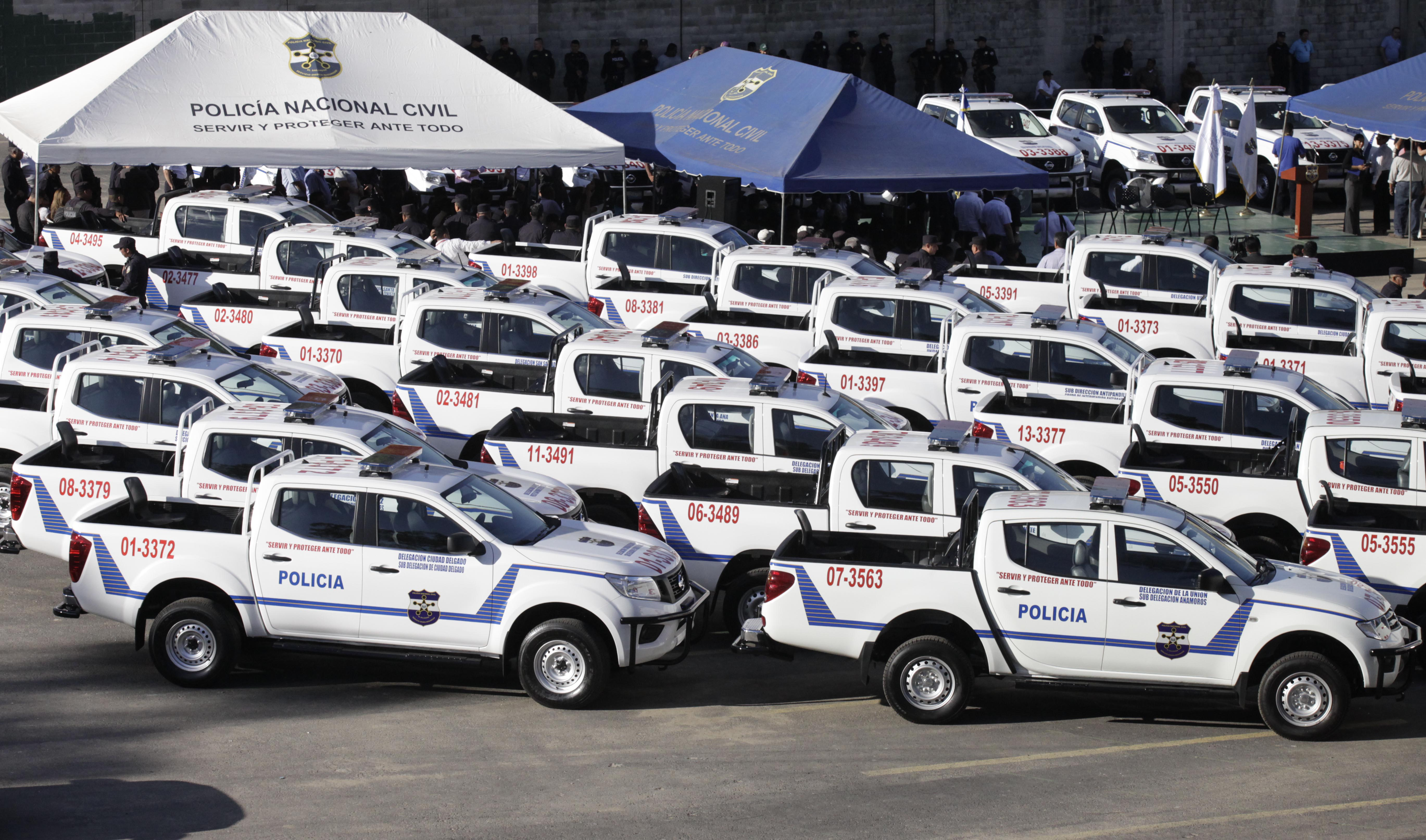
Patrullas más común que se puede observar a un agente de la PNC de El Salvador.

En El Salvador, por mandato de la Constitución de ese país, es la Policía Nacional Civil la encargada de garantizar «el orden, la seguridad y la tranquilidad pública, así como la colaboración en el procedimiento de investigación del delito, y todo ello con apego a la ley y estricto respeto a los derechos humanos» (Art. 159). La institución nació a raíz de la firma de los Acuerdos de Paz de Chapultepec (1992) que pusieron fin a la guerra civil de esta nación y que suplantó a la entonces Policía Nacional, que dependía de la Fuerza Armada.

## Eslovenia

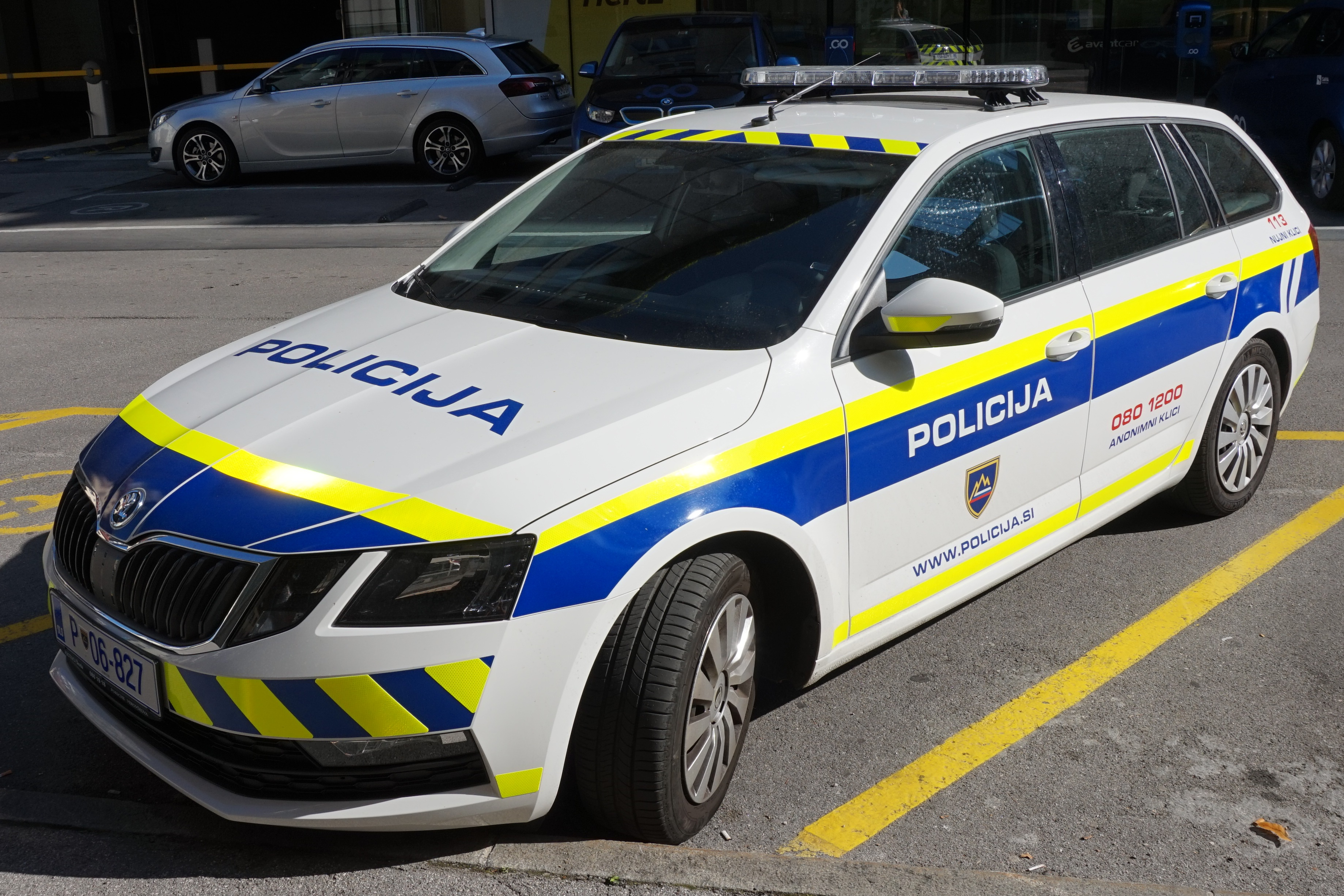
Vehículo patrulla de la Policija.

Eslovenia cuenta con un solo cuerpo de policía, la Policija, instituto armado de naturaleza civil. Fue creada en 1991 y tiene jurisdicción en todo el territorio nacional. Depende del Ministerio del Interior, y está compuesto por 8 dependencias; Celje, Koper, Kranj, Ljubljana, Maribor, Murska Sobota, Nova Gorica y Novo Mesto.

## España

### Policía Nacional y Guardia Civil
Las fuerzas y cuerpos de seguridad del Estado, en España, son los institutos armados de la Administración General del Estado encargados del mantenimiento del orden y la seguridad pública y ciudadana, así como de la prevención e investigación del delito. Las fuerzas y cuerpos de seguridad del Estado forman parte de las fuerzas y cuerpos de seguridad de España, hallando su regulación esencial en el Título II de la Ley Orgánica 2/1986, de Fuerzas y Cuerpos de Seguridad. Los cuerpos más importantes son:
- Guardia Civil: es el mayor cuerpo de seguridad pública en número de efectivos, de ámbito nacional en España. Es un instituto armado de naturaleza militar, tipo gendarmería y de ámbito rural que ocupa todo el territorio nacional rural. Depende principalmente del Ministerio del Interior, aunque también, debido a su carácter militar, depende en algunos aspectos del Ministerio de Defensa. Tiene la misión de proteger el libre ejercicio de los derechos y libertades y garantizar la seguridad ciudadana.

- - El Servicio de Protección de la Naturaleza (SEPRONA) es una especialidad de la Guardia Civil de España, encargada de velar por la conservación de la naturaleza y los recursos hídricos, así como de la riqueza cinegética, piscícola, forestal y de cualquier otra índole relacionada con la naturaleza.

- Cuerpo Nacional de Policía: es un instituto armado de naturaleza civil,  sus antecesores: Cuerpo Superior de Policía y Policía Nacional hasta 1986, Cuerpo General de Policía y Policía Armada hasta 1978; Cuerpo de Vigilancia (llamado de Investigación y Vigilancia desde 1933) así como Cuerpo de Seguridad (mal llamado de “y Asalto” desde 1933) hasta 1941 desde 1908. Finalizó aquí porque como publicó hace años uno de sus más brillantes y respetados historiadores, “la promulgación de la Ley Orgánica de la Policía Gubernativa de 27 de febrero de 1908, supuso, en la práctica, el nacimiento de la moderna Policía española”, dependiente del Ministerio del Interior que ocupa al igual que la Guardia Civil todo el territorio nacional, en núcleos urbanos con más de 50.000 habitantes, aunque en menor medida en las comunidades con policía autonómica propia. Se encarga de las investigaciones penales, judiciales, terroristas y asuntos sobre orden público e inmigración, así como en todo el territorio expedición del DNI y juegos de azar.

### Policías autonómicas

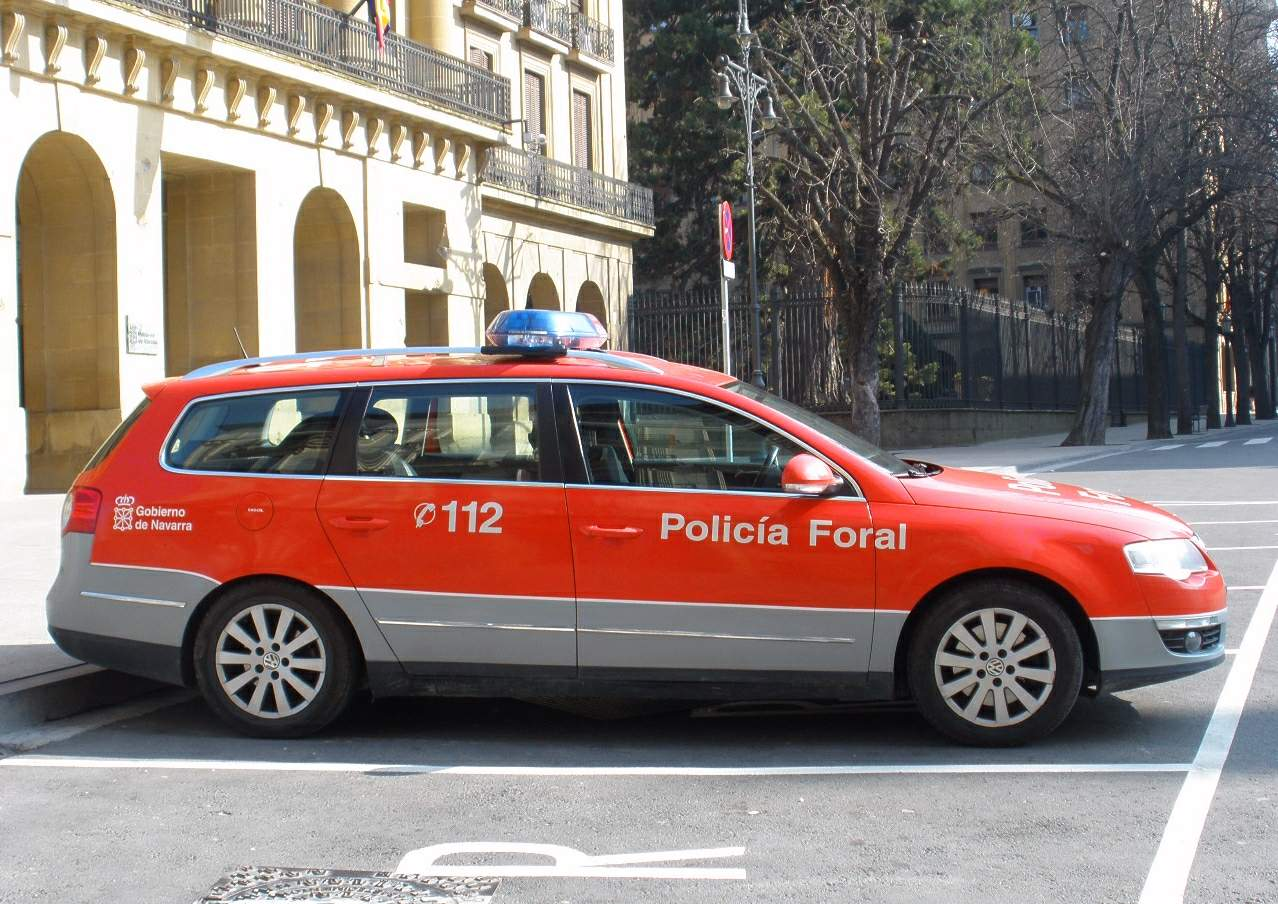
Vehículo de la Policía Foral.

Así mismo, la organización territorial española en comunidades autónomas permite que éstas, puedan crear sus propias policías autonómicas, siempre y cuando dicha opción haya sido prevista en sus respectivos estatutos de autonomía. De entre las comunidades autónomas que han previsto la creación de dichos cuerpos encontramos que las siguientes han creado sus respectivas policías autonómicas (que asumen en diverso grado las competencias del Cuerpo Nacional de Policía y Guardia Civil):
- Mozos de Escuadra: es la policía autonómica de Cataluña. Sustituye la mayoría de las funciones tanto de la Guardia Civil como del Cuerpo Nacional de Policía.

- - GEI: Grupo Especial de Intervención (especializada en actuaciones de riesgo alto de violencia armada; asaltos en viviendas/edificios o intervenciones antiterroristas.

- - ABM: Área de Brigada Móvil   o Brimo (especializada en el orden público de grandes concentraciones y actuaciones con un riesgo medio de violencia armada, como entradas en viviendas/edificios o controles antiterroristas en vías de comunicación).

- Ertzaintza: Es la policía autonómica del País Vasco., sustituye la mayoría de las funciones tanto de la Guardia Civil como del Cuerpo Nacional de Policía.

- Policía Foral: es la policía autonómica de Navarra. No sustituye al Cuerpo Nacional de Policía ni a la Guardia Civil, sino que forman un cuerpo de policía adicional para la comunidad autónoma.

- Cuerpo General de Policía Canaria: es la policía autonómica de las Islas Canarias. Sus funciones son las que figuran en el Estatuto de Autonomía de Canarias. No sustituye al Cuerpo Nacional de Policía ni a la Guardia Civil, sino que forman un cuerpo de policía complementario.

### Policía local
- Policía local o Policía Municipal: Son un institutos armados de naturaleza civil con estructura y organización jerarquizada, con la adecuación que exija la dependencia de la administración correspondiente, las disposiciones dictadas al respecto por las comunidades autónomas y los reglamentos específicos para cada cuerpo y demás normas dictadas por los correspondientes ayuntamientos. Las más importantes son la Policía Municipal de Madrid y la Guardia Urbana de Barcelona. Existe una excepción, las BESCAM (Brigadas Especiales de Seguridad de la Comunidad Autónoma de Madrid), que no constituyen una policía autonómica, sino un ente para dar servicio de policía local a los municipios demasiado pequeños para costearla por sí solos y reforzar así la de otros de tamaño mediano.

### Otros cuerpos policiales

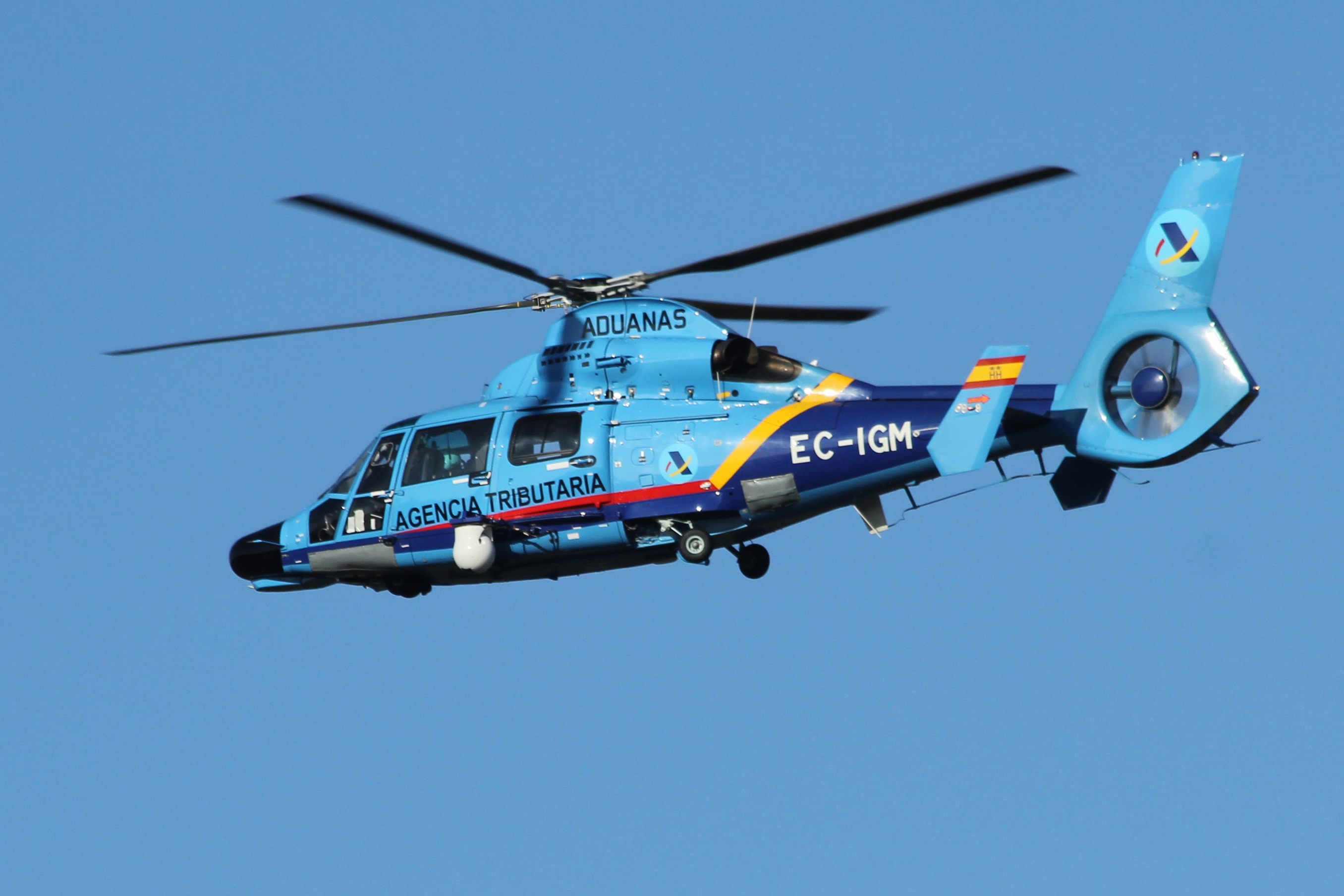
Eurocopter AS-365N-3 Dauphin 2 del Servicio de Vigilancia Aduanera.

Además hay otros cuerpos con funciones policiales tales como: 
- Servicio de Vigilancia Aduanera: es un servicio de carácter policial que desarrolla su actividad en la lucha contra el contrabando, el blanqueo de capitales y el fraude fiscal. Dicho cuerpo armado depende de la Agencia Estatal de Administración Tributaria (AEAT), que a su vez pertenece al Ministerio de Hacienda.

- Policía Portuaria: Es un cuerpo uniformado que se encarga de la gestión, protección y vigilancia  de los Puertos del Estado. Depende de cada una de las Autoridades Portuarias de España, que pertenecen al Ministerio de Fomento).

- Agentes forestales: También llamados guardias forestales, es un cuerpo uniformado dependiente de cada una de las comunidades autónomas de España, formado por funcionarios públicos que ostentan la condición de agentes de la autoridad, pertenecientes a las administraciones públicas, que de acuerdo con su propia normativa, y con independencia de la denominación corporativa específica, tienen encomendadas, entre otras funciones, las de policía y custodia de los bienes jurídicos de naturaleza forestal y las de policía judicial.

- Policía Militar de la Unidad Militar de Emergencias: Es la Policía dependiente de Unidad Militar de Emergencias (UME), que tiene misión proveer servicio policial al resto de la unidad, aunque este cuerpo sea de origen militar también poseen autoridad en civiles.

- Guardia Real: Es el cuerpo militar encargado de la Protección de la Casa Real Española y así como de sus miembros, este posee funciones de Policía Militar.

- Policía Militar: Es el grupo perteneciente al Ejército de Tierra que realiza labores policiales dentro y fuera de él, así como escolta de altos cargos militares. Aunque es de carácter militar también posee autoridad sobre civiles.

- Policía Naval: Es el grupo perteneciente a la Armada Española que realiza labores de Policía Militar.

- Policía Aérea: Es el grupo perteneciente al Ejército del Aire y del Espacio que realiza labores de Policía Militar.

## Estados Unidos

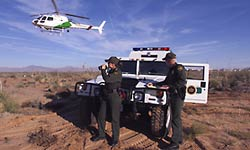
Un helicóptero y un automóvil Hummer de la patrulla fronteriza de los Estados Unidos.

En los Estados Unidos, existen diferentes niveles policiales, Policía Federal, Policía Estatal (frecuentemente llamados state troopers o highway patrol), policía con propósitos especiales (parques, escuelas, hogares, tránsito, etc.), Policía de Condado (sheriffs, alguaciles, y otras agencias) y Policía Local. Estas son algunas de los cientos de agencias policiales que existen en el país.
La Policía Federal se divide en dos categorías:
- Agencias de Investigación (como el FBI, , el Cuerpo de Alguaciles de Estados Unidos, la DEA,el Servicio Secreto y la CIA)

- Agencias de Policía de Seguridad (como el Servicio Protectivo Federal, U.S. Mint Police, Policía de Parques de los Estados Unidos y la Patrulla de Frontera).

## Estonia

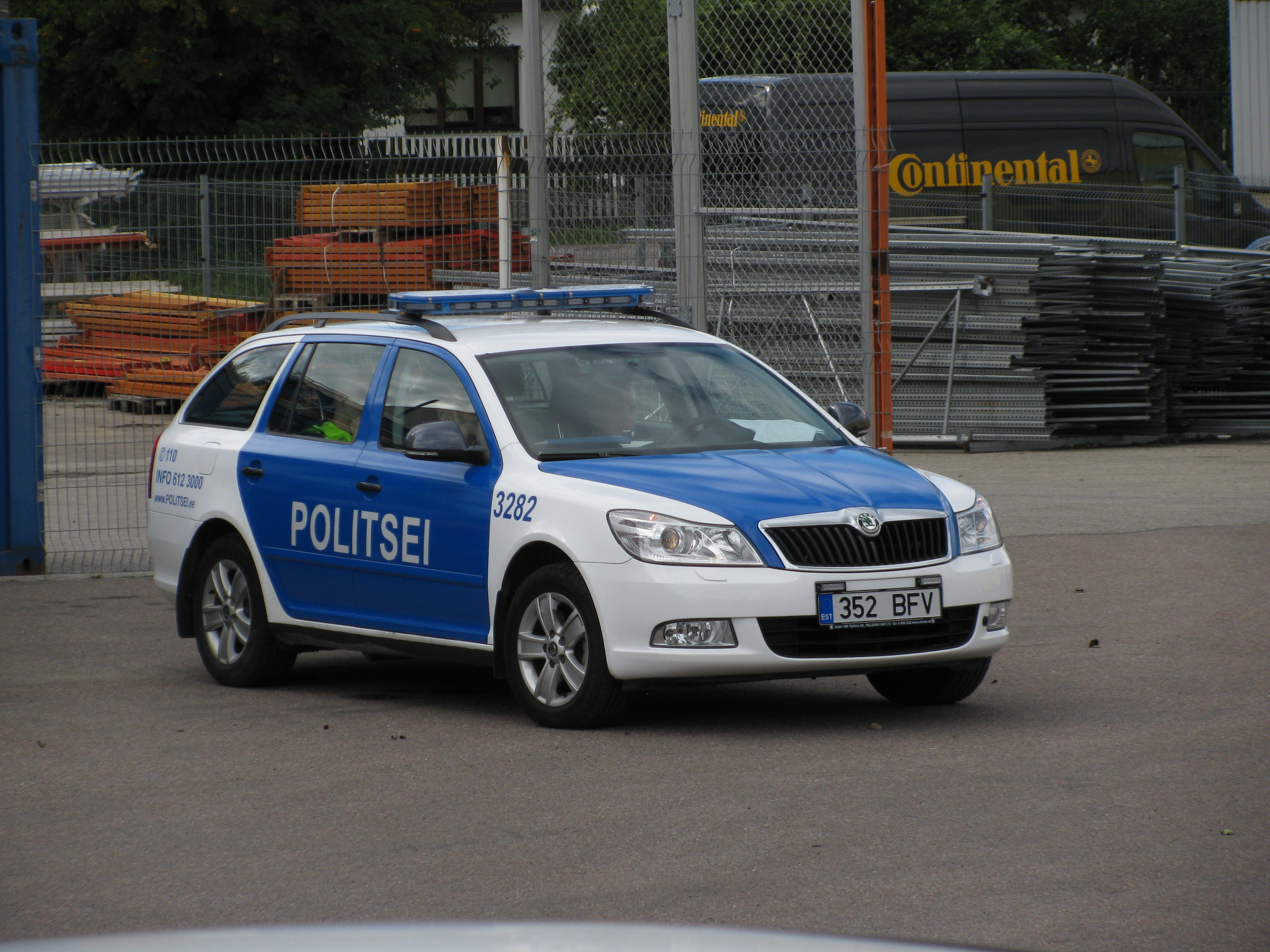
Vehículo de la Policía Estonia.

En Estonia hay un solo cuerpo de policía llamado Policía Estonia (en estonio: Eesti Politsei) y que se subdivide en diferentes secciones. Se encarga de la seguridad y orden del país.

## Finlandia
Finlandia cuenta con varios cuerpos policiales, el más importante es:
- Policía de Finlandia (Poliisi): es el cuerpo de policía nacional, que se encarga de la protección y seguridad del país.

Además, existen otros cuerpos policiales en el país, como:
- Guardia Fronteriza Finlandesa (Rajavartiolaitos): es la Agencia de seguridad nacional encargada de la seguridad de las fronteras de Finlandia. Es una organización militar, subordinada al Ministerio del Interior en cuestiones administrativas, y al Presidente de la República en cuestiones relativas a la autoridad del presidente como comandante en jefe, tales como el nombramiento de oficiales.
- Servicio Aduanero de Finlandia (tulli): es el encargado del control fronterizo, tanto en tierra como mar y aire, por ello suele cooperar a menudo con la Guardia Fronteriza.

## Francia

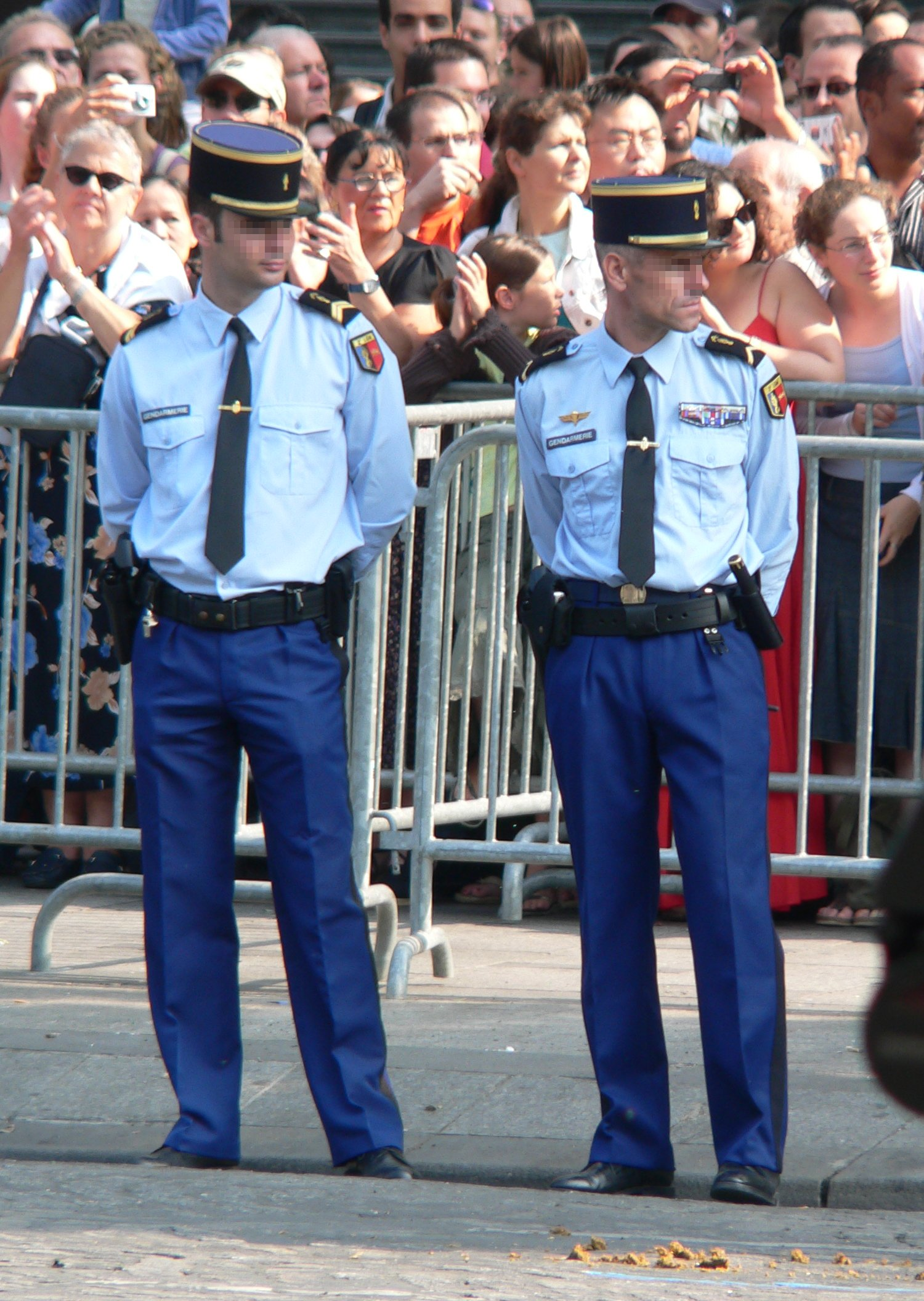
Gendarmes vigilando.

En Francia, existen dos agencias nacionales de policía, cada una con diferente jurisdicción:
- Policía Nacional (Police Nationale) en las ciudades; depende del Ministerio de Interior y cuenta con 150,000 agentes.
- Gendarmería Nacional (Gendarmerie Nationale) en pueblos y pequeñas ciudades; forma parte de las Fuerzas Armadas, que depende tanto del Ministerio de Interior como de Defensa. Cuenta con 105,000 miembros.

Una difusión similar existe, o ha existido, en varios países que han imitado este sistema.
Cuenta a su vez con otra agencia policial a nivel nacional:
- Dirección general de aduanas e impuestos indirectos denominado douane; un servicio de aduanas de carácter civil formado por aproximadamente 20,000 funcionarios.

Además, los municipios franceses pueden contar con una policía local llamada police municipale o garde municipale, con atribuciones restringidas: solo pueden hacer cumplir las ordenanzas municipales (la mayoría relacionadas al tránsito vehicular) y participar en acciones preventivas (peritajes, evacuación de edificios, prevención de accidentes, etc). También existe la guardia rural llamada garde champêtre que se encarga de proteger y cuidar los espacios naturales del país.
En Francia, el término "policía" no solo se refiere a las fuerzas, sino también al concepto de "mantener la ley y el orden" (vigilar). Existen dos tipos de policía en sentidos generales:
- Policía administrativa (police administrative): patrullas preventivas uniformadas, tareas de tránsito, etc.; con atribuciones limitadas para realizar arrestos.

- Policía judicial (police judiciaire): aplicación de la ley e investigación de crímenes, con total atribuciones para realizar arrestos.

Así, el alcalde tiene un poder administrativo policial en la ciudad (por ejemplo puede ordenar a la policía hacer cumplir ordenanzas municipales), y el juez tiene atribuciones sobre la policía en una corte (por ejemplo expulsar a personas que estén causando disturbios dentro de la ella).
Hasta 1984, la Policía Nacional se veía involucrada en dar los primeros auxilios a heridos y transportarlos hasta la ambulancia (Police secours). Los primeros auxilios ahora son brindados por los zapadores-bomberos; sin embargo, los rescates de montañas son hechos por el PGHM (Peloton de gendarmerie de haute montagne) de la Gendarmería y el CRS (Compagnies républicaines de sécurité) perteneciente a la Policía Nacional.
Algunos países han seguido este modelo de separar las diferentes agencias policiales por el mismo rol, pero en diferentes jurisdicciones.

## Grecia

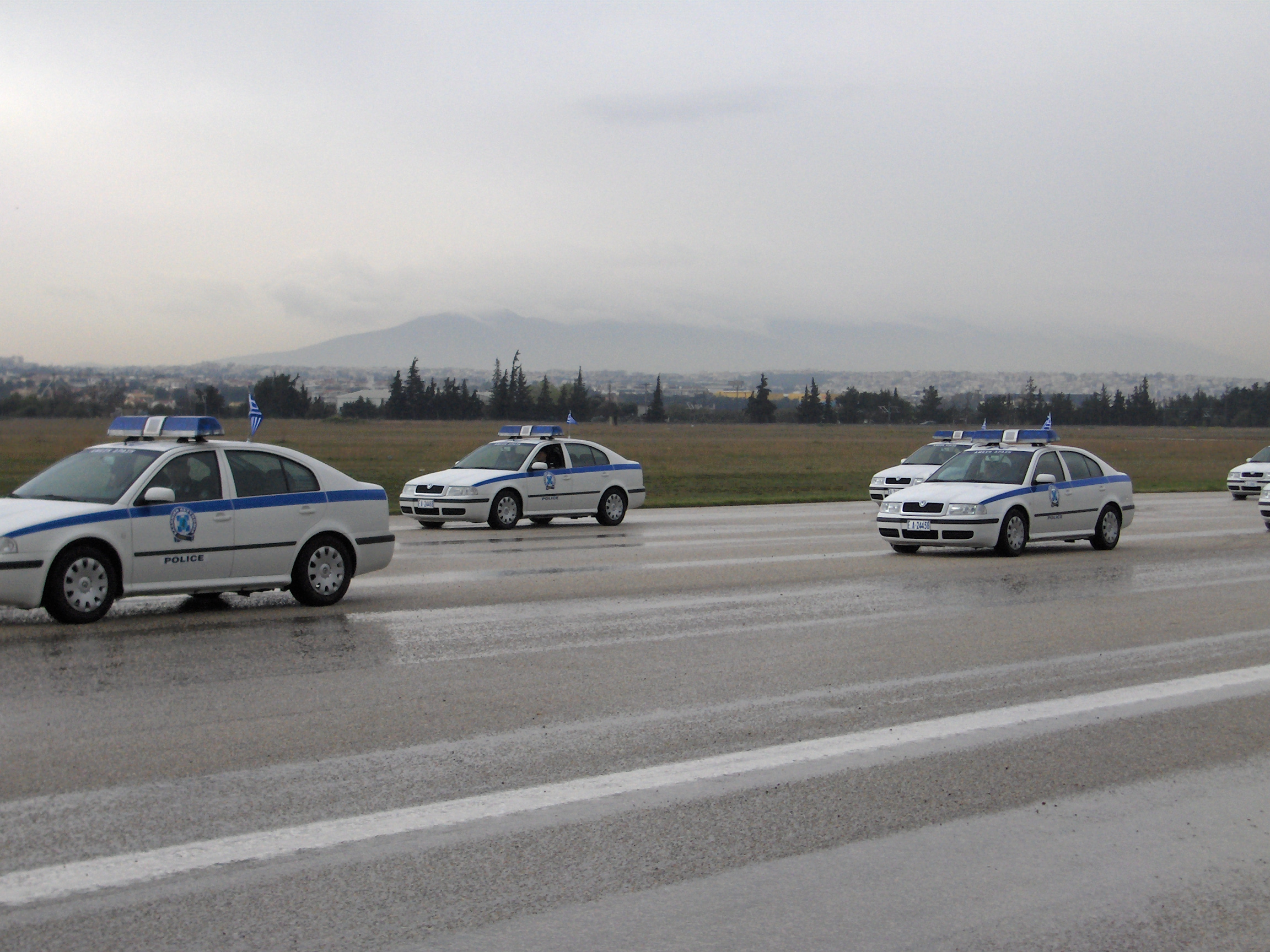
Vehículos Skoda Octavia de la Policía Griega.

La Policía Griega (en griego: αστυνομία) es la fuerza nacional de policía de Grecia. Se encarga desde el control de carreteras a la lucha antiterrorista, pasando por la vigilancia, protección y seguridad del país. Además también cuenta con la Policía Turística que está integrada en dicho cuerpo. 

## Guatemala

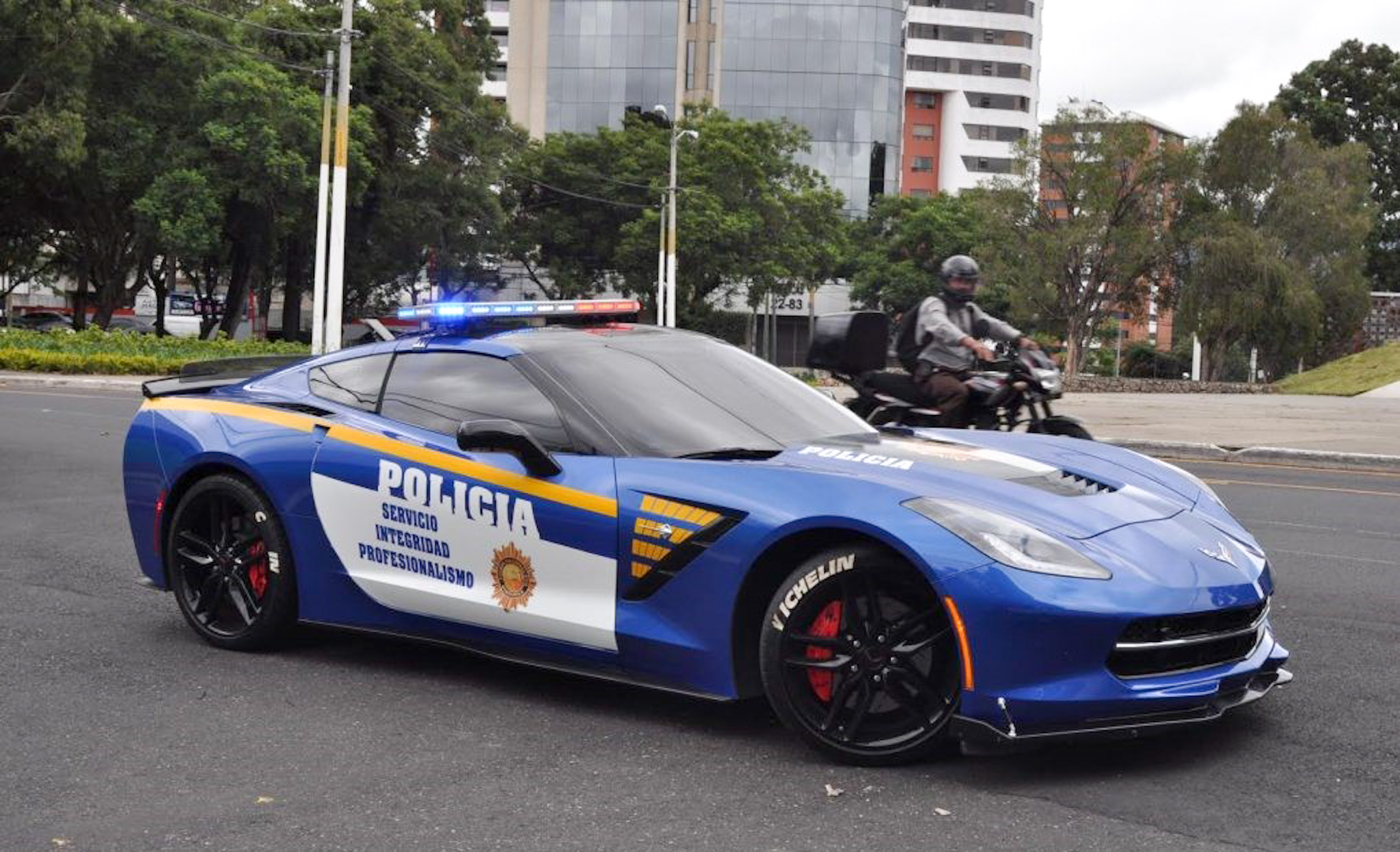
Corvette C7 utilizado para realizar persecuciones a participantes de carreras clandestinas en la Ciudad de Guatemala.

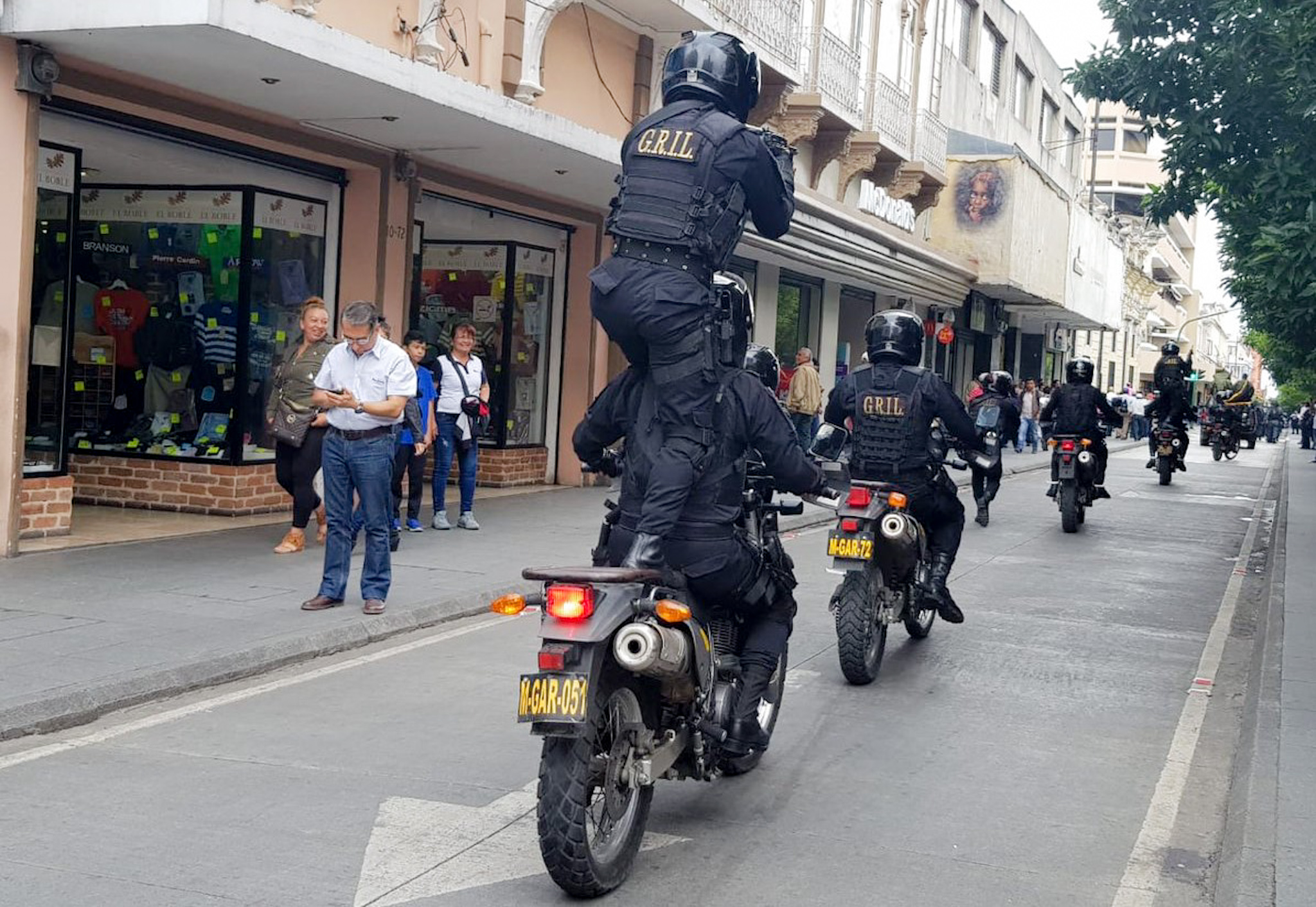
Unidades de Reacción Inmediata «Lobos Gril» que actualmente operan en la Ciudad de Guatemala, Quetzaltenango y Villa Nueva.

En Guatemala han existido distintos cuerpos de seguridad. En tiempos del conflicto armado interno alrededor de los años setenta existía la temida Policía Judicial (PJ) cuya función era reprimir a opositores y desde los años 80 nace junto a esta Policía Judicial la Policía Nacional que era la encargada del orden público. 
A partir de la firma de los Acuerdos De Paz suscritos en 1996, la Policía Nacional cesó en operaciones y surge la Policía Nacional Civil. El despliegue territorial de la PNC, que comenzó a mediados de 1997, logró cubrir los 22 departamentos del país en agosto de 1999. Hasta el momento se han desplegado 6 Jefaturas de Distrito, 27 Comisarías, 127 Estaciones y 343 Subestaciones, y además cuenta con 8 unidades móviles (serenazgos) que se desplazan en puntos críticos de la ciudad capital. Nacen varios cuerpos especiales de la policía encargados de distintos rubros de la seguridad.
Entre esos cuerpos policiales están:
- La FIP (Fuerza de Intervención Policial), este cuerpo se encarga en casos donde el orden público se ve alterado ya sea por manifestantes que se salen de control o cuando ciertos grupos sociales impiden con medidas violentas la libertad de locomoción.

- El CAS (Comando Anti-Secuestro), este cuerpo está especializado en realizar rescates en caso de secuestro y realizar las capturas de secuestradores o en casos extremos están autorizados para eliminarlos.

- La DIFEP (División de Fuerzas Especiales de Policía), este cuerpo de policía es el equivalente de las fuerzas S.W.A.T de Estados Unidos y tienen las mismas funciones.

- La D.I.D.A.E. (División de Investigación y Desactivación de Armas y Explosivos), se encarga de desactivar artefactos explosivos.

- La DAIA (División de Análisis e Información Antinarcótica), este cuerpo se encarga de enfrentar y desarticular asuntos relacionados con el narcotráfico.

Recientemente en 2006 se crea una fuerza policial llamada GPC (Guardia De Protección Civil), cuya función es la de proteger a la ciudadanía y velar por el orden público en las zonas de alto riesgo criminal. Funge como apoyo a la Policía Nacional Civil en esas tareas.

## Haití
La Policía Nacional de Haití (en francés: Police Nationale d’Haïti) o PNH, es la fuerza policial y de defensa de Haití. Fue creada en 1995 para llevar la seguridad civil como se establece en la Constitución de Haití. Más de 8.500 policías han completado su formación en la aplicación de la ley moderna. Los instructores estadounidenses junto con instructores de Canadá, Brasil, Argentina, Chile y Francia han contribuido al entrenamiento.

## Honduras
La Policía Nacional de Honduras es el órgano uniformado encargado de mantener el orden y la seguridad pública así como también de preservar la aplicación y el cumplimiento de la ley en Honduras. Siendo la institución policial a nivel nacional, la Policía Nacional mantiene jurisdicción y presencia en los 18 departamentos de Honduras, actualmente operando con 18 jefaturas departamentales y dos jefaturas metropolitanas (Distrito Central y San Pedro Sula). Bajo estas entidades operan jefaturas regionales, jefaturas municipales, jefaturas de estaciones fijas o móviles, postas y puestos policiales; creando una infraestructura de por lo menos 360 instalaciones físicas alrededor del país.

## India
En la India, la policía está bajo la jurisdicción del Estado, por lo que dependen del Departamento de Asuntos Internos. Cada estado posee su propia Policía Estadual y las grandes ciudades poseen una Policía Metropolitana.

## Irlanda
Antiguamente, Irlanda contaba con varios cuerpos de seguridad como los Black and Tans, los Royal Irish Constabulary y en la capital, la Policía Metropolitana de Dublín, pero todos ellos fueron sustituidos por la Garda Síochána (español: Guardianes de la Paz de Irlanda, originalmente llamados la "Guardia Cívica"), institución de policía nacional encargada de la seguridad ciudadana de la República de Irlanda.

## Islandia

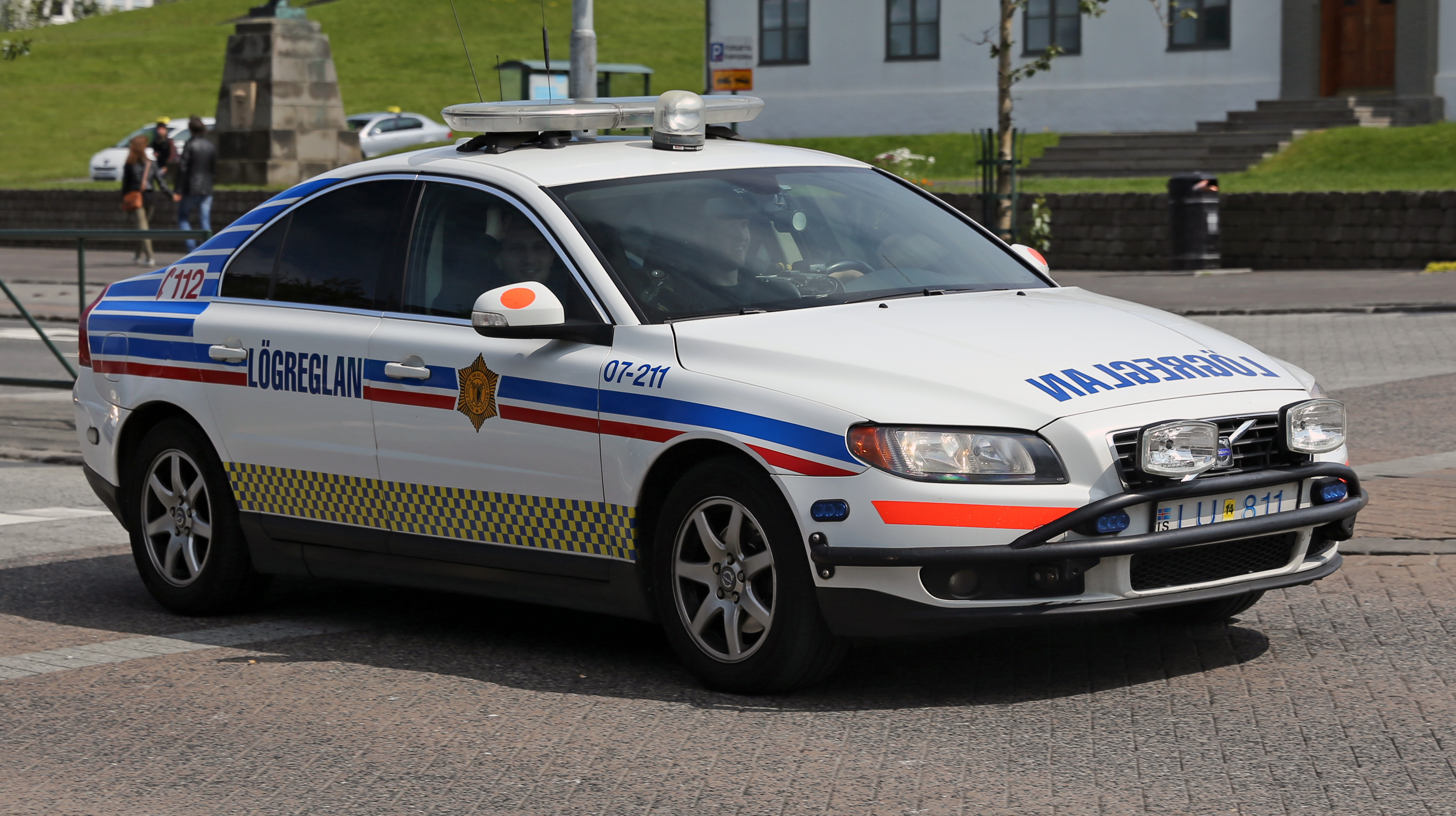
Vehículo de la Policía Nacional de Islandia.

En Islandia existe la Policía de Islandia (en islandés Lögreglan), que es la única fuerza de policía del país. Es la responsable de aplicar la ley en todos los territorios de la isla con excepción de las áreas donde opera la Guardia Costera de Islandia. Los dos servicios se ayudan mutuamente cuando es necesario.

## Israel

### Policía de Israel

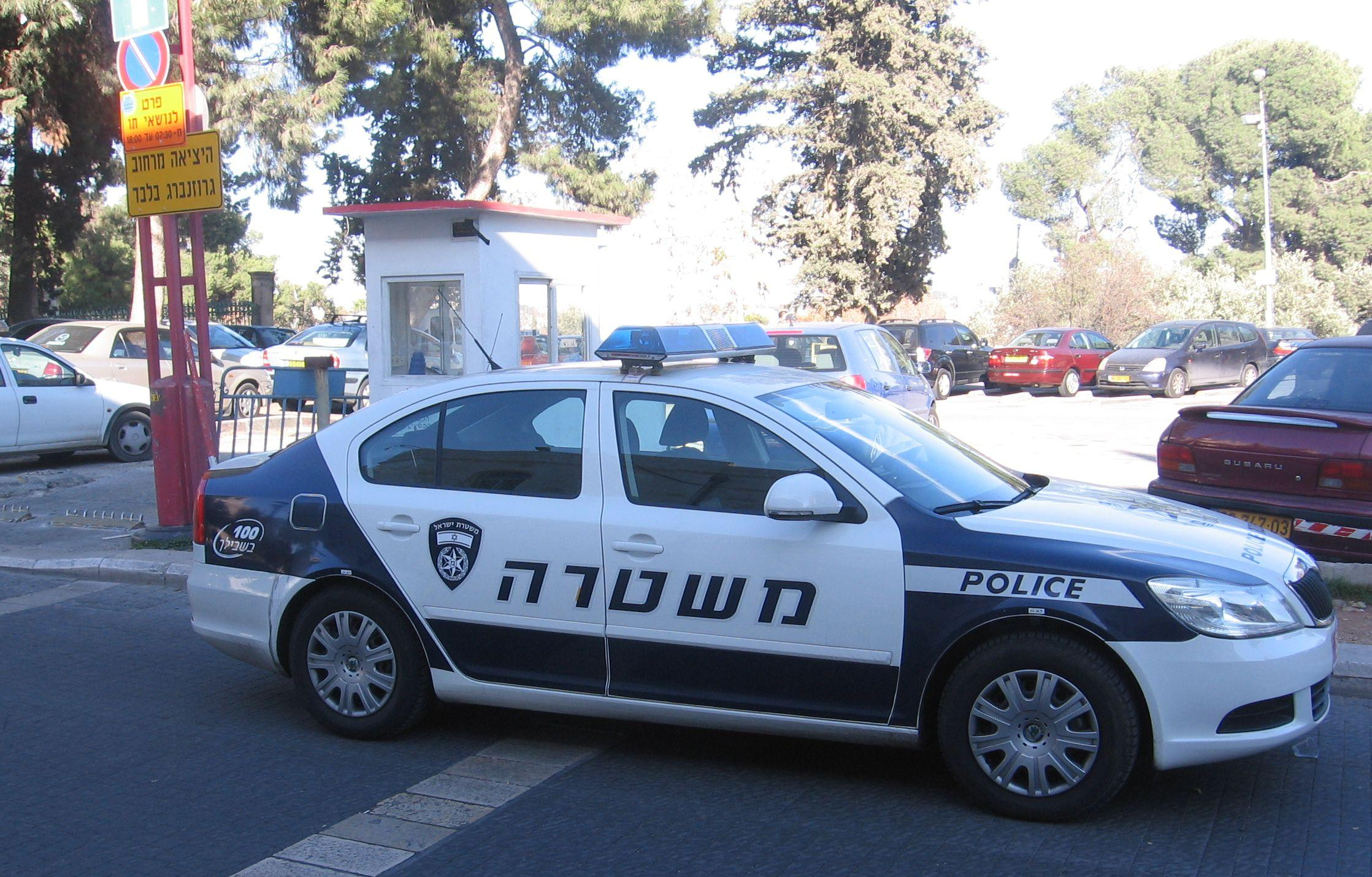
Vehículo de la Policía israelí.

La Policía de Israel (en hebreo: משטרת ישראל) (transliterado: Mishteret Yisrael) (en árabe: شرطة اسرائيل) es la fuerza de policía del Estado de Israel. Como la mayoría de las otras fuerzas de policía del Mundo, sus tareas incluyen la lucha contra el crimen, el control de tráfico y el mantenimiento de la seguridad pública.

### Jefatura Nacional de la Policía de Israel
La Jefatura Nacional de la Policía de Israel, es la sede nacional de la policía israelí (en hebreo: בניין המטה הארצי של משטרת ישראל) su cuartel general está situado en la ciudad de Jerusalén.

### Policía de fronteras
La Policía de Fronteras de Israel (hebreo: משמר הגבול, Mishmar HaGvul) es la rama de la policía israelí encargada de la vigilancia fronteriza. Se la suele conocer también por su acrónimo hebreo (Magav, מג"ב), que significa guardia de frontera.

### Policía militar de Israel

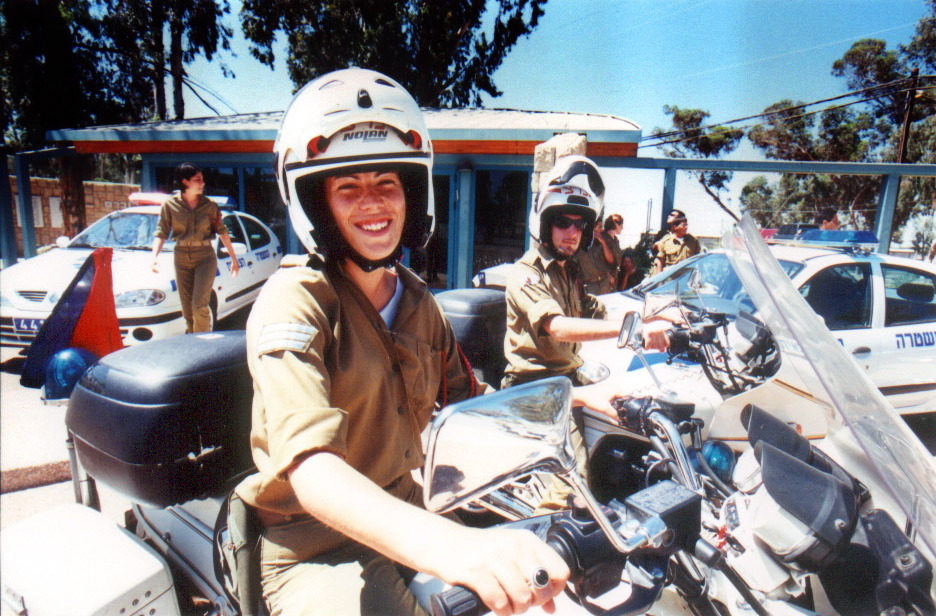
Agentes motorizados de la PM israelí.

La Policía Militar de Israel (en hebreo: המשטרה הצבאית) (HaMishtara HaTzvait ) es un cuerpo policial y una unidad militar que pertenece a las Fuerzas de Defensa de Israel, la unidad fue creada en 1948 y realiza tareas de seguridad y gendarmería, sus actividades principales son: el control del tránsito de los vehículos militares, la investigación de los delitos que han sido cometidos por soldados israelíes, detener a los desertores de las FDI, la vigilancia de las bases militares de las FDI, la custodia de los soldados que han sido hechos prisioneros, ayudar a la Policía de Fronteras de Israel en los territorios de Judea y Samaria, la prevención de delitos y colaborar con la Policía de Israel y con las autoridades civiles del Estado. Sus reclutas se entrenan en una base militar llamada Bahad 13, sus miembros pertenecen a las FDI y tienen que completar la misma instrucción militar básica que los otros miembros de las FDI.

## Italia
En Italia existen tres agencias nacionales de policía: 
- Polizia di Stato; es un cuerpo nacional de policía del Estado italiano. Es un cuerpo civil policíaco y de seguridad dependiente del Ministerio del Interior.

- Arma dei Carabinieri; es un organismo de seguridad del Estado italiano. Forma parte de las Fuerzas Armadas de Italia. En su rol militar, también tiene jurisdicción sobre los miembros de las Fuerzas armadas como policía militar.

- Guardia di Finanza; es una fuerza especial de policía que forma parte de las Fuerzas Armadas de Italia. Es un cuerpo militar dependiente directamente del ministro de Economía y de Finanzas y del servicio de seguridad pública del Ministerio del Interior. Desarrolla tareas de policía judicial y seguridad pública en el ámbito económico y financiero.

Además de estos cuerpos a nivel estatal, existen en ciertas regiones cuerpos propios denominados Polizia Regionale, además de la Polizia Provinciale que existe en todas las provincias que constituyen el Estado italiano. Así mismo, cada comune cuenta con su propia Polizia Municipale (policía municipal), y en algunas regiones la Polizia Provinciale y la Polizia Municipale se encuentran agrupadas dentro de la policía local, aunque cada una de ellas mantiene su propia organización.
También existen tres cuerpos policiales más a nivel estatal:
- Polizia Penitenziaria, es un cuerpo policial uniformado y de seguridad de Italia dependiente del Ministerio de Justicia. Se encarga de la vigilancia y control de las prisiones y cárceles del país, aunque dentro de su ámbito está también el transporte de presos entre cárceles, juzgados o centros médicos.

- Corpo forestale dello Stato, (Cuerpo de Guardabosques), es un cuerpo de seguridad civil del Estado italiano con funciones de policía judicial y de seguridad pública que controla los parques nacionales italianos y los bosques. Desde 2017 forma parte de los Carabinieri, y de hecho se ha disuelto como fuerza autónoma de policía convirtiéndose en fuerza armada.

- Guardia Costiera, son los guardacostas de Italia y desempeñan la función de Policía Judicial, seguridad de la navegación, búsqueda y salvamento en el mar.

## Luxemburgo

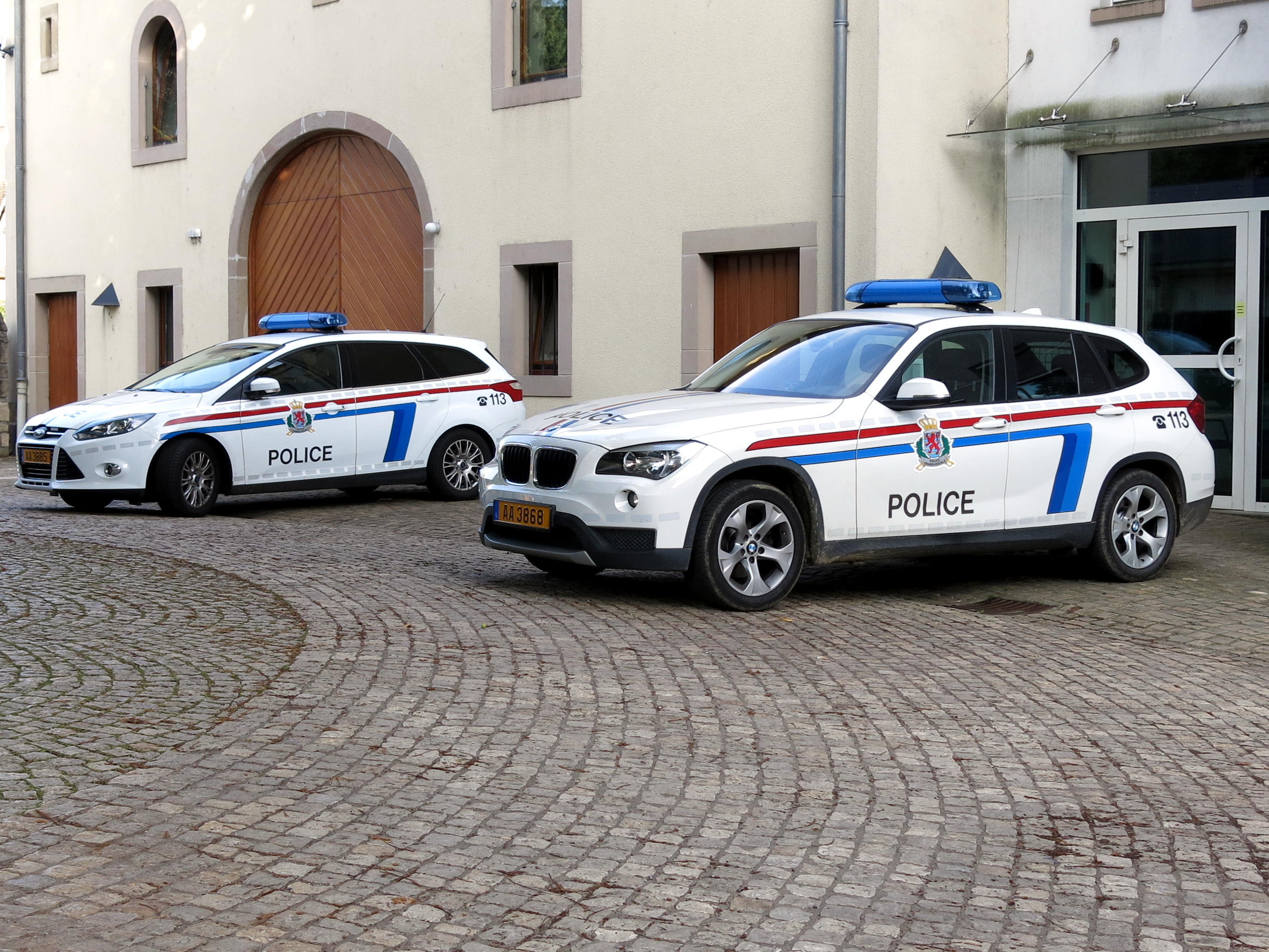
Vehículos de la Policía Ducal de Luxemburgo.

Luxemburgo cuenta con un cuerpo policial, la Policía Gran Ducal, (en francés: Police Grand-Ducale; en luxemburgués: Groussherzoglec) que se encarga de la protección y mantenimiento del orden público de dicho país. Depende del Ministerio de Interior. Es responsable además, de garantizar la seguridad interna de Luxemburgo, el mantenimiento de la ley y el orden, el control de fronteras y de hacer cumplir todas las leyes y decretos del Gran Ducado. También es responsable de asistir y apoyar al ejército es sus operaciones internas. Existe desde el 1 de enero del año 2000, cuando se fusionaron las diferentes policías locales con la entonces Gendarmería Gran Ducal.

## Malta
Malta cuenta con la Pulizija o Policia de Malta, cuerpo civil policíaco y de seguridad dependiente del Ministerio del Interior que se encarga desde la vigilancia y protección ciudadana, hasta los delitos fiscales, crímenes, estafas, narcotráfico, etc.

## Marruecos
La Gendarmería Real de Marruecos es el cuerpo nacional de Gendarmería del Reino de Marruecos. Fue fundada en 1957 por el rey Mohamed V. La estructura de sus funciones ha sido determinada por dos principales tradiciones diferentes, pero complementarias. Una de ellas tiene sus raíces en la historia y la cultura de Marruecos. La gendarmería nació del sistema administrativo y político de Marruecos de seguridad pública que ha garantizado el mantenimiento del orden público en Marruecos durante décadas.

## México

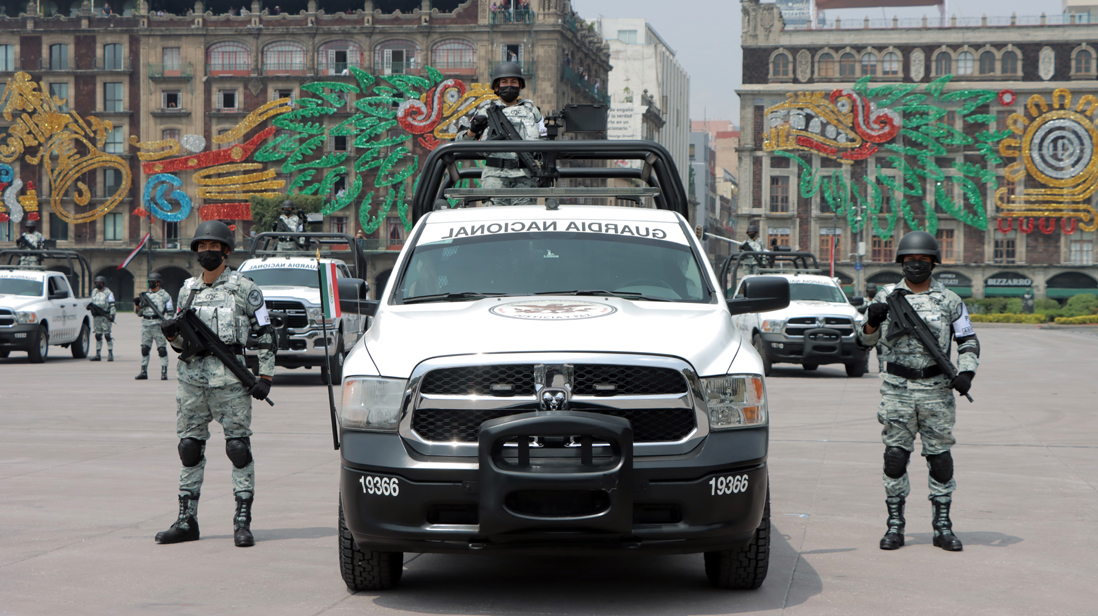
Guardia Nacional México

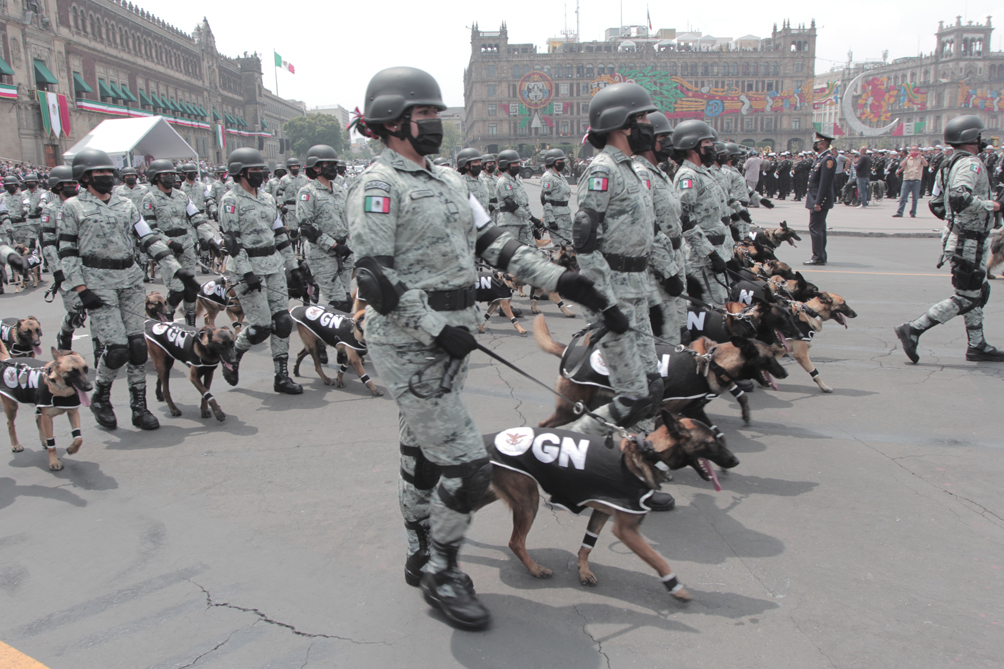
Guardia Nacional México

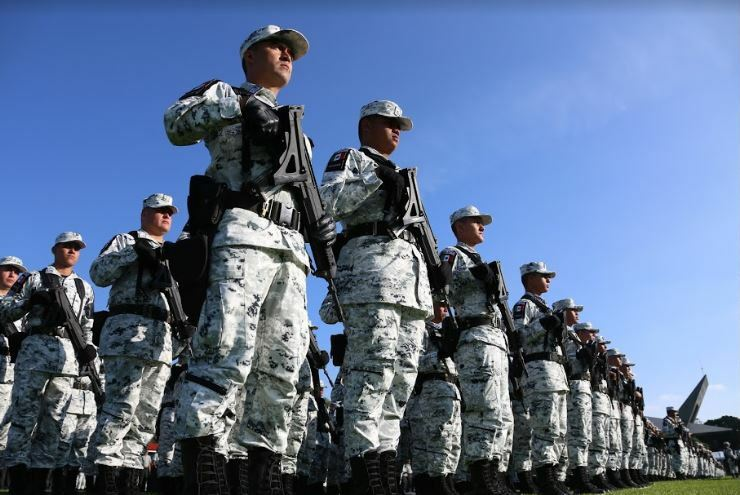
Guardia Nacional México

En México, el antecedente más antiguo de la seguridad pública fue en México-Tenochtitlan (hoy Ciudad de México), alrededor de 1500 con los Calpullec, personajes encargados de mantener el orden de los calpulli. En 1525, ya con los españoles establecidos, se conforma el primer cuerpo de alguaciles de la Ciudad de México, integrado por alguaciles mayores, alguaciles menores y tenientes de alguacil.
Existe en la actualidad tres niveles de policía civil: Policía Municipal, Policía Estatal y Policía Federal, correspondiendo al esquema federal, cada una con sus facultades y ámbitos de acción.
Policías Municipales
Hay alrededor de 2200 cuerpos policiales municipales[cita requerida], están destinadas a que la sociedad dé cumplimiento al Bando de Policía y Buen Gobierno, Favorece la convivencia social y el orden públicos, con base en el civismo, y tiene funciones de tránsito local. Estas están encuadradas dentro de una Secretaría o Dirección de seguridad pública municipal u otra denominación similar. En algunos municipios son llamadas Guardia Civil y en otro municipios baja el régimen de Usos y Costumbres, poseen un cuerpo o servicio de Fiscales que son ciudadanos comisionados por un lapso de tiempo encargados del orden público dentro de sus comunidades.
Policías Estatales
México es una república federal, la conformación de la Unión es a través de las 32 entidades federativas (o estados) las cuales, cada una dispone de su propia fuerza de policía que atienden los delitos del fuero común y las conductas que ponen en riesgo la seguridad pública, ya sea a través de cuerpos preventivos, para disuadir la comisión de los ilícitos o de la policía judicial para la investigación y persecución del delincuente. las Policías Preventivas (en el caso del Estado de Nuevo León Fuerza Civil, replicando el mismo modelo, Tamaulipas, Jalisco, Veracruz, Edo. de México) administravimente dependen de una Secretaría de "Seguridad Pública" o "Protección Ciudadana". Las policías judiciales, también llamadas Ministerial o de Investigación, forman parte de la Procuraduría o Fiscalía General de Justicia de cada estado. En el caso del estado de Chihuahua se ha constituido la Policía Estatal Única, ya que depende de una sola pedendencia que a fusinado Seguridad Pública y Procuración de Justicia en la Fiscalía General del Estado de Chihuahua.
Policías Federales
Dirigida a atender los delitos del fuero federal como terrorismo, sabotaje de instalaciones estratégicas, ataque a las vías generales de comunicación, narcotráfico, contrabando, los que atenten contra el patrimonio de la nación y aquellos que, con base en la Ley de Crimen Organizado, son atraídos por la federación para su investigación y seguimiento.
- Policía Federal y está conformado por policías federales,
- Servicio de Proteccíón Federal de la Secretaría de Seguridad y Protección Ciudadana
- Guardia Nacional
- Seguridad y Custodia Penitenciaria.
- Policía de Investigación Federal (antes Policía Federal Ministerial): policía ejecutora de la Fiscalía General de la República.
- Unidad de Apoyo para la Inspección Fiscal y Aduanera de la Administración General de Aduanas del Servicio de Administración Tributaria.
- Cuerpo de Policía Militar del Ejército y Fuerza Aérea Mexicanos.
- Policía Ministerial Militar de la Procuraduría General de Justicia Militar.

Policía de la Ciudad de México
La Ciudad de México (CDMX) posee una fuerza de policía al mando de la Secretaría de Seguridad Pública de la Ciudad de México (SSP CDMX). La entidad a la cual pertenece es a la federación por lo que al no haber cabildos ni características de municipio no hay policías municipales en este entorno así que la Ciudad de México se divide en zonas y sectores algunos de los cuales ya están siendo vigilados por la Unidad de Protección Ciudadana, con un acercamiento similar a las policías municipales de los estados de la república y en casos extremos se puede recurrir a la Policía Bancaria e Industrial la cual también brinda servicios privados de protección y custodia a particulares en la Ciudad de México y su área conurbada.
La Policía de la Ciudad de México se divide en 3 fuerzas públicas, siendo:
- Policía Preventiva
- Policía Bancaria e Industrial
- Policía Auxiliar

En la Universidad de la Policía de la Ciudad de México también conocida como la "Academia de Policía" ingresan todos los interesados en formar parte de la policía Preventiva, con una duración de seis meses saliendo sólo los fines de semana, en esta etapa son llamados cadetes, aquí reciben entrenamiento en aplicación de fuerza pública, defensa policial, conocimiento en leyes y códigos, conducción de vehículos especiales (auto-patrullas, moto-patrullas, étc.) manejo de armas de fuego; se rigen por principios de actuación, profesionalización, régimen disciplinario (arresto, amonestación, baja) estos bajo las normas de la Ley de Seguridad Pública para el Distrito Federal. Una vez aprobando el curso básico, desempeñan sus labores en algunos de los sectores que conforman el Distrito Federal, tránsito o agrupamientos especiales, por mencionar algunos; Femenil, Montada, Fuerza de Tarea, Grupo Metropolitano, Policía Ambiental, Granaderos, en donde cada agrupamiento tiene diferentes funciones en vía pública.

## Pakistán
La policía de Pakistán está bajo el control de la provincia en la que trabaja, cada policía tiene jurisdicción en su propia provincia y su liderazgo tiene su sede en la capital de la provincia. Existe un departamento de policía de tráfico independiente para gestionar el tráfico y también es una fuerza provincial. Solo la policía de la ciudad capital es una excepción y está bajo el control del gobierno federal con su propia configuración.
En Punjab, en 1998 se creó una unidad de élite antiterrorista dentro de la Policía de Punjab. Existe una organización paramilitar separada en las provincias orientales (Punjab y Sindh) conocida como Rangers para brindar seguridad en el país y ayudar a la policía cuando sea necesario. También están bajo el control de la provincia en la que trabajan. Sus equivalentes en las provincias occidentales (Baluchistán y Khyber Pakhtunkhwa) son el Frontier Corps (FC).

## Palestina

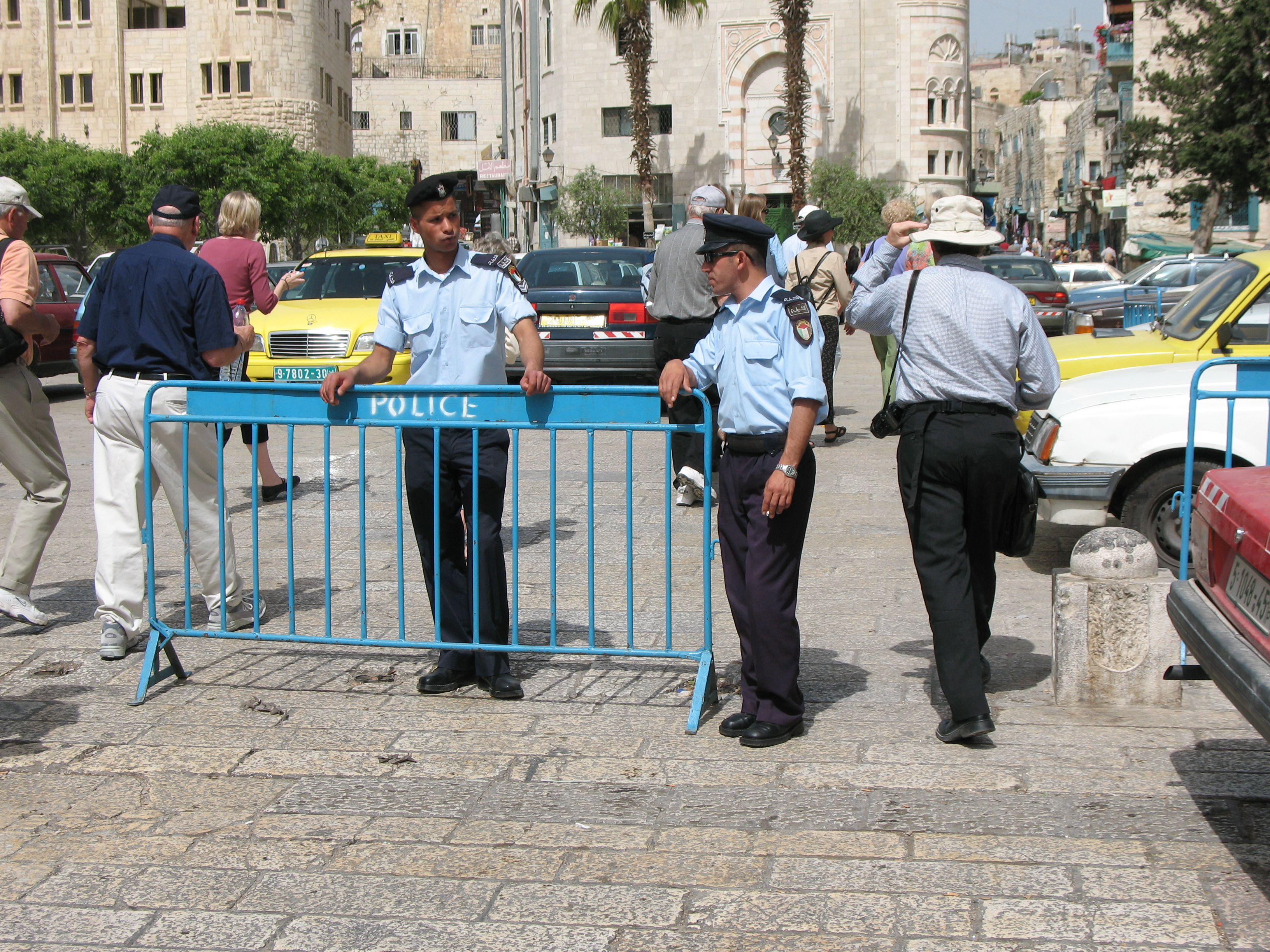
Dos policías palestinos.

La Policía Civil Palestina (en árabe: الشرطة المدنية الفلسطينية) fue creada bajo los Acuerdos de Oslo y la Convención de El Cairo de 1994, este cuerpo de policía fue formado para asumir las tareas de mantener la seguridad y el orden en el Estado de Palestina. La Policía Civil Palestina, es una unidad de policía civil, que fue creada por un decreto presidencial, y está especialmente capacitada para mantener la seguridad, la aplicación de la ley y la implementación de órdenes, para mantener la seguridad, la propiedad, el honor, la libertad y la seguridad personal.

## Panamá

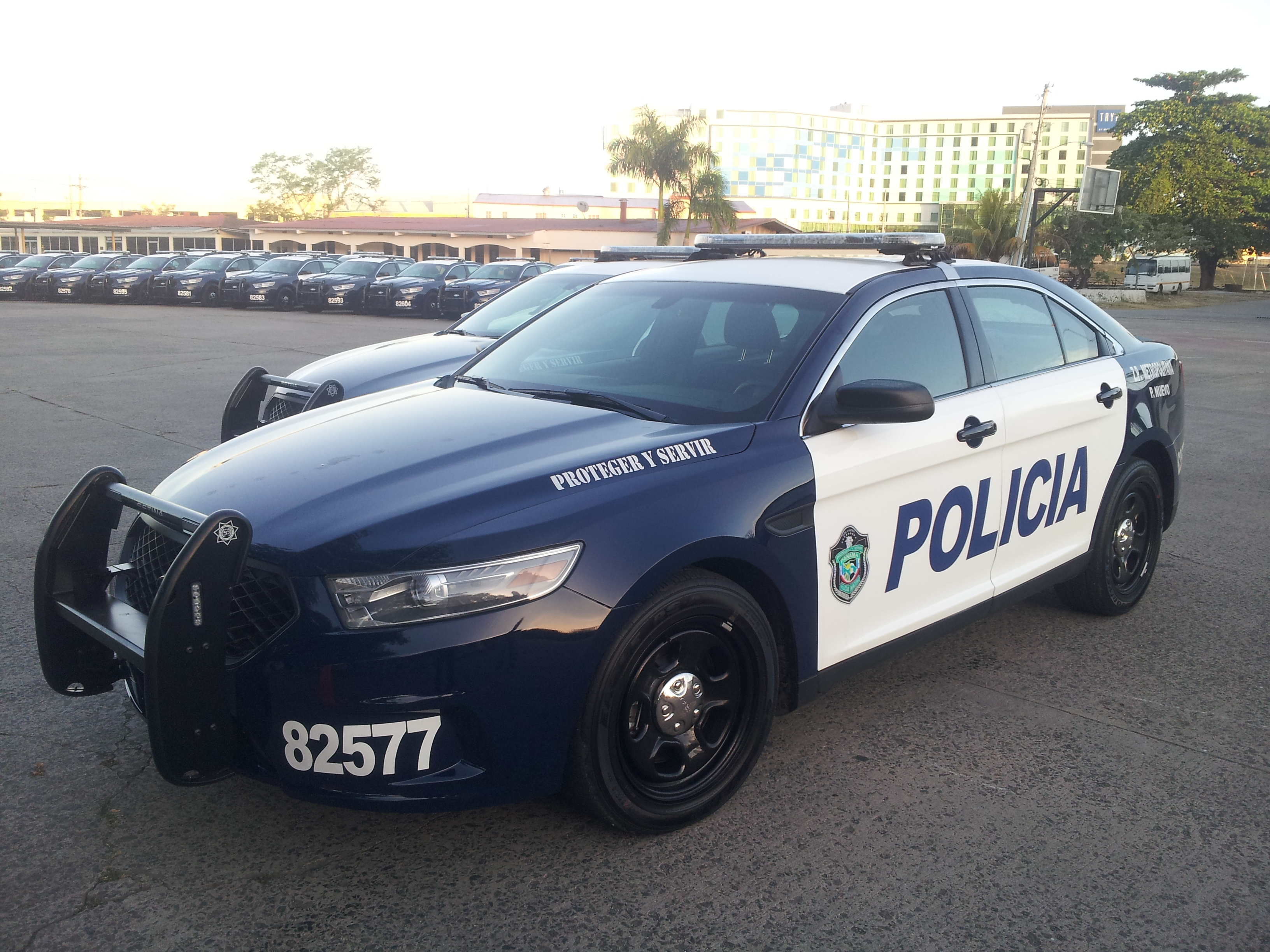
Vehículo de la Policía Nacional de Panamá.

La Policía Nacional de Panamá es un cuerpo armado de naturaleza civil, adscrito al Ministerio de Seguridad Pública, encargado de mantener y garantizar el orden público a nivel nacional. Fue legalmente constituida mediante la Ley N.º 18 del 3 de junio de 1997. La Policía Nacional de Panamá junto con el Servicio Nacional Aeronaval (SENAN), Servicio Nacional de Fronteras,el Servicio de Protección Institucional y el Servicio Nacional de Migración componen la Fuerza Pública. La Policía Nacional de Panamá está subordinada directamente al Presidente de la República a través del  Ministro de Seguridad Pública desde el año 2010.

## Paraguay
La Policía Nacional de Paraguay es una institución policial civil, Jerarquizada y subordinada al Poder Ejecutivo, a través del Ministerio del Interior, encargada de la seguridad interna. Su función es mantener el orden público legalmente constituido, de la prevención de los delitos y de su investigación bajo la dirección de la autoridad judicial. Es dirigida por un agente policial de jerarquía superior, que lleva el título de Comandante de la Policía Nacional, el cual posee impedimentos constitucional para ejercer actividades político-partidarias.

## Perú

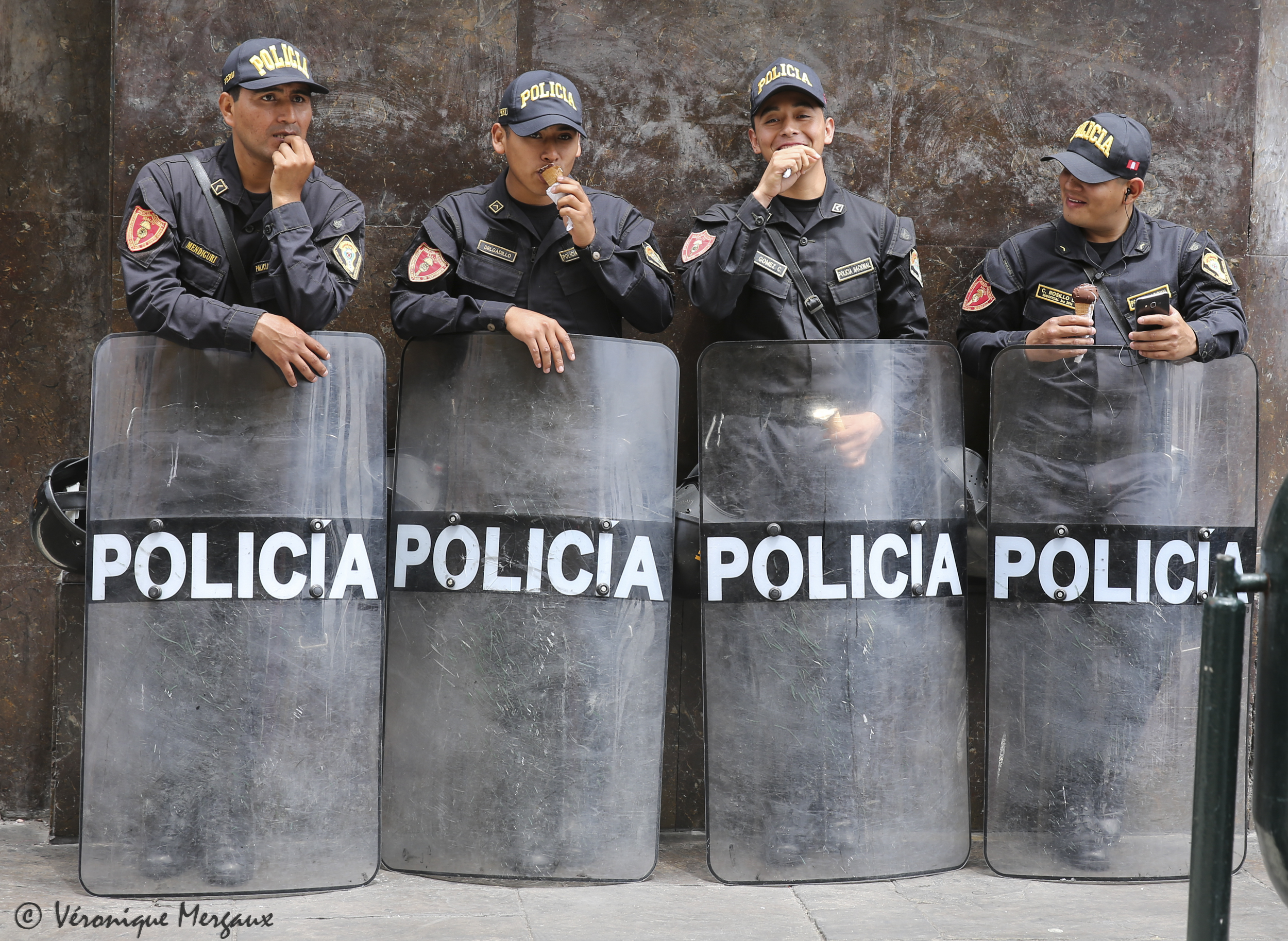
Policía Nacional del Perú

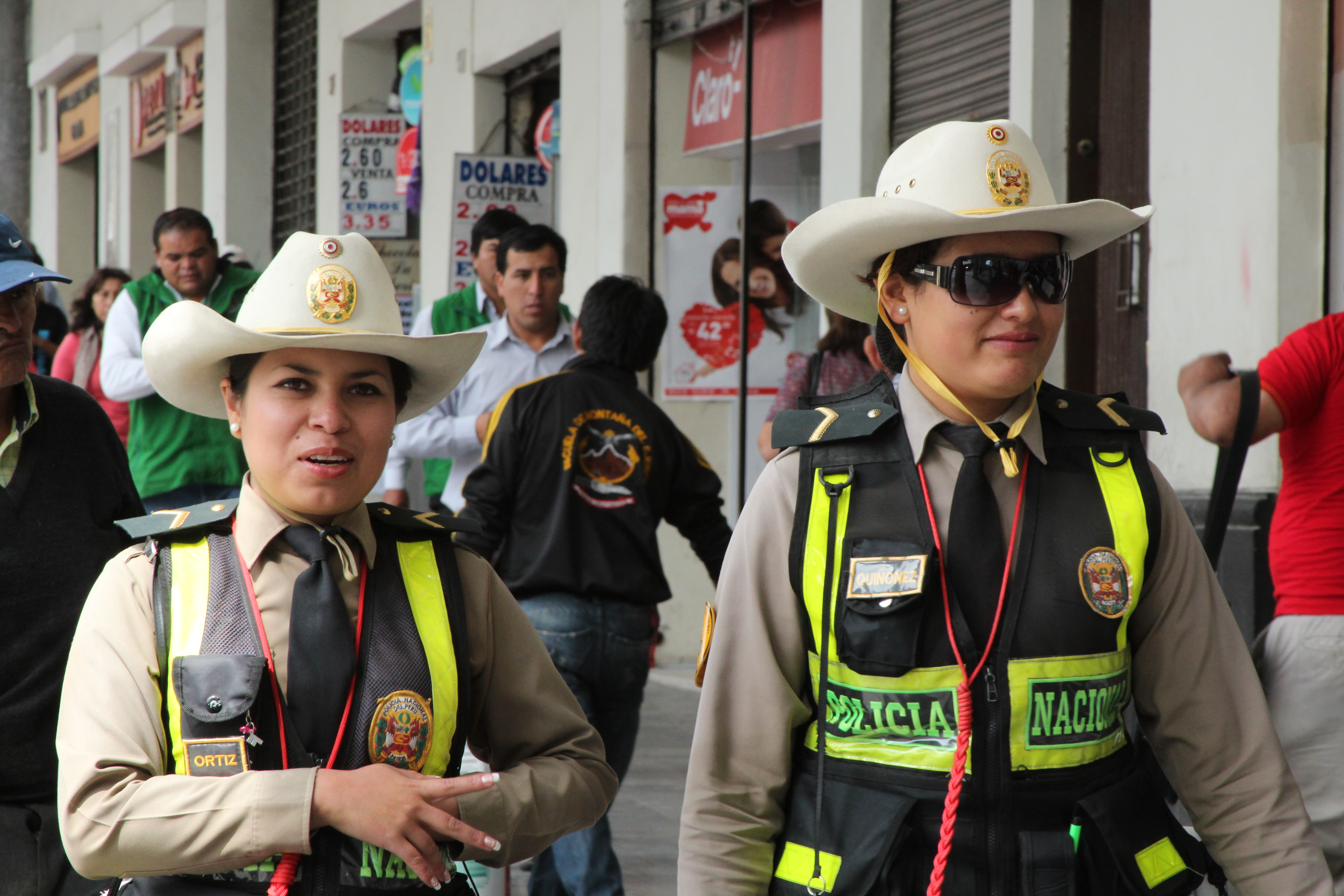
Policías Mujeres en Perú

La seguridad interna del país está a cargo de la Policía Nacional del Perú. Es una institución del Estado creada para garantizar el orden interno, el libre ejercicio de los derechos fundamentales de las personas y el normal desarrollo de las actividades ciudadanas. Es profesional y jerarquizada. Sus integrantes representan la ley, el orden y la seguridad en toda la República y tienen finalidad fundamental: Garantizar, mantener y restablecer el orden interno; prestar protección y ayuda a las personas y a la comunidad; garantizar el cumplimiento de las leyes y la seguridad del patrimonio público y privado; prevenir, investigar y combatir la delincuencia y vigilar y controlar las fronteras.
Creada el 6 de diciembre de 1988, la Policía Nacional del Perú se formó sobre las bases de tres instituciones precedentes: La Guardia Civil del Perú, Policía de Investigaciones y Guardia Republicana; es una institución de naturaleza civil, jerarquizada, no deliberante, dependiente del Ministerio del Interior; ha venido siendo objeto de una serie de reformas, la más reciente del año 2013 mediante la dación de los Decretos Legislativos 1148, 1149, 1150, 1151, 1152 y 1157; cuyos aspectos más destacados son:
- Posee un comando único (a cargo del director general PNP)

- El empleo de su finalidad fundamental está a cargo de las Unidades Especializadas (Dirección de Investigación Criminal, Dirección Contra el Terrorismo, Dirección Antidrogas, Dirección de Policía Fiscal, la Dirección de Aviación Policial como las más reconocidas) y Comisarías (a cargo del Servicio Básico Policial: prevención de delitos y faltas).

Desde su creación, la Policía Nacional del Perú, tuvo un importante rol en la lucha contra el terrorismo subversivo de las organizaciones terroristas "Sendero Luminoso" y "Túpac Amaru"; muchos de cuyos efectivos fueron asesinados por la insania terrorista. Además, se formaron los cuerpos de serenos municipales, que colaboran con las autoridades policiales en la detección de sucesos delictivos.

## Portugal

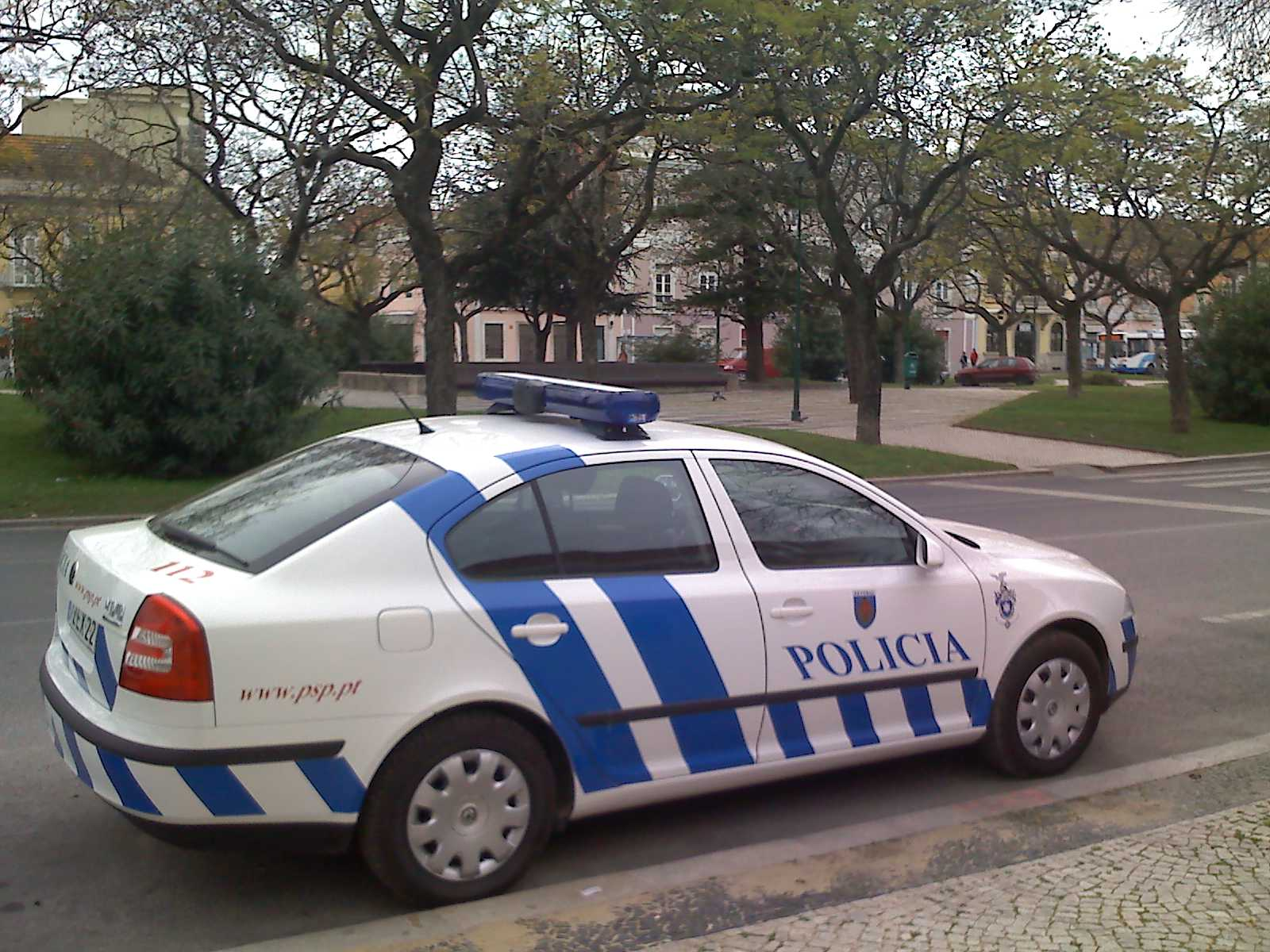
Vehículo patrulla de la Polícia de Segurança Pública.

En Portugal hay tres fuerzas policiales:
- Polícia Judiciária: es el principal órgano policial de investigación criminal de Portugal, cuya vocación es combatir a la gran criminalidad, expresamente al crimen organizado, el terrorismo, el tráfico de estupefacientes, la corrupción y la criminalidad económica y financiera.
- Polícia de Segurança Pública: es la fuerza de seguridad de carácter civil encargada de defender de la legalidad democrática, garantizar la seguridad interna y defender los derechos de los ciudadanos. A pesar de tener muchas otras funciones, la PSP es conocida por ser la fuerza de seguridad responsable de las grandes áreas urbanas de Portugal.
- Guarda Nacional Republicana: es la fuerza de seguridad de naturaleza militar. Está constituida por militares organizados en un cuerpo especial de tropas y dotada de autonomía administrativa, y con jurisdicción sobre todo el territorio portugués.

## Reino Unido

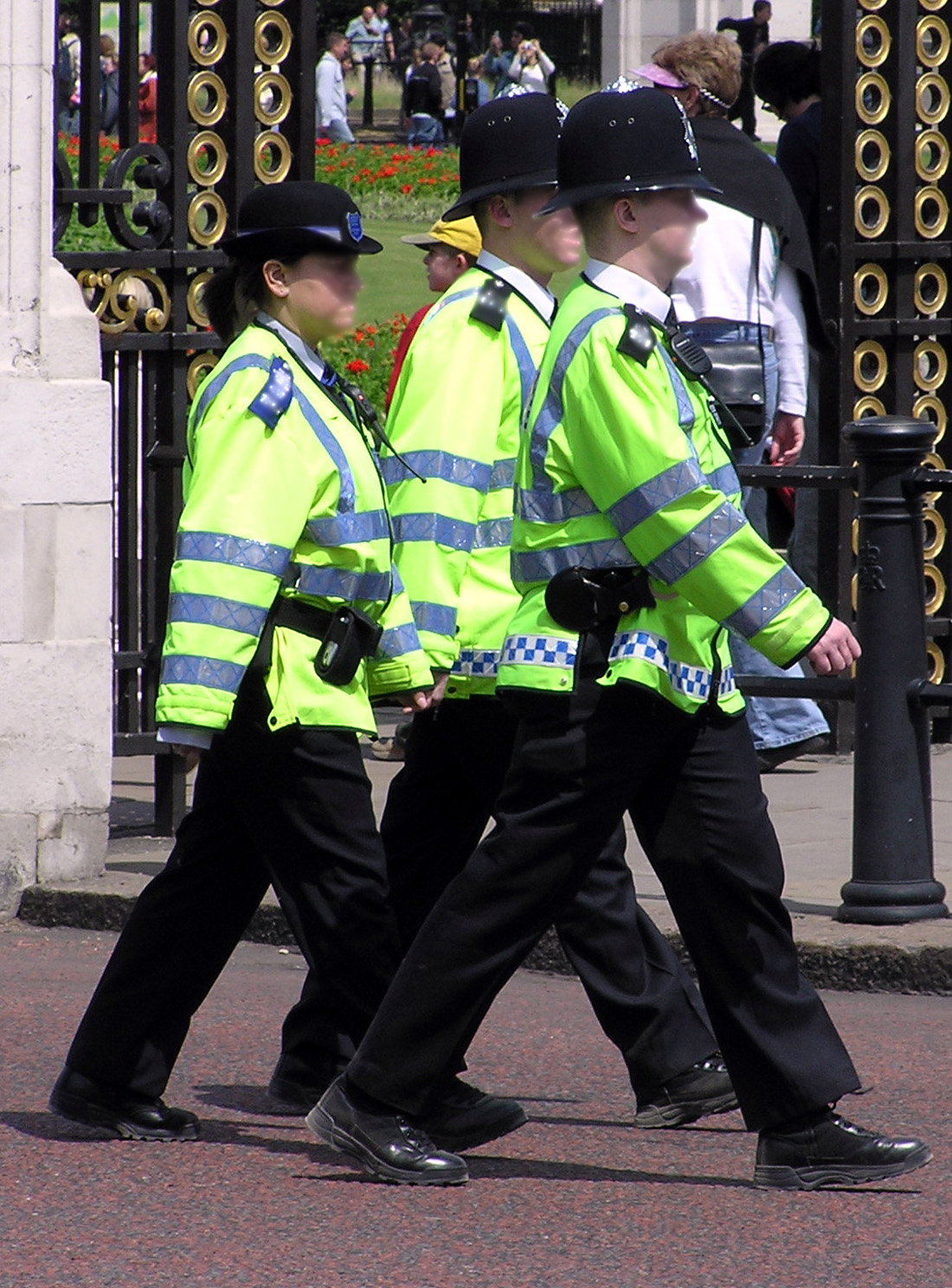
La Policía Metropolitana de Londres.

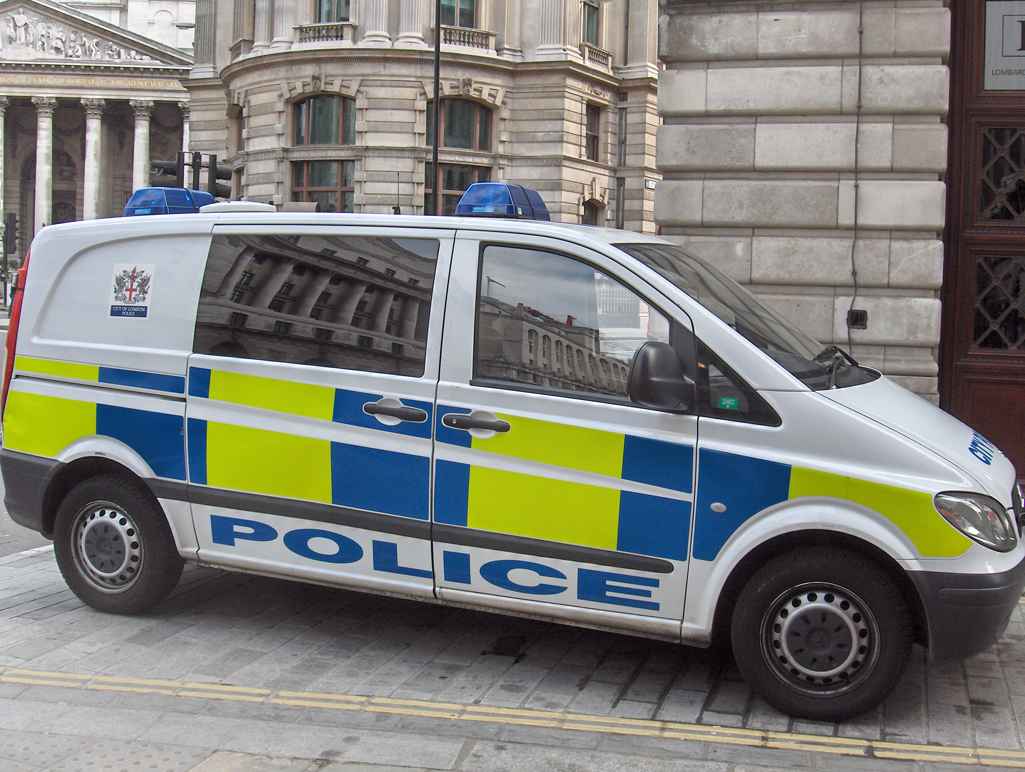
Furgón de la Policía de Londres.

La policía del Reino Unido de Gran Bretaña e Irlanda del Norte está compuesta por más de 50 fuerzas policiales independientes supervisadas por las autoridades locales. Esas fuerzas son más o menos uniformes en Inglaterra y Gales, pero distintas en Escocia e Irlanda del Norte. Los servicios de policía británicos tienen una organización común y uniforme común. 
La tradición británica liberal es que la policía sea descentralizada (históricamente se consideraba que la policía centralizada podía ser un instrumento de dictadura). Las polémicas constitucionales del siglo XIX sobre los poderes del gobierno central y los riesgos de militarismo continental dieron lugar a la definición de una policía civil, organizada localmente y desarmada. A la policía británica le gusta presumir de que mantiene ese carácter civil, aunque algunos críticos consideran que la creación de unidades antidisturbios especializadas a comienzos de la década de 1980 quebró la tradición liberal de la policía.
El jefe de policía (Chief Constable) tiene mucha autonomía operacional y estratégica. El jefe de policía es responsable ante un consejo local especial que se llama "la autoridad policial" (police authority). Históricamente era responsable ante un consejo local ("Watch Committee" o "Standing Joint Committee" o ante el consejo de gobierno del condado ("county council")).
En Irlanda del Norte hay el Police Service of Northern Ireland. Hasta 2001 estuvo el Royal Ulster Constabulary. La policía en Irlanda del Norte es la única policía británica que porta armas de modo permanente. Tiene un uniforme distinto, verde.
En situaciones de urgencia, el Ministerio del Interior (Home Office) puede controlar los diferentes servicios. Las fuerzas policiales, generalmente hablando, están organizadas en distritos administrativos. Ciertos departamentos de la Policía Metropolitana (de Londres) operan en todo el país, incluida la División Antiterrorista, Departamento de protección de derechos y diplomacia, y ciertas divisiones especiales. La nueva "Agencia contra el crimen organizado", por ser nacional, también puede trabajar en cualquiera de las áreas policiales. La más pequeñas de las fuerzas del Reino Unido es la Policía de la 'City' de Londres en el centro de Londres.

## República Dominicana
Cuenta con la Policía Nacional de la República Dominicana, cuya función es la de proteger a la nación dominicana, procurar el cumplimiento de la ley para mantener y garantizar las condiciones necesarias para el ejercicio de las libertades públicas y asegurar la coexistencia pacífica dentro de la población.

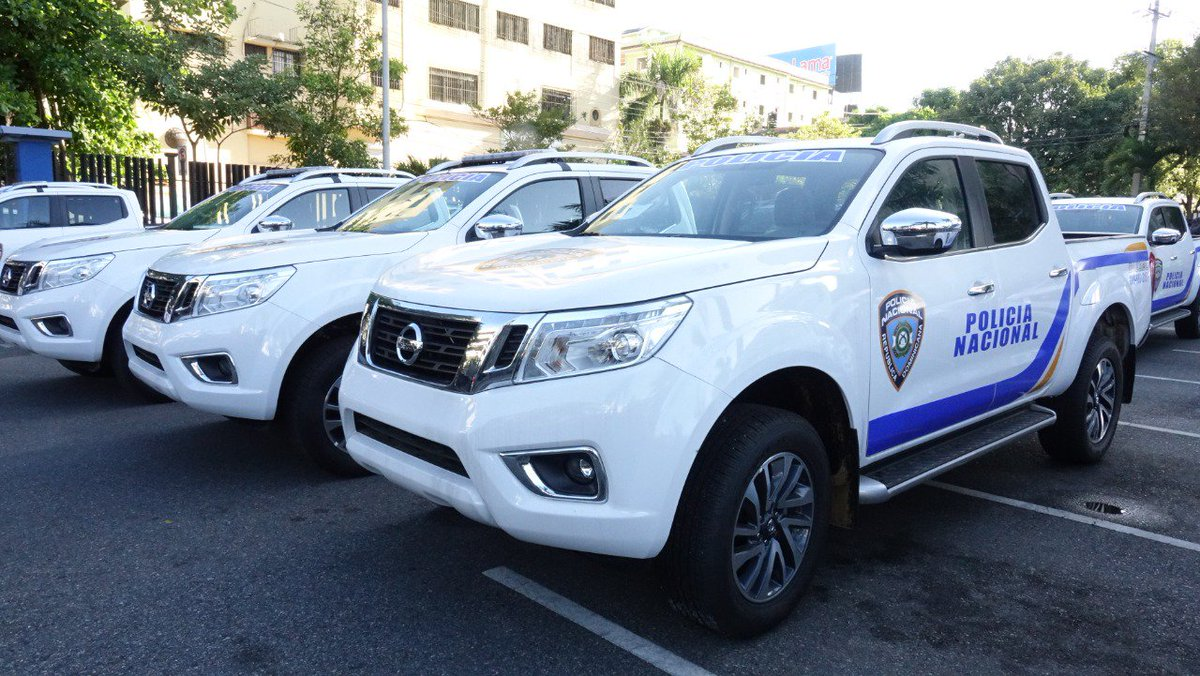
Vehículo de la Policía Nacional de la República Dominicana

## República Checa
En la República Checa hay dos principales cuerpos policiales:
- Policía de la República Checa: es la policía nacional y actúa en todo el territorio.
- Policía Municipal (Obecní policie): es la policía local, que opera en los municipios, y que recibe el nombre de Policía Urbana (Městská policie) en las ciudades.

Además, hay otro secundario:
- Servicio penitenciario de la República Checa, se encarga de la prisiones del país, de su vigilancia y su control.

## Rusia
Policía (ruso: полиция) es la agencia federal de aplicación de la ley en Rusia, que opera bajo el Ministerio del Interior. Fue establecido en 2011, reemplazando a Militsiya, el antiguo servicio de policía.
Es el servicio de policía federal de Rusia que opera de acuerdo con la ley "Sobre la policía" (Закон "о полиции"), según lo aprobado por la Asamblea Federal, y posteriormente se convirtió en ley el 7 de febrero de 2011 por el entonces presidente de la Federación de Rusia, Dmitri Medvédev.

## Uruguay

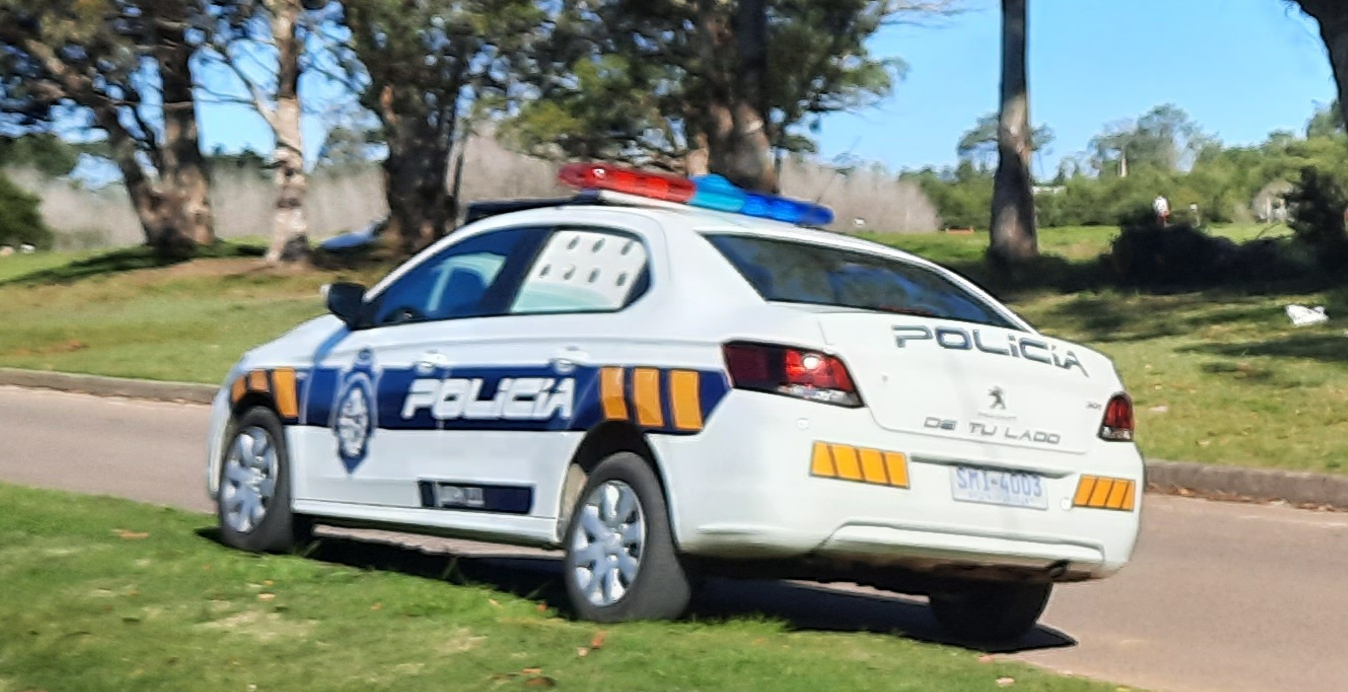
Vehículo de la Policía Nacional de Uruguay.

En Uruguay está presente la Policía Nacional de Uruguay, institución policial del país creada en 1829, formada por personal civil, con atribuciones completas de policía. Constituye la Fuerza de seguridad, es un Cuerpo de carácter nacional y profesional, dependiente del Poder Ejecutivo por intermedio del Ministerio del Interior. Como policía administrativa le compete el mantenimiento del Orden Público y la prevención de los delitos. En su carácter de auxiliar de la justicia, le corresponde investigar los delitos, reunir sus pruebas y entregar los delincuentes al poder judicial. Depende del Ministerio del Interior.
Esta fuerza policial, a su vez, posee diferentes subdivisiones (llamadas Direcciones), tales como:
- Dirección Nacional de Sanidad Policial: es una Dirección de la Policía Nacional a la cual le corresponde el tratamiento de enfermedades del personal policial en actividad y retiro, a sus familiares y pensionistas.
- Dirección Nacional de Policía Caminera: La Dirección Nacional de Policía Caminera (D.N.P.C.), forma parte del Cuerpo de la Policía Nacional como Policía Activa. Le corresponde sistematizar, controlar y vigilar el tránsito de la red vial en toda la República, de acuerdo a la Ley Orgánica Policial, actuando como policía de caminos y carreteras.
- Dirección Nacional de Bomberos: es un organismo técnico profesional, con competencia de Policía del Fuego en todo el territorio nacional que depende del Poder Ejecutivo por intermedio del Ministerio del Interior de la República.
- Dirección de la Guardia Republicana: cuerpo de élite de la Policía Nacional con jurisdicción en todo el territorio uruguayo. A su vez esta, posee otro cuerpo dependiente de ella:
  - Guardia Metropolitana: pertenece a la Dirección Nacional Guardia Republicana y es la unidad de infantería por excelencia de la Policía Nacional.

## Venezuela

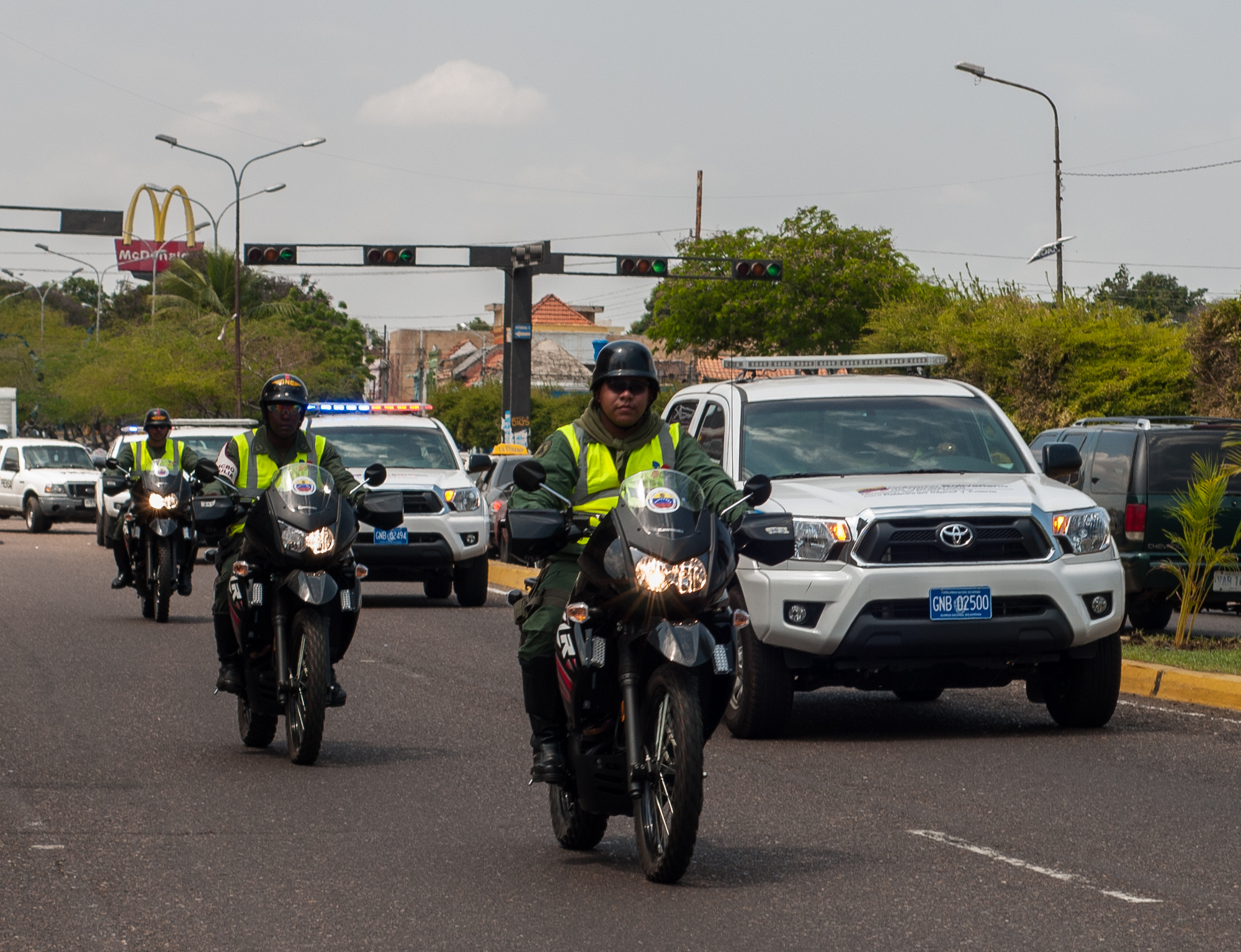
Guardia Nacional Bolivariana (GNB)

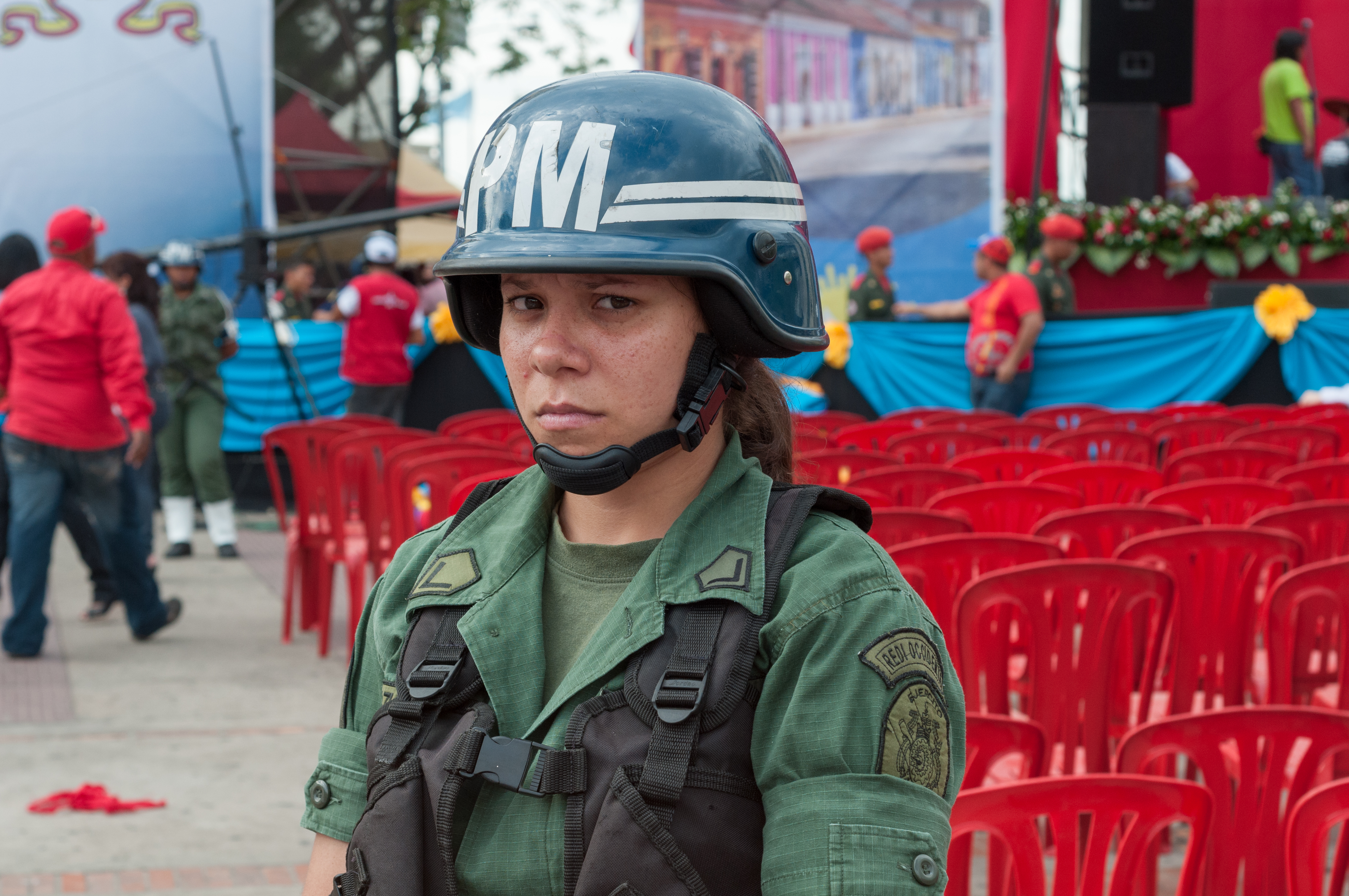
Policía Militar PM

La Policía Nacional Bolivariana es la principal fuerza de seguridad a nivel nacional de Venezuela (en septiembre de 2011). El instrumento legal fue aprobado mediante el Decreto n.º 5.895 con Rango, Valor y Fuerza de la Ley Orgánica del Servicio de Policía y del Cuerpo de Policía Nacional, dictado por el presidente de la República sobre la base de las recomendaciones de la Comisión Nacional para la Reforma Policial, y el 9 de abril de 2008 se promulga en gaceta extraordinaria.
Recientemente, se promulgó la Ley Orgánica del Servicio de Policía y del Cuerpo de Policía Nacional Bolivariana publicada en Gaceta Oficial n.º 5.940 del 7 de diciembre de 2009, que deroga la anterior y la cual crea y organiza la Policía Nacional Bolivariana, dependiente del Ministerio del Poder Popular para las Relaciones Interiores y de Justicia y que contará, de acuerdo con su artículo 36, con estaciones en todas las entidades federales del país y la ciudad de Caracas, los Estados y Municipios que, si bien tienen policías propias, deberán trabajar en muchos casos con la Policía Nacional. Este instrumento legal reglamenta además el funcionamiento de las policías estatales y municipales, además de contemplar la creación de servicios Antidrogas, Penitenciarios y Comunal.
La creación de la Policía Nacional se basa en el artículo 332 de la Constitución Nacional, donde se establece que "el Ejecutivo Nacional, para mantener y restablecer el orden público, proteger al ciudadano o ciudadana, hogares y familias, apoyar las decisiones de las autoridades competentes y asegurar el pacífico disfrute de las garantías y derechos constitucionales, de conformidad con la ley, organizará:
- Un cuerpo uniformado de policía nacional.
- Un cuerpo de investigaciones científicas, penales y criminalísticas.
- Un cuerpo de bomberos y bomberas y administración de emergencias de carácter civil.
- Una organización de protección civil y administración de desastres.
- Los órganos de seguridad ciudadana son de carácter civil y respetarán la dignidad y los derechos humanos, sin discriminación alguna. La función de los órganos de seguridad ciudadana constituye una competencia concurrente con los Estados y Municipios en los términos

establecidos en esta Constitución y la ley."
En 2006 creó la Conarepol (Comisión Nacional para la Reforma Policial) que se encargó de la realización de encuestas y opiniones para la aprobación de parte de la población venezolana.
Este proyecto se ha sido apoyado por innumerables encuestas y opiniones de la población nacional y dirigido por el Gobierno del Presidente de Venezuela, Hugo Chávez.
Actualmente hay más de 6.500.560 cuerpos oficiales en los 23 estados que conforman la unión venezolana. Se dividen en tres tipos oficiales:
- Policía Nacional: es el cuerpo de seguridad nacional
- Policía Regional: es el cuerpo estatal en Venezuela
- Policía Municipal: es el cuerpo municipal

Así mismo, destaca en Venezuela una Policía Investigación, llamada Cuerpo de Investigaciones Científicas, Penales y Criminalísticas (CICPC), la cual se encarga de esclarecer los hechos delictivos perpetuados en ese país, siendo la tercera mejor policía de investigación del mundo. Este cuerpo policial anteriormente era conocido como Cuerpo Técnico de Policía Judicial (CTPJ)  o simplemente Policía Técnica Judicial (PTJ). Este último nombre le dio el nombre coloquial llamado fonéticamente la petejota.
Otro cuerpo de seguridad en Venezuela lo constituye el Servicio Bolivariano de Inteligencia Nacional (SEBIN), conocido hasta el año 2010 como Dirección de los Servicios de Inteligencia y Prevención (DISIP). Se le conoce como Dirección de Seguridad Nacional o Policía secreta. Es derivado de la antigua Seguridad Nacional del gobierno de Marcos Pérez Jiménez.